# Cascais
Cascais é uma vila portuguesa da sub-região da Área Metropolitana de Lisboa, pertencendo à região com o mesmo nome e ao  Distrito de Lisboa, com 64 310 habitantes (2021) no seu perímetro urbano.
É sede do Município de Cascais que tem uma área total de 97,4 km2 e 214 158 habitantes (2021), subdividido em 4 freguesias. O município é limitado a norte pelo município de Sintra, a leste pelo município de Oeiras e a sul e a oeste pelo Oceano Atlântico.
A sua origem enquanto entidade independente data da Carta da Vila, de 7 de junho de 1364, na qual o Rei D. Pedro I de Portugal a separava do termo de Sintra em virtude do seu desenvolvimento económico. Administrativamente, apenas se torna independente em 1514, data em que é provida de um foral próprio. Ocupado desde o Paleolítico, e com um importante património arqueológico, o município esteve desde cedo voltado para a produção agrícola, pesqueira e para a extração de recursos. Também a sua posição estratégica na Barra do Tejo contribuiu para a sua importância, dispondo hoje de um vasto património arquitetónico militar.
Pelos seus valores naturais e paisagísticos, tanto a vila como o município conheceram um surto de popularidade que a viram tornar-se no destino preferido das elites portuguesas e estrangeiras a partir do século XIX. A chegada e eletrificação do caminho de ferro foram findamentais para o progresso do município, sendo o principal fator para a sua urbanização a partir de 1930.
A partir daí, cresce até se afirmar como um dos principais subúrbios de Lisboa e um dos principais destinos turísticos do país, partilhando dos fenómenos de suburbanização e periurbanização que se foram dando na restante área metropolitana, evidentes sobretudo no interior do município.

## Geografia

Vista da zona ocidental de Cascais a partir da Peninha, na Serra de Sintra.

Visão panorâmica do vale da ribeira de Caparide/Manique do Alto de Bicesse, bem como o horizonte da freguesia de São Domingos de Rana.

Zona interior do município. Livramento, na freguesia de Cascais e Estoril, visto do Monte da Cabeça Gorda. Ao fundo, a Serra de Sintra.

Cascais e o seu município encontram-se no extremo sul-ocidental da Península de Lisboa, que limita a norte com Sintra, a leste com Oeiras e a sul e a oeste com o Oceano Atlântico. Possui o seu ponto mais ocidental no Cabo Raso, e o mais oriental em Talaíde, na margem direita da Ribeira da Laje. O seu ponto mais setentrional, bem como o mais alto, encontra-se na Peninha, que se eleva em 465 metros. De forma semelhante aos restantes municípios da Península de Lisboa, apresenta um relevo cujos elementos mais marcantes da paisagem são normalmente os vales das ribeiras, estreitos e encaixados, e cujos exemplos mais relevantes são os vales das ribeiras da Foz do Guincho, das Vinhas, da Penha Longa, de Caparide e Ribeira da Laje. Acrescentam-se a estes alguns relevos pontuais, como são o Cabeço de Mouro, o Alto de Bicesse e o Monte da Cabeça Gorda.
O quadrante nordeste é dominado pela Serra de Sintra, sendo aí que se registam as maiores altitudes que vão diminuindo suavemente quando mais a sul, na sua transição para a plataforma de Cascais. Esta plataforma, bastante regular, possui uma vertente suave para sul (até ao Cabo Raso) e corresponde a uma superfície de abrasão marinha. A altitude média nestas áreas encontra-se entre os 250 e os 350 metros (Malveira da Serra, Janes, Biscaia), sendo que raramente ultrapassa os 400 metros Nesta zona, a costa é predominantemente escarpada, com a formação de várias grutas como a Boca do Inferno, e cujas arribas podem chegar aos 100 metros. A única exceção dá-se na zona da Praia Grande do Guincho, uma extensa área arenosa que, a nível hidrológico, potencia a ocorrência de fenómenos de infiltração e a desorganização da rede de drenagem. A predominância dos ventos frescos de norte leva à formação de dunas, que se prolongam desde a Cresmina até à zona de Oitavos, onde se situa a única duna consolidada do município.
À semelhança do rebordo da serra, no resto do município os declives são pouco acentuados, e metade do seu território apresenta decives inferiores a 5%. A disposição do relevo faz com que as vertentes não possuam uma exposição marcadamente definida (51%), enquanto que nas restantes predomina a exposição de vertentes viradas a sul (18,5%), o que confere ao município uma feição soalheira, aprazível e confortável, abrigada dos ventos de norte (caso da Costa do Estoril, uma das áreas mais amenas da Área Metropolitana de Lisboa). Nesta faixa, a costa vai alternando entre pequenas praias e faixas escarpadas, dando origem a áreas de relevância ambiental, como é o caso da Zona de Interesse Biofísico das Avencas. A zona interior do município é mais elevada quando mais a norte, com algumas localidades a altitudes superiores a 100 metros: Murches, Alcabideche, Bicesse, Trajouce e Talaíde. O interior demonstra ainda vestígios do seu passado rural, e é composto por duas áreas relativamente planas: o Chão das Travessas, na zona da Aldeia de Juso, e o Planalto de Massapés, em Trajouce.
A vila de Cascais situa-se a 27 km de Lisboa, junto à orla marítima, numa pequena baía. É a quinta vila mais populosa de Portugal (depois de Algueirão - Mem Martins, Corroios, Rio de Mouro e de Oeiras). Cascais recusa-se a ser elevada à categoria de cidade, por motivos turísticos.

## Divisão administrativa
O município está atualmente dividido em quatro freguesias (Alcabideche, Carcavelos e Parede, Cascais e Estoril e São Domingos de Rana), que anteriormente à reforma administrativa de 2013 eram seis (com Cascais, Estoril, Carcavelos e Parede como entidades autónomas). Por sua vez, as freguesias integram várias localidades definidas geograficamente mas sem valor administrativo. Várias localidades concelhias encontram-se divididas entre freguesias (caso de Atibá, Pau Gordo, Penedo, Rebelva) e entre municípios (Cabra Figa — cuja área no município adquire o nome de Pomar das Velhas —, Carrascal de Manique — com a AUGI do Barrunchal pertencente à freguesia de Sintra — e Talaíde, cujo contínuo urbano se expande para Oeiras [onde se inclui o Taguspark] e Sintra [Casal do Penedo, em Rio de Mouro]).
| Freguesia            | Residentes (2011) | Residentes (2021) |
| -------------------- | ----------------- | ----------------- |
| Alcabideche          | 42162             | 44102             |
| Carcavelos e Parede  | 45007             | 46535             |
| Cascais e Estoril    | 61808             | 64310             |
| São Domingos de Rana | 57502             | 59187             |
| Total                | 206479            | 214134            |

| Alcabideche São Domingos de Rana Cascais e Estoril Carcavelos e Parede |
| ---------------------------------------------------------------------- |

## Hidrografia

Relevo e hidrografia do município.

Existem várias linhas de água em Cascais, divididas por duas regiões hidrográficas, que possuem importância por marcarem, juntamente com a Serra de Sintra, a orografia do município. A maioria delas são de curta extensão e não possuem caudal durante a maior parte do ano. Para além dos cursos de água, existem também três áreas de interesse hidrogeológico para a recarga e proteção de aquíferos. No quadrante ocidental do município encontra-se o Sistema Aquífero de Pisões-Atrozela. A delimitação deste sistema foi efectuada numa cooperação entre o Instituto da Água e o Centro de Geologia da Faculdade de Ciências da Universidade de Lisboa, sendo o único aquífero existente no norte da Área Metropolitana de Lisboa. Para além deste aquífero, existe também o Maciço Subvulcânico de Sintra e as áreas de Calcários e Arenitos do Cretácico da região de Cascais.
Está também presente em território concelhio uma albufeira de águas públicas classificadas de utilização protegida, a do Rio da Mula, situada na Malveira da Serra e pertencente à bacia hidrográfica do mesmo rio.

### Linhas de água

Em Carcavelos, a ribeira de Sassoeiros apresenta um leito artificializado, limitado por muros de gabiões, que acompanha em grande parte a Estrada Nacional 6-7.

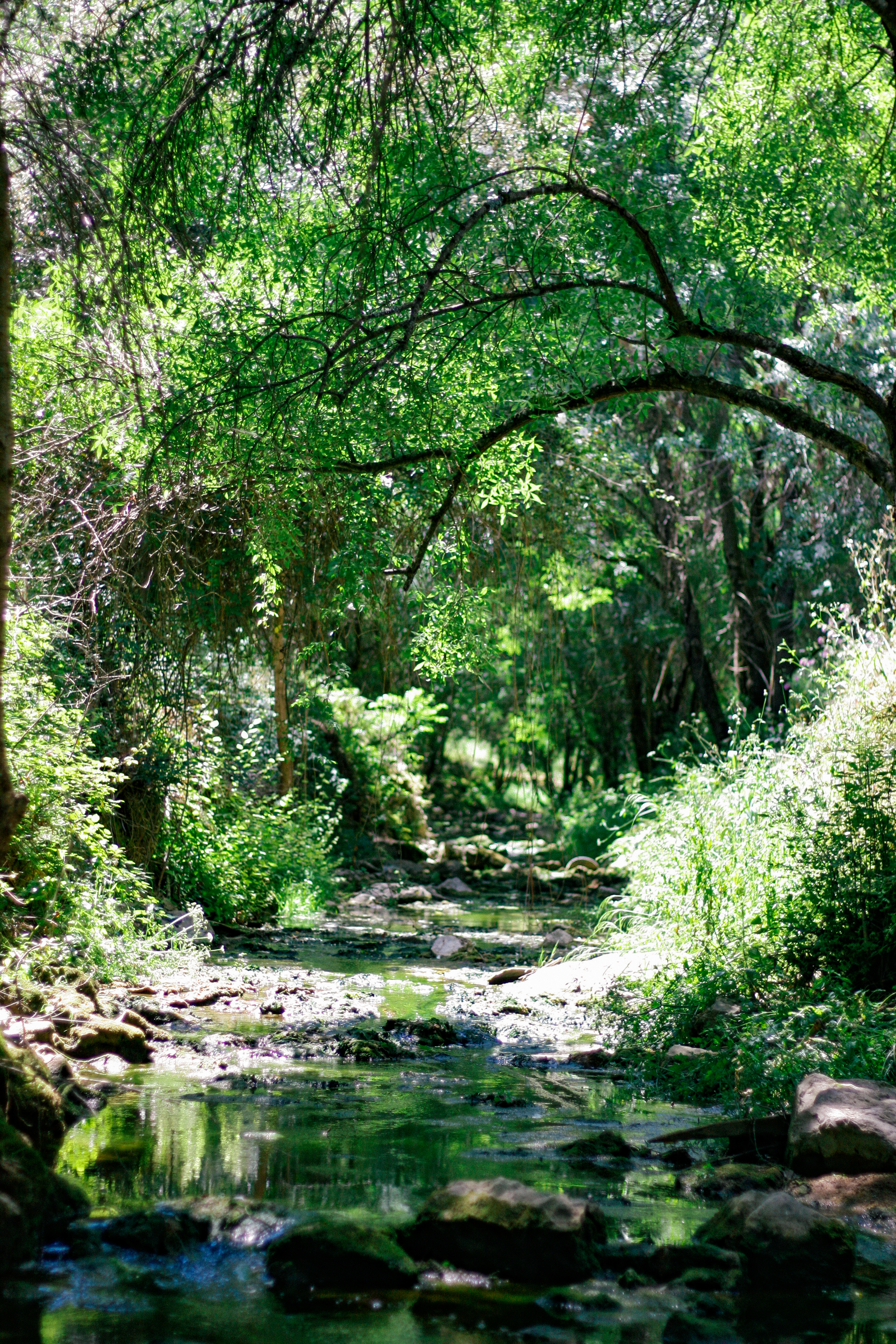
Galeria ripícola bem conservada e leito natural da ribeira das Vinhas, em Alvide.

O município de Cascais possui diversos sistemas ribeirinhos que se dividem entre as regiões hidrográficas do Vouga, Mondego, Lis e Ribeiras do Oeste e a Região Hidrográfica do Tejo. A primeira ocupa apenas o extremo noroeste do município, sendo delimitada pela bacia hidrográfica da Ribeira da Foz do Guincho, e contando com onze bacias hidrográficas. Nesta região, a orientação dos cursos de água dá-se de nordeste para sudoeste. Os restantes cursos de água de Cascais pertencem já à Região Hidrográfica do Tejo, caracterizando-se pela sua maior extensão e caudal relativamente às primeiras. Dentro do município, esta região hidrográfica é dividida por 15 bacias hidrográficas cujas linhas de água, vindas de norte, desaguam na sua costa sul
Todas as ribeiras do município possuem a sua cabeceira na Serra de Sintra, e apresentam caráter intermitente, torrencial durante o inverno, e com grande estiagem do seu caudal. A sua extensão é reduzida, percorrendo vales encaixados e desaguando de forma abrupta nas arribas do litoral. A maioria das ribeiras apresenta um padrão de drenagem do tipo paralelo, com a única exceção da bacia da ribeira das Vinhas, cujo padrão de drenagem é do tipo dendrítico.
Grande parte destas ribeiras encontram-se alteradas pela ação humana, muitas vezes circulando por leitos completamente artificializados ou canalizados, sobretudo nos seus troços finais. Apesar disto, nos espaços menos urbanizados é possível encontrar galerias ripícolas bem preservadas e cuja dimensão permite que a linha de água, nestes locais, assegure a sua função biofísica, quer a nível de promoção da biodiversidade, quer como regulador do sistema hidrológico da respectiva bacia. No entanto, o surgimento de estrangulamentos devido a construções, acumulação de detritos ou a espécies infestantes compromete o regular escoamento das águas, podendo levar a fenómenos de cheias.
As ribeiras mais relevantes e consideradas linhas de água principais são doze (Assobio, Grota, Arneiro, Foz do Guincho, Mochos, Vinhas, Castelhana, Cadaveira, Bicesse, Manique, Marianas e Sassoeiros). Destas, a maioria apresenta-se poluída ou muito poluída, e as que apresentavam menor qualidade de água em 2008 eram as ribeiras de Caparide, das Marianas e a das Vinhas, sobretudo graças às descargas indevidas de resíduos no leito e margens, bem como a descarga de águas residuais não tratadas. Nas ribeiras das Vinhas e de Caparide, existem também grandes números de espécies exóticas, que conformam uma ameaça constante às restantes espécies e ao habitat que ocupa, chegando a destruir a vegetação envolvente e a aumentar significativamente o desenvolvimento algal. Estas ocorrências afetam também a qualidade das águas balneares nas zonas nas quais desaguam.

### Águas balneares

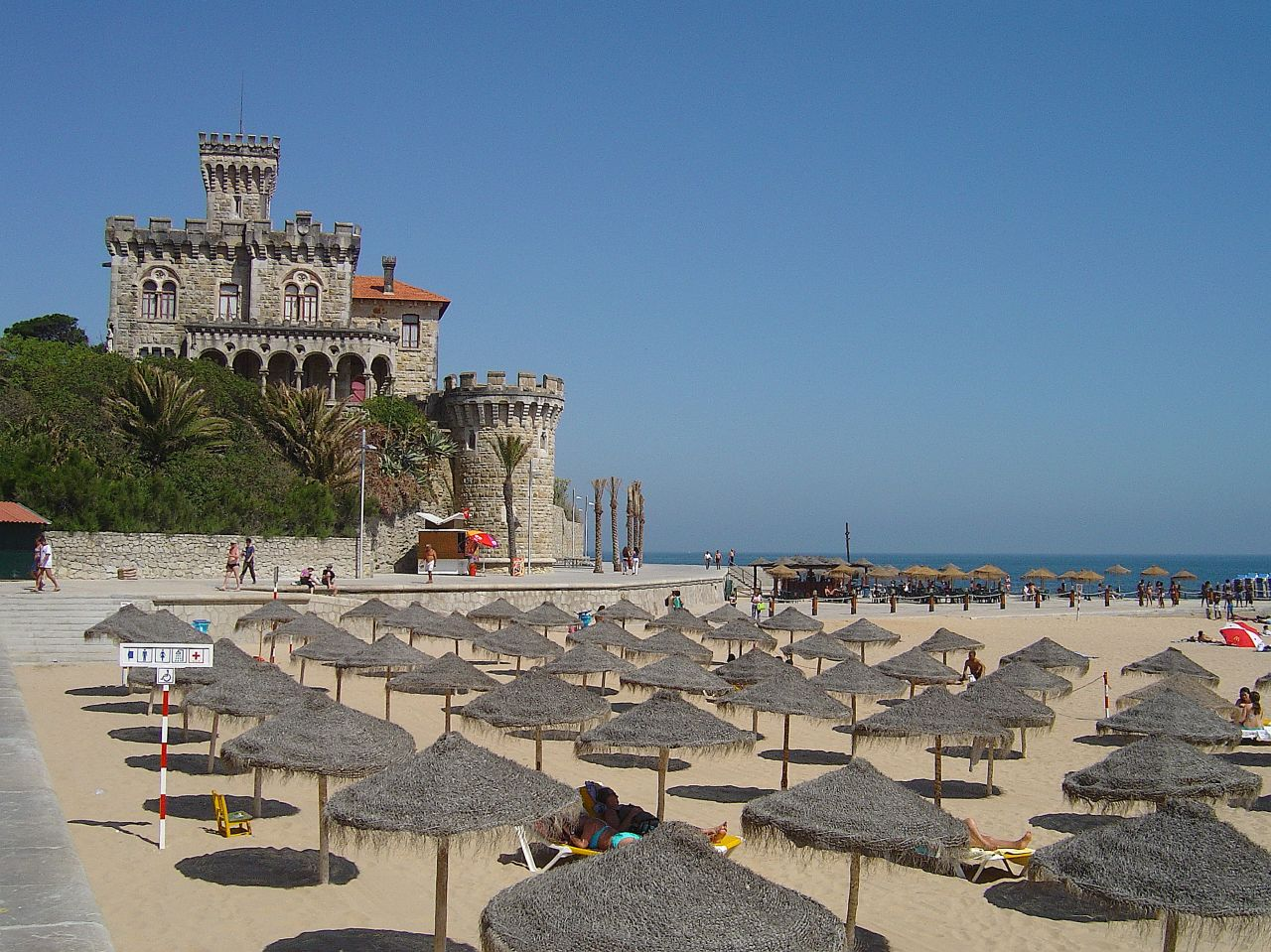
A Praia do Tamariz, no Estoril, é considerada a praia por excelência da Costa do Sol.

O município de Cascais possui diversas praias, diversificadas entre si e pertencentes à zona designada por Costa do Estoril. Destas, duas apresentam atualmente uso suspenso devido à falta de segurança decorrente da inexistência de sedimentos: a Praia da Baforeira e a Praia do Abano. Em 2016, a grande maioria das águas balneares do município apresentaram níveis de água excelentes, exceptuando-se apenas as da Duquesa e Conceição. Para além das praias constantes dos Planos de Ordenamento da Orla Costeira, existem outras dez, a norte do Abano, de difícil acesso e extensão média de 60m. As praias do ocidente do município, inseridas no Parque Natural de Sintra-Cascais, apresentam-se como aquelas com maior afluência para a prática de desportos aquáticos, sendo aí realizados campeonatos mundiais de várias modalidades. É também de destacar a Praia da Parede, procurada pelas suas características terapêuticas graças à exposição ao iodo e ao sol. As praias do município são geralmente estreitas e curtas, à exceção da Praia Grande do Guincho e da de Carcavelos, e recebem em média 10 horas de sol na época balnear, com ausência de precipitação e temperaturas médias da água de 15º a 19º e do ar de 18º a 28º. Todas elas possuem uma hidrodinâmica dominada pela maré, semi-diurno e mesotidal de 2-4m, estando moderadamente expostas. Na costa sul, as praias pertencem à Região Hidrográfica do Tejo e são de tipologia urbana, regidas pelo POOC Cidadela–São Julião da Barra. As praias da costa oeste são de tipologia não urbana e regidas pelo POOC Sintra–Sado, já na Região Hidrográfica das Ribeiras do Oeste.

## Clima
O município de Cascais apresenta um clima mediterrânico de verão fresco (Classificação climática de Köppen-Geiger: Csb). Os invernos são bastante suaves, sendo um dos locais mais aprazíveis da área metropolitana graças ao efeito de ilha urbana, à proximidade com o mar, à boa exposição ao sul, à serra de Sintra (que abriga parte do município dos ventos norte) e à passagem da corrente quente do golfo. Os verões seguem a mesma tónica, devido ao facto de este ser o município mais ocidental de Portugal, por conseguinte possuindo uma maior proximidade do oceano. Em concreto, deve-se ao afloramento costeiro causado pelos ventos de norte, que fazem emergir as águas mais fundas e frias e afastam as águas mais quentes, de superfície.

## Paisagem
Definida pelo Ministério de Obras Públicas e Transportes como «a manifestação externa, imagem, indicador ou chave dos processos que têm lugar no território, quer correspondam ao âmbito natural ou ao humano», esta tem sofrido nas últimas décadas, no município de Cascais, uma crescente degradação. Foram delimitadas no âmbito do Plano Diretor Municipal de Cascais diversas unidades de paisagem que ponderam a integração dos elementos naturais (topografia, hidrologia, fauna ou a flora) e culturais/humanas (economia e história) de cada zona, onde estas se «apresentam com um padrão específico, e a que está associado um determinado carácter». Em Cascais, foram caracterizadas seis unidades de paisagem que, por sua vez, se dividem em macro-unidades de paisagem:

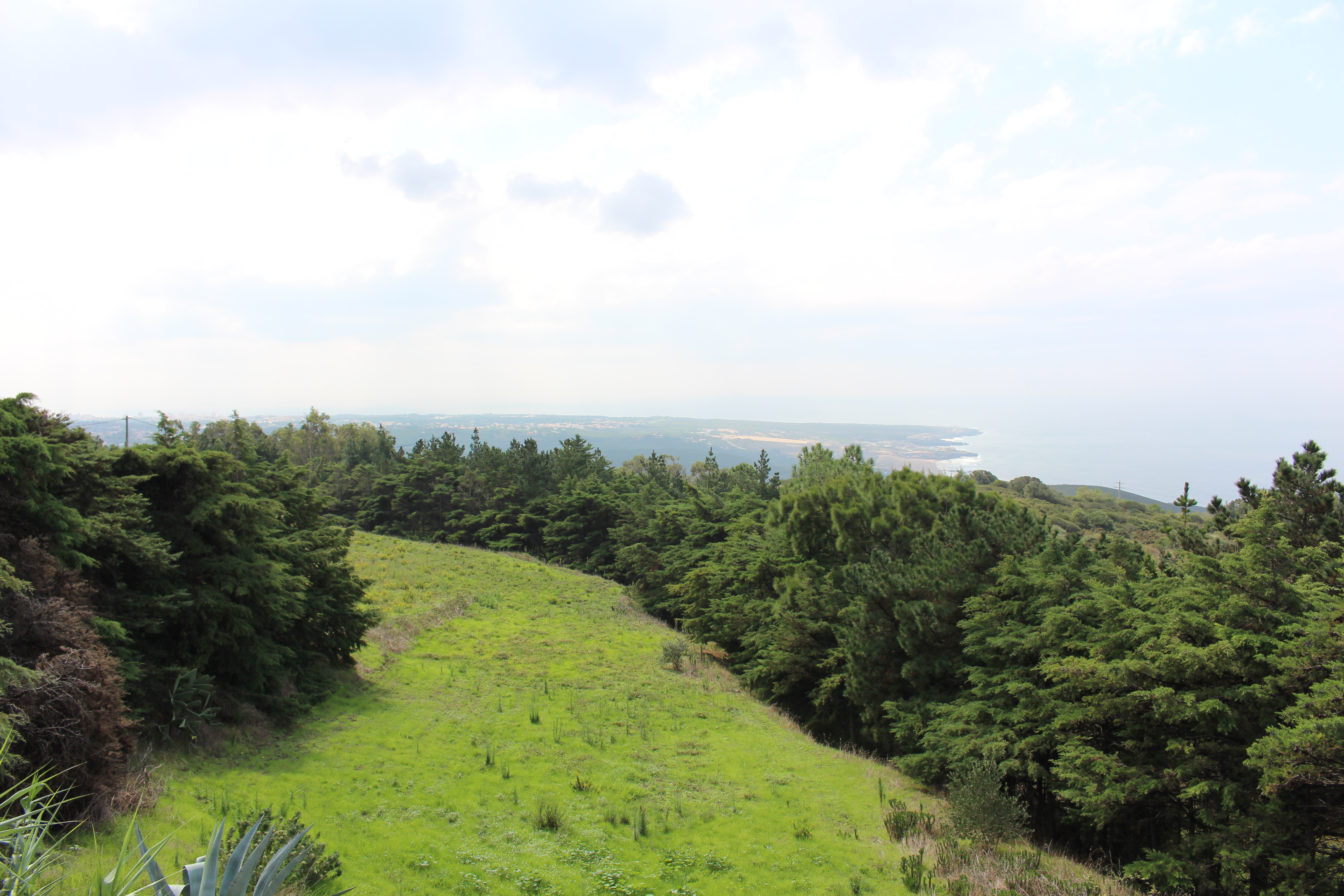
Serra de Sintra – Compreende a aba sul do Maciço Eruptivo de Sintra, abrangida pelo município de Cascais, e classificada pela UNESCO enquanto Património da Humanidade – Paisagem Cultural, devido aos seus valores culturais e naturais. É o relevo mais acidentado do município e, pela sua orientação a sul (abrigada dos ventos húmidos de norte) manifesta-se numa paisagem mais seca do que a restante serra. Na subunidade «Serra de Sintra», as suas características geomorfológicas favoreceram as atividades de pastorícia, sendo atualmente pouco arborizada e com inúmeros afloramentos rochosos (caos de blocos). A faixa do litoral, denominada «Litoral da Roca», é bastante escarpada e dominada por linhas de água que originam nichos ecológicos e acidentes geológicos de interesse;  - Serra de Sintra
  - Litoral da Roca

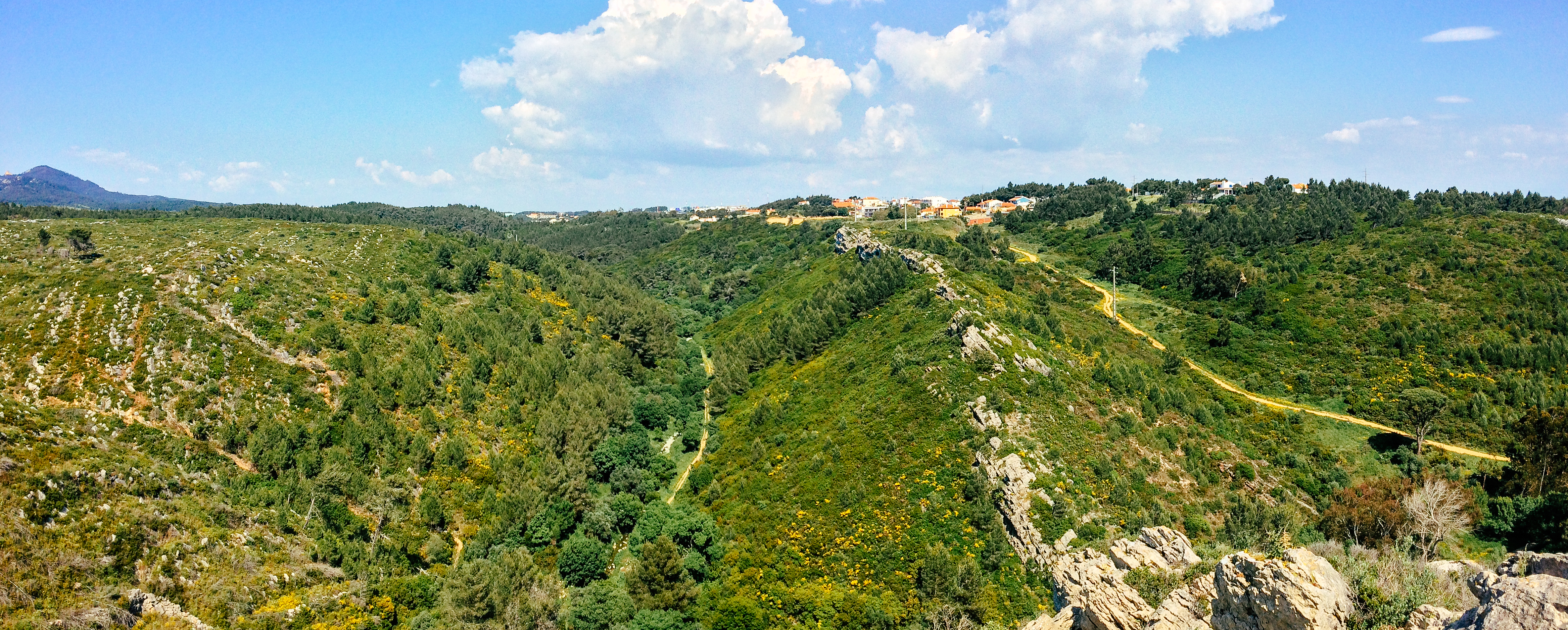
Abano–Penha Longa – Faixa de largura constante e de declive suave, com presença de linhas de água e vestígios do passado agrícola da zona (moinhos de vento e fornos de cal);  - Abano–Penha Longa

Outeiro das Fontainhas – paisagem humanizada, algo descaracterizada pelo crescimento urbano, também dominada pelos vestígios do seu passado agrícola (arquitetura tradicional, compartimentação singular de terrenos e ruínas de moinhos de vento e de azenhas) que se deveu em grande medida à presença de linhas de água e aquíferos que abasteciam a zona. Divide-se nas subunidades «Chão das Travessas», «Planalto da Arca d'Água» e «Planalto de Massapés»;  - Outeiro das Fontainhas — Planalto da Arca d'Água - Outeiro das Fontainhas — Planalto de Massapés
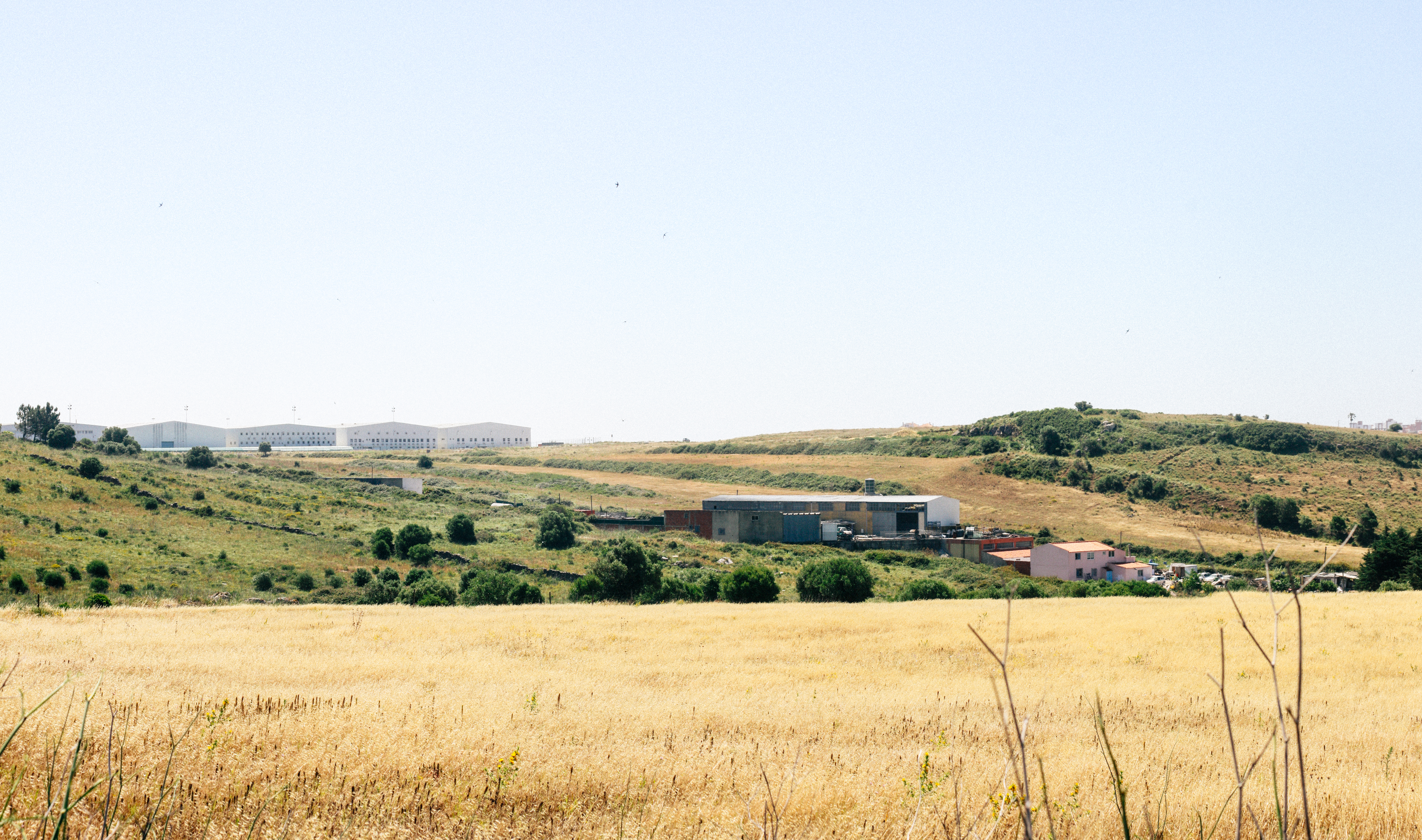
Outeiro das Fontainhas — Planalto de Massapés

- Vales das Ribeiras – Unidade de paisagem compreendida pelas principais linhas de água municipais, de morfologia diversa. Consiste de aluviões com grande potencial agrícola onde se instalaram as quintas históricas do município, com terrenos de cultivo de hortofrutícolas e de vinha ao longo das ribeiras. A pressão urbanística levou à redução significativa dos troços naturalizados, mantendo-se ainda algumas destas situações. Divide-se nas subunidades Vale das Vinhas, Vale da Castelhana, Vale de Bicesse, Vale de Manique - Caparide, Vale de Sassoeiros e Vale da Parreira;

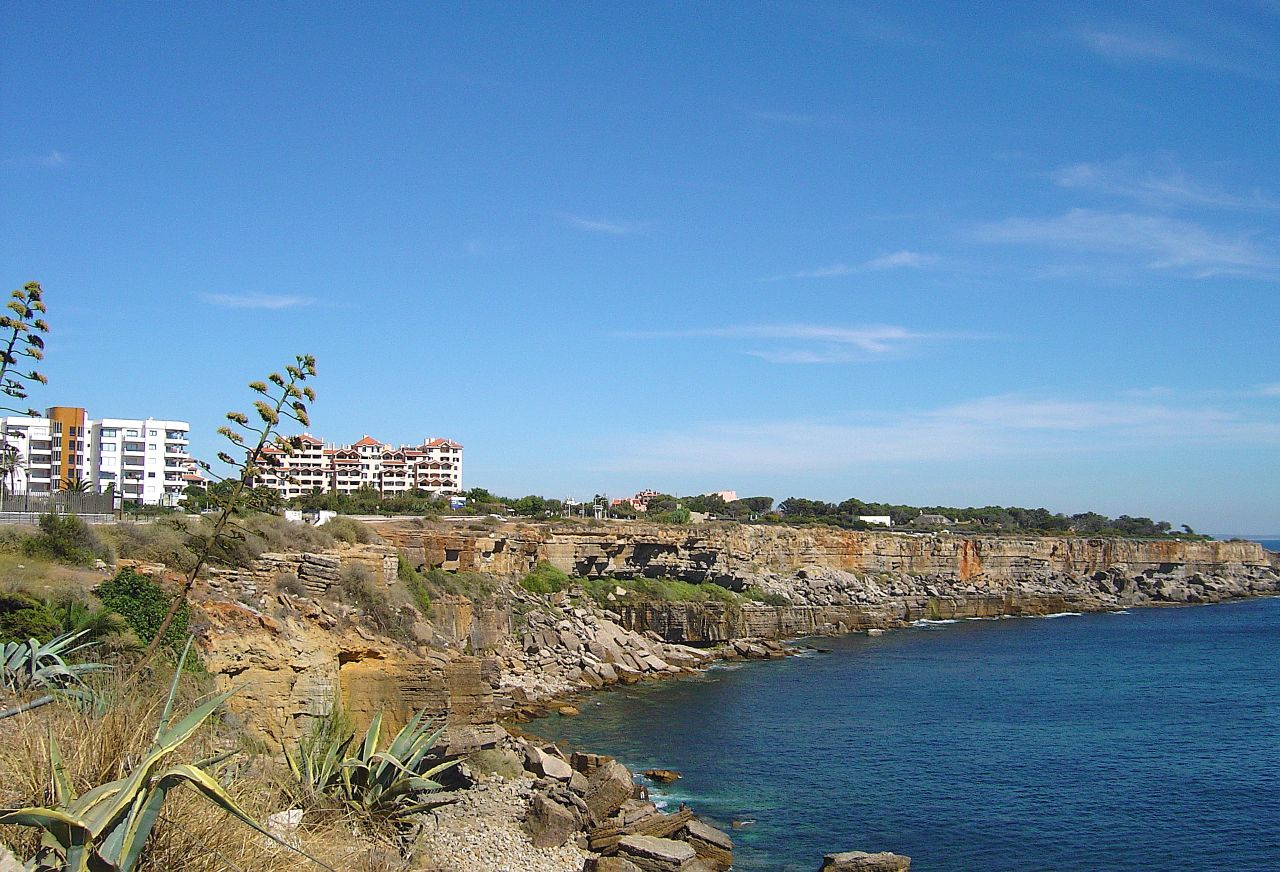
Costa do Sol – Integra o sistema dunar Cascais–Guincho, as arribas costeiras e a costa balnear, abrangendo a maioria da costa municipal. É uma paisagem constituída por fenómenos geológicos de considerável importância a nível nacional e importantes habitats para a flora e fauna costeira, com uma exposição solar que lhe confere um clima ameno e luminosidade particular. Divide-se nas subunidades «Arribas Cascais–Cabo Raso», «Dunas Guincho–Cascais» e «Costa Balnear»;  - Costa balnear
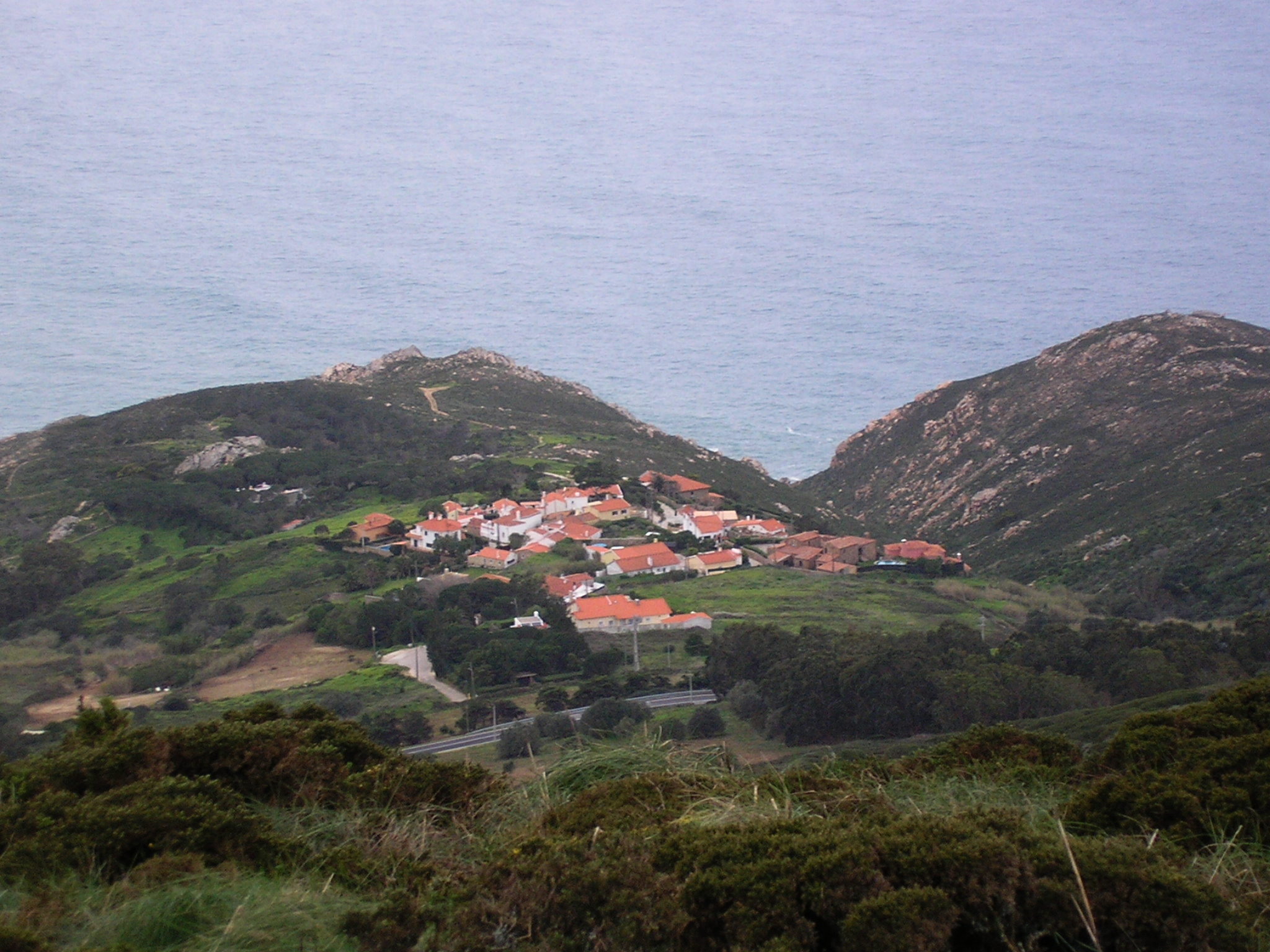
Urbano – Consiste na mancha urbana que se foi constituindo a partir da década de 60 do século XX, integrando os maiores centros populacionais do município. Estes foram sido desenvolvidos ao longo do litoral, graças às oportunidades turísticas, comerciais e de lazer e possuem diversos pontos de interesse arquitetónico como villas, casas apalaçadas e quintas, usadas na sua grande maioria como antiga casa de férias das famílias mais abastadas de Lisboa.  - Cascais

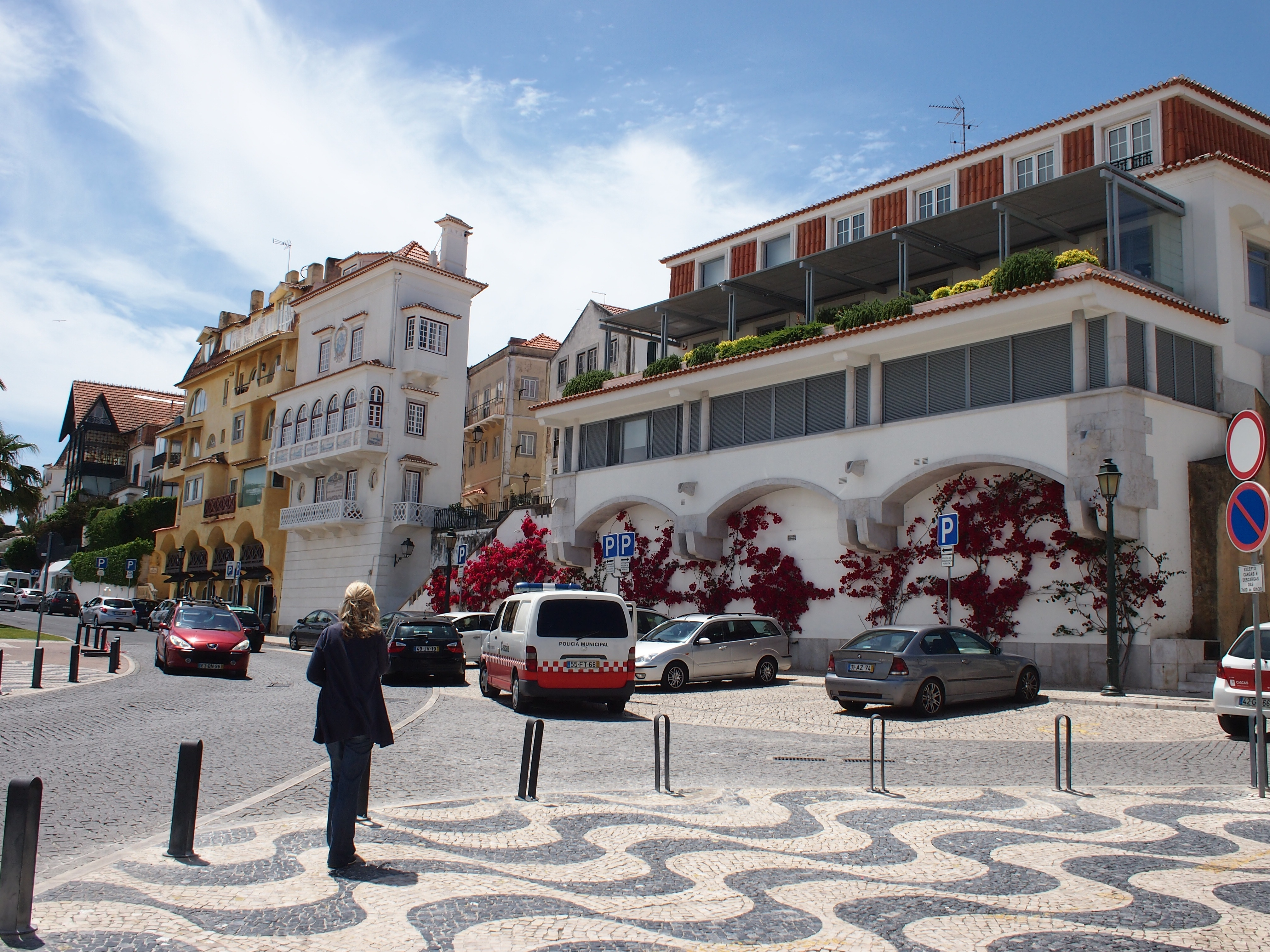
Cascais
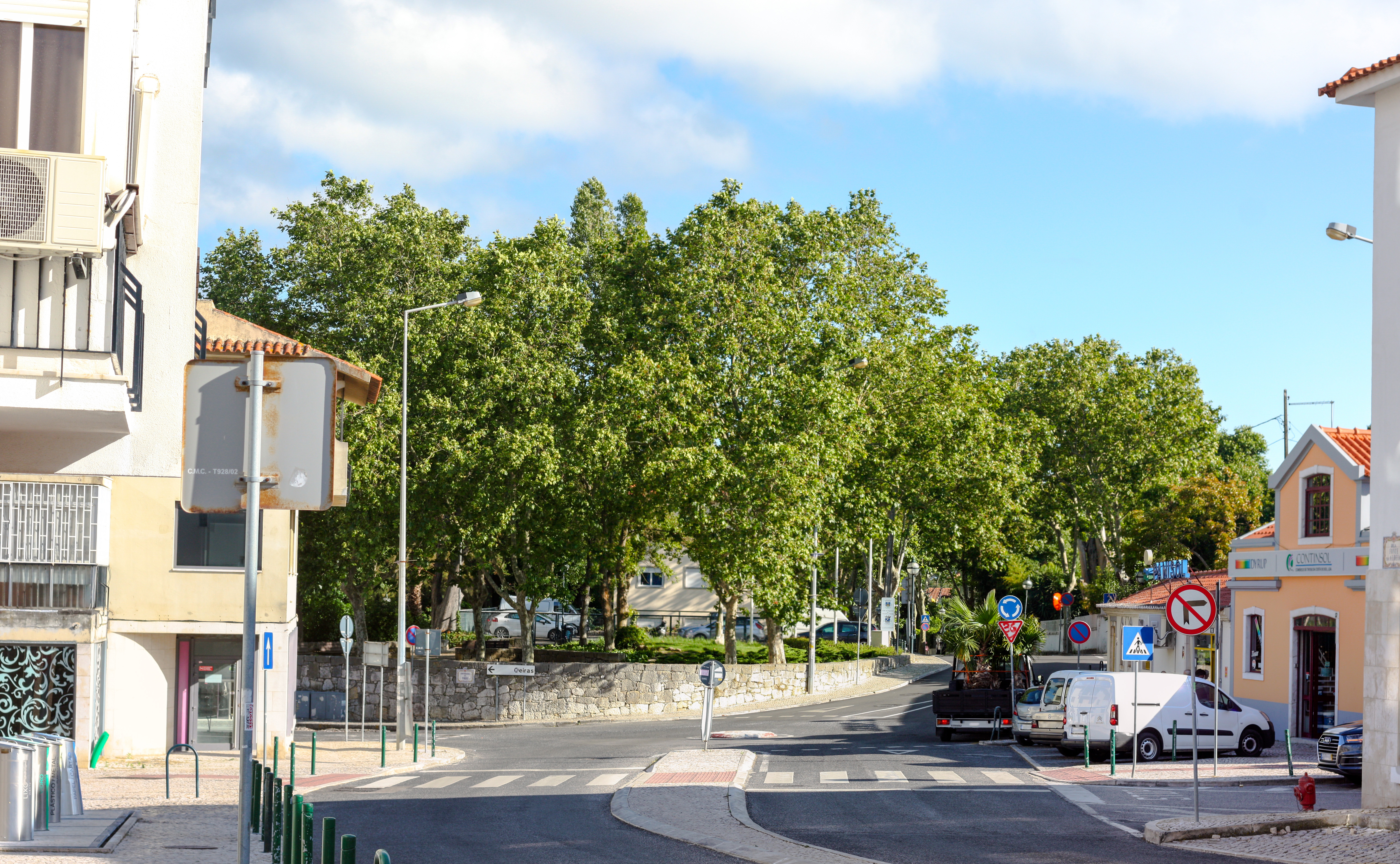
Carcavelos
Matarraque

  - Carcavelos
  - Matarraque

## Património natural e espaços verdes

Exemplo da degradação da paisagem e do ambiente no município. Em Tires, a ribeira das Marianas circula num canal completamente artificalizado, resultado da expansão urbana descontrolada.

O município sofreu, desde meados do século XX, um elevado crescimento demográfico, o que se traduziu numa construção desordenada e dispersa, ocupando áreas de importância em termos ecológicos. A estrutura ecológica municipal foi sendo relegada para segundo plano em relação a estruturas habitacionais, de transportes e sociais. As atuais normas para espaços verdes urbanos indicam que o município carece de espaços verdes principais, cuja área mínima deveria ser de 510 hectares. Em Cascais, está definida uma Rede Ecológica Concelhia, que define a sua «Estrutura Verde Principal» e «Secundária», integrada na Rede Ecológica Metropolitana. As áreas de influência das principais linhas de água concelhias (as linhas de água, as zonas com bons solos e as áreas sujeitas a cheias, as zonas de máxima infiltração e as cabeceiras das ribeiras) concentram em algumas das suas zonas o pouco que resta do património natural de Cascais, e integram a Rede Ecológica Metropolitana. Em Cascais, outras ligações naturais apontadas como vitais para a Rede Ecológica Concelhia são as ribeiras de Manique, Marianas, Carcavelos e Laje. O quadrante noroeste do município encontra-se ocupado pelo Parque Natural de Sintra-Cascais, classificado no PROT-AML como uma Área Estruturante Primária e em conjunto com os anteriores, contribui para a salvaguarda dos componentes naturais e humanos, solo, água, flora e fauna, e paisagem de grande valia.
Entre os espaços com grande importância ambiental, também no que concerne à componente ambiental solos, encontram-se as antigas quintas espalhadas pelo município, que poderiam servir para reduzir o efeito das cheias, para a saúde pública, para a produção de frescos e para a integração do espaço urbano no espaço natural, permitindo um desenvolvimento sustentável. Neste âmbito encontram-se as quintas situadas ao longo da ribeira de Caparide, a Quinta do Barão, a dos Ingleses (ou de Santo António) e restantes quintas de Carcavelos, nas quais se produzia o Vinho de Carcavelos; a zona do Mato dos Celcos (a norte do Arneiro) e com ligação à Quinta do Marquês, em Oeiras; as zonas a norte de Bicesse e da Douroana; e os vales das ribeiras da Mula e dos Mochos e as zonas de proteção do Parque Natural, especialmente o Pisão de Cima e de Baixo, onde se encontra o que resta de uma floresta de carvalho lusitano.

### Parques urbanos

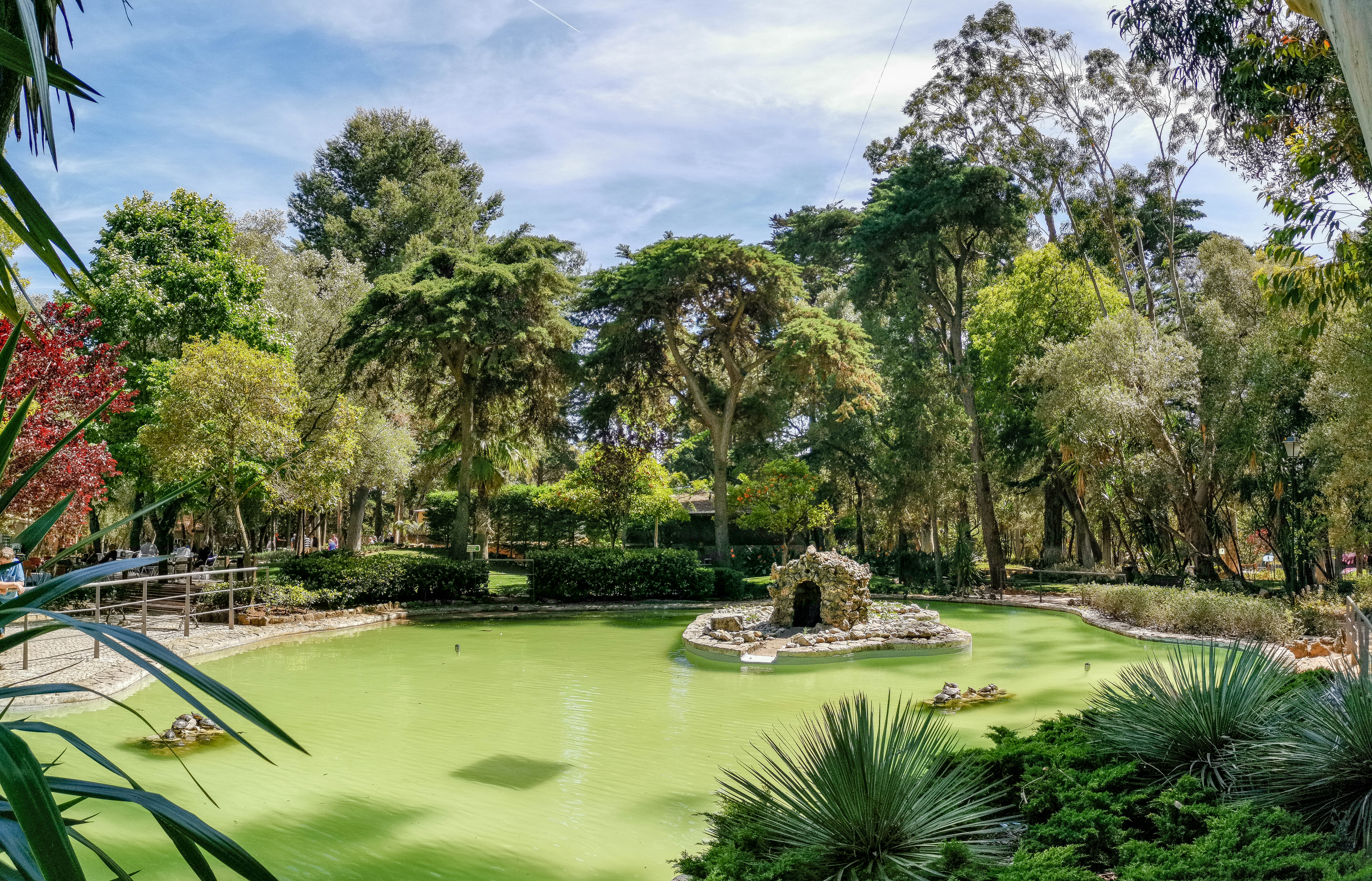
Parque Marechal Carmona, em Cascais.

Um correto ordenamento do território exige, no mínimo, 10 metros quadrados de espaços verdes secundários por habitante, o que em Cascais implicaria entre 170 e 310 hectares deste tipo de espaços. O município possuía, até meados de 2000, quatro parques urbanos (Parque Marechal Carmona, Parque da Ribeira dos Mochos, Parque Palmela e a Quinta da Alagoa), apenas complementados pelos Espaços Verdes de Área Reduzida, mantidos pelos moradores. A estes foram adicionados, mais recentemente, outros, como o Parque Morais, o Bosque dos Gaios e os Parques Urbanos do Outeiro de Polima, da Quinta de Rana, das Penhas do Marmeleiro e do Outeiro dos Cucos. Existem também vários parques infantis espalhados por todo o território concelhio.

### Quintas

Quinta dos Chainhos, no Murtal, São Domingos de Rana.

De passado agrícola, o município foi outrora pontilhado por quintas onde os seus proprietários buscavam aliar o caráter de recreio e lazer à função agrícola. Situavam-se em zonas do interior do município, onde os solos eram férteis e os recursos naturais abundantes, tendo desaparecido progressivamente a favor da urbanização de diversas zonas e com o declínio da atividade agrícola, sendo fragmentadas e hoje praticamente reduzidas às às áreas de habitação e suas dependências. As mais afamadas devem a sua notoriedade à produção do Vinho de Carcavelos, hoje produzido nas Quintas da Ribeira e dos Pesos (Caparide), da Samarra (Livramento) e na Quinta do Marquês (Oeiras).

Quinta do Pisão de Cima

Por entre as freguesias cascalenses, destacam-se, em São Domingos de Rana, as quintas históricas da Ribeira, dos Chainhos, da Torre da Guilha, de Rana e da Estrangeira; em Carcavelos as do Barão, da Alagoa, a Quinta Nova (ou de Santo António, ou dos Ingleses), a de São Miguel das Encostas, e a de Santa Maria do Mar; em Cascais a Quinta da Charneca; no Estoril a Quinta Patiño; e finalmente em Alcabideche as quintas de Vale de Cavalos, do Marquês de Angeja, de Santa Rita (nas Almuinhas Velhas), de Nossa Senhora da Lapa (Alcoitão), de Manique, do Pisão de Baixo, do Casal de Porto Covo e do Casal de Assamassa.

## Ecologia

### Flora

#### Flora terrestre
O município de Cascais inclui-se no Reino Holártico e na região biogeográfica mediterrânica. A sua flora divide-se por duas unidades principais, a primeira das quais se encontra na Serra de Sintra, um maciço granítico, e a outra a sul, na área mais aplanada da Plataforma de Cascais cujos solos são de natureza calcária. Nas encostas graníticas da serra, dão-se florestações de pinheiro e eucalipto, bem como espécies invasoras como as acácias e pitósforos-ondulados. Restam alguns indivíduos dispersos de sobreiro e medronheiro, com uma sub-coberta de tojais e urzais, assim como formações de carvalhiça.

Panorama do Parque Natural de Sintra-Cascais nas Almuinhas Velhas. Aqui, a vegetação consiste sobretudo de carrascais, tojais e estevais.

Nas zonas calcárias, a vegetação característica é composta por bosques de carvalho-cerquinho e zambujais, sendo que os primeiros possuem um peso residual devido às alterações humanas e a sua área potencial limita-se aos vales frescos das ribeiras dos Marmeleiros e Penha Longa. Atualmente, no seu lugar, encontram-se matagais de carrasco, tojais de tojo-durázio e prados vivazes de braquipódio ricos em orquídeas. Os zambujais, por sua parte, podem ocorrer potencialmente em toda a área calcária do município incluindo em solos basálticos e calcários mais pesados (vertissolos), mas a sua presença é novamente escassa devido ao uso tradicionalmente agrícola destes solos. Assim, estas zonas estão cobertas por etapas mais baixas da sucessão ecológica (carrascais ou espinhais de carrasco, estrepe, espinheiro-preto, sanguinho-das-sebes e madressilva-caprina, e tojais de tojo-gatunho e salva-do-sul em mosaico com arrelvados vivazes de Brachypodium phoenicoides e panasco), que são delimitadas normalmente por sebes espinhosas de abrunheiro-bravo, que também ocorrem pelos muros de pedra solta que separavam os campos agrícolas. Nos campos agrícolas onde os solos se encontram alterados, caso também das zonas urbanas e margens de caminhos, surgem espécies vivazes nitrófilas (caso da tágueda, talha-dente e funcho).

Vegetação ao longo da ribeira da Amoreira, com a presença de canaviais.

As galerias ripícolas concelhias estão em avançado estado de degradação, sendo muitas vezes substituídas por comunidades de canaviais e silvados. Porém, ainda é possível encontrar algumas áreas de freixiais, choupais e ulmais, embora estes últimos sejam frequentemente afetados pela grafiose e apresentem um porte arbustivo. Nos leitos de cheia, dão-se prados húmidos de alpista-da-água e junco, que podem surgir acompanhados de juncais de Juncus valvatus, uma espécie endémica das regiões calcárias do oeste português.

Na região de transição para os granitos, de calcários e margas meteorizados pelo contacto com os granitos, é possível observar sobreiros acompanhados de carvalho-cerquinho.

Vegetação na zona do Cabo Raso, de dunas litorais com presença de Juniperus turbinata.

Na vertente sul, em vales e vertentes desabrigadas e acima dos 250 m, persistem núcleos de carvalho-negral que podem misturar-se com sobreiros. Na zona de sienitos, dar-se-ia uma ocupação potencial dessa mesma espécie, algo impedido pela intervenção humana (pela arroteia e depois pela florestação de espécies exóticas), o que torna os bosquetes de carvalho-negral resquiciais e propicia o crescimento de giestais, tojais e arrelvados vivazes de baracejo. A noroeste, nas encostas graníticas mais húmidas e sombrias, acima dos 300 m e com clima mais atlântico, surgem pequenos núcleos de carvalho-alvarinho que são normalmente pontuais e de porte arbustivo. Nestes locais, a paisagem é dominada por povoamentos de pinheiro e matagais de carvalhiça juntamente com tojais e arrelvados de baracejo. Já nas margens das ribeiras serranas, ocorrem salgueirais-pretos muito fragmentados e amiais com trepadeiras (Rubus ulmifolius e Hedera iberica) e sabugueiros bem conservados.
As arribas da costa, fustigadas pelos ventos marítimos carregados de sais, são de grande particularidade quanto às suas comunidades. Assim, é possível observar espécies endémicas da família das plumbagináceas (Limonium spp. e Armeria spp.). Nas arribas de substrato calcário, caso do Cabo Raso e Abano, surgem limónios (Limonium multiflorum e L. virgatum) e raízes-divinas, enquanto que nas arribas de substrato granítico (a partir da Praia da Grota) florescem comunidades exclusiva deste território compostas por endemismos como o cravo-romano e a cravina-de-sintra. Completam estas comunidades os sabinais com carrascos, com um aspecto típico de “almofada” adaptado às condições edafoclimáticas.
No município, os táxones de interesse para a preservação incluem Aceras anthropophorum, Anacamptis pyramidalis, Armeria pseudoarmeria, Asplenium hemionitis, Centaurea africana, Cepalanthera longifolia, Coincya cintrana, Dianthus cintranus ssp. cintranus, Herniaria maritima, Iberis procumbens ssp. microcarpa, Iris lusitanica, Iris subbiflora, Jonopsidium acaule, Juncus valvatus, Limonium multiflorum, Limonium dodartii ssp. lusitanicum, Myrica faya, Omphalodes kuzinskyanae, Ophrys bombyliflora, Ophrys fusca ssp. fusca, Ophrys lutea, Ophrys scolopax, Ophrys speculum ssp. lusitanica, Ophrys tenthredinifera, Orchis coriophora, Orchis italica, Serapias lingua, Serapias strictiflora, Serapias parviflora, Silene cintrana, Silene longicilia, Verbascum litigiosum, Thymus villosus e Ulex densus.
As espécies usadas para ornamentação por todo o município são variadas e incluem a alfarrobeira, ameixoeira-dos-jardins, amoreira, araucária-de-norfolk, carvalho-alvarinho, casuarina, choupos-brancos e negros, cipreste-comum, cipreste-de-monterey, eucaliptos, figueira-da-austrália, freixo, ginkgo, grevíleas, jacarandás, ligustros, lódão-bastardo, mélias, nespereiras, olaias, paineiras, palmeiras-da-califórnia e das canárias, pimenteiras-bastardas, pinheiros-de-alepo e mansos, plátanos, salgueiro-chorão, sobreiros, tamariz, tílias-prateadas, tipuanas e zambujeiros.

#### Flora marinha
As populações nas duas grandes manchas de recifes rochosos dentre 0 e 10 metros de profundidade são compostas de Fucus spiralis, Cystoseira usneoides, Corallina elongata, Lithophyllum incrustans, Lithophyllum lichenoides, Ceramium spp., Osmundea pinnatifida, Ulva intestinalis, Ulva rigida, Ulva prolifera e Ulva obscura.

## Geologia

Afloramentos rochosos nas Penhas do Marmeleiro, em Murches.

Pormenor do corte geológico da Estrada da Malveira.

O município de Cascais possui uma grande diversidade de formações geológicas, de características litológicas, idades e espessuras diferentes, variadas inclinações e direções das camadas geológicas, com morfologia e estruturas diversificadas.
A maioria do município de Cascais é moldado pelo Maciço Eruptivo de Sintra, de especial importância em termos geológico, orográfico e climático. De forma elíptica alongada, seguindo um eixo este-oeste, consiste num conjunto de rochas magmáticas, com um núcleo de rochas sieníticas, envolvidas por um anel granítico e um anel gabro diorítico descontínuo. Encontram-se os seus afloramentos nas zonas a norte e noroeste do município, com granitos, gabros, dioritos e sienitos. O maciço data de há 82–75 milhões de anos (final do Cretácico), fazendo ascender correntes de magma que arrefecem no interior da crosta terrestre, dando origem às rochas já referidas. Devido a isto, os estratos mais antigos do Jurássico Superior e do Cretácico foram deformados e metamorfizados, o que origina uma série de filões de rochas paralelos e perpendiculares ao maciço, compostos de basalto, traquibasalto, riolítico e rochas alteradas não identificadas.
Os materiais de maior antiguidade, com 140 milhões de anos, datam do Cretácico Inferior (formações de Maceira, Rodízio, Cabo Raso e Guincho), tendo a sua origem em rochas sedimentares como calcários, arenitos, margas e pelitos. A maioria corresponde a formações calcárias fossilíferas e por algumas margas e grés, apresentando uma inclinação máxima de 50º na zona de encosto com o maciço granítico, diminuindo gradualmente a sua inclinação.
As formações do Jurássico Superior afloram a sul e sudeste do Maciço Eruptivo de Sintra, e consistem sobretudo de calcários (calcários compactos metamorfizados, calcoxistos e calcários margosos). Estas formações podem ser observadas na arriba litoral e no corte da Estrada da Malveira. A sua inclinação máxima é de 60º, que diminui à medida que se afasta do maciço.
Nas zonas a leste surgem afloramentos do Complexo Vulcânico de Lisboa, resultante da ascensão de magma à superficie com um vulcanismo efusivo, sendo que entre os níveis vulcânicos é possível encontrar por vezes paleossolos. Estas ascensões devem-se à progressiva abertura do oceano Atlântico, que causou uma distensão e adelgaçamento da crosta terrestre. Sobretudo presentes no Complexo são os basaltos em diversas formas, como chaminés, das quais ainda restam relevos residuais no Cabeço de Mouro, Alto de Bicesse ou Pau Gordo. Estes afloramentos apresentam espessuras muito variáveis, com uma espessura máxima de 400m.
Os materiais mais recentes, a Formação de Areolas da Estefânia e a Formação de Entrecampos datam do Miocénico (há 20 milhões de anos) e surgem na parte oriental do município, numa orientação norte–sul, de Sassoeiros a São Julião da Barra.
Por fim, os aluviões surgem paralelos às linhas de água, consistindo de litologias sedimentares muito recentes, pouco consolidadas e muito heterogéneas litologicamente.

## História

### Pré-história

Entrada das grutas artificiais de Alapraia.

A presença humana no atual território do município de Cascais dá-se pela primeira vez na pré-história, em cerca de 2000 a.C., com a presença de alguns povos nómadas do Paleolítico Inferior. Estabelecendo-se em povoados, teriam feito uso de objetos de sílex e quartzito, juntando-se, no Paleolítico Superior, objetos feitos também a partir de osso, que se traduziram em numerosos utensílios recolhidos na zona costeira do Guincho, entre as quais uma mó neolítica. O primeiro povoado desta origem conhecido no município situava-se na atual Alameda do Casino, no Estoril, com alguns materiais recolhidos por Félix Alves Pereira. Porém, é na zona da Parede que se dão as descobertas mais transcendentes. No Murtal foi reconhecido outro povoado por Leonel Ribeiro, sendo descoberto outro novo assentamento em 1953, no decorrer de escavações na zona do Bairro Octaviano (Parede). Concluídas em 1957, estas permitiram verificar que a sua parte inferior consistia de uma camada de terras intacta, com diversos materiais arqueológicos. A este sítio, considerado por Manuel Afonso do Paço como «o documento mais antigo e precioso de Cascais», deu-se o nome de Parede I. Outros materiais arqueológicos aí encontrados, mais tardios e sob o nome de Parede II, levam a crer que os primitivos habitantes do município vivessem da agricultura e da criação de gado, bem como da caça e da pesca. Sobre estas primeiras populações, outras se instalariam, desta vez muito mais prósperas e conhecedoras da metalugia do cobre, possuindo cerâmicas várias e decoradas a primor, ao lado de uma série de artefactos de calcário, bem como botões, contas, etc.

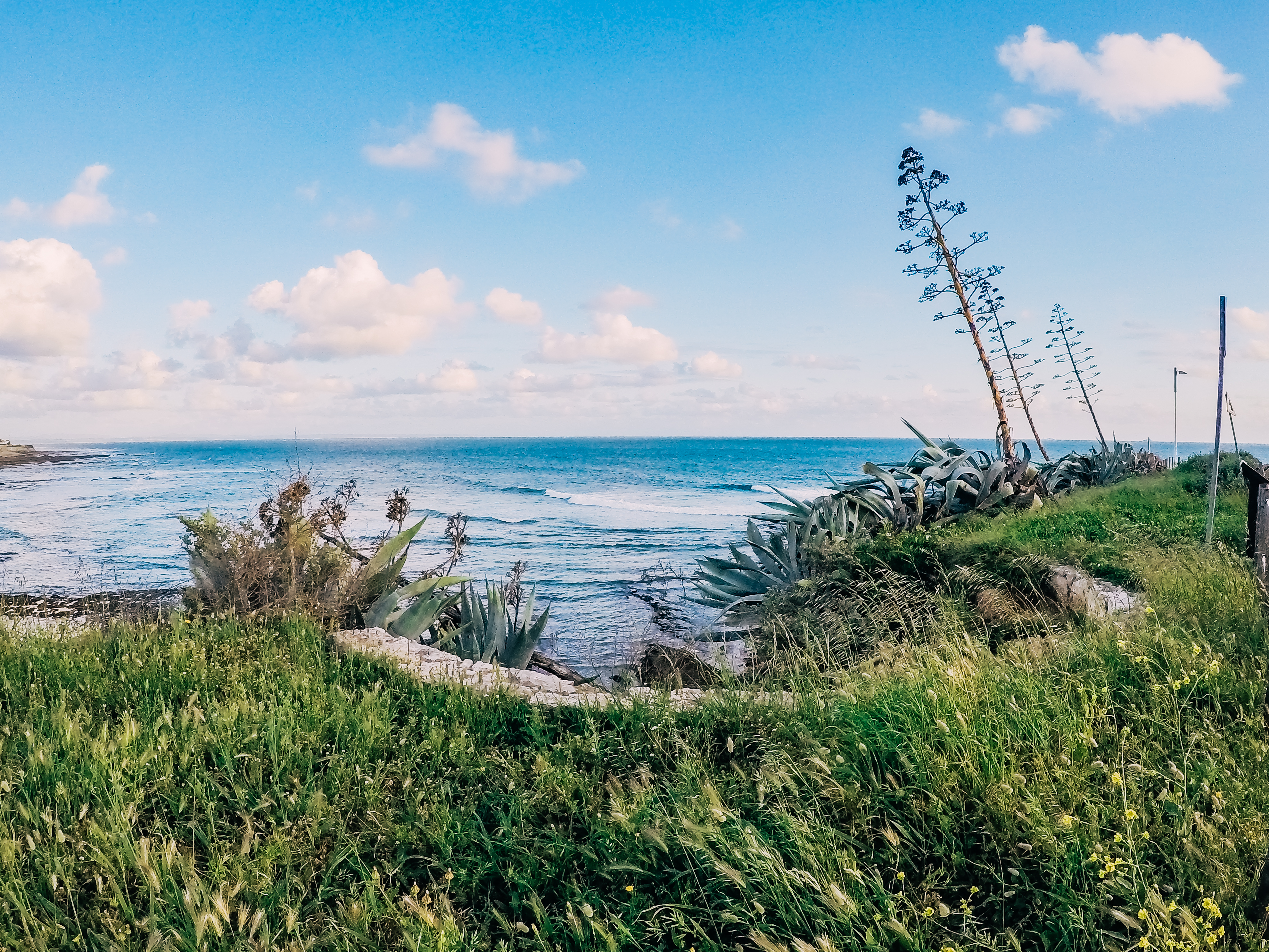
Das grutas artificiais de São Pedro do Estoril, hoje desaparecidas pela ação da erosão, resta um memorial acompanhado de um placar informativo.

Sabe-se que estes povos possuíam um culto muito especial pelos seus mortos, levados a enterrar em dolmens ou grutas naturais, e ao lado de quem colocavam armas e utensílios da sua propriedade, recipientes com alimentos e objetos de adorno e simbolismo religioso. Neste sentido, os mais importantes sítios arqueológicos do município são as grutas artificiais de Alapraia e de São Pedro do Estoril, datadas da transição do Neolítico Final para o Calcolítico. São monumentos de inumação coletiva, utilizados como necrópoles durante várias centenas de anos, que juntamente com outros locais de Sintra, Lisboa e Palmela, constituem um dos mais importantes surtos da pré-história portuguesa de todos os tempos.
Deste período até à invasão romana, pouco é conhecido, como refere Afonso do Paço:
«O que não sabemos com rigor, no momento presente, como tudo evolucionou até à chegada dos Romanos. Presentemente conhecemos pouco, na região de Lisboa, Sintra e Cascais, do período que medeia entre o grande surto dos metalúrgicos do campaniforme e a chegada dos primeiros invasores do Lácio.»

### Idade Antiga

#### A época romana

Expositor das cetárias romanas existentes na rua Marques Leal Pancada, em Cascais.

A época romana evidencia uma exploração intensiva do território e da própria Cascale, graças aos complexos industriais aí identificados e às villas exumadas, que se explicam pela grande proximidade geográfica com a grande urbe de Olisipo. Apesar disto, o território concelhio consistia de povoados dispersos (sobretudo pelas áreas de Cascais, Estoril, Alcabideche e São Domingos de Rana), de vilas e casais isolados e sem um núcleo urbano de relevo que permitisse um desenvolvimento mais acelerado destas áreas.
Este período permite também caracterizar melhor os diversos sítios arqueológicos do município, sendo que alguns deles foram continuamente ocupados, caso dos Casais Velhos, uma vila situada na Rua de São Rafael, na Areia, e que foi encontrada nas escavações de Afonso do Paço e Fausto de Figueiredo de 1945. Consiste de um conjunto de estruturas tardo-antigas (séculos III/VI), dominadas por um importante edifício termal, composto do frigidário, de uma sala tépida de transição (tepidário) e do prefúrnio, destinado ao aquecimento do ar que circulava sob o pavimento e da própria água dos tanques, de configuração semicircular. Nas proximidades foi identificado um tanque de grandes dimensões, possivelmente o natatio, que era abastecido por um aqueduto a partir de uma nascente. Da pars rustica, com dois compartimentos, foram identificadas duas pequenas tinas revestidas a opus signinum, juntamente com conchas de búzio, o que levou alguns especialistas a crer que os habitantes desta villa se dedicassem à indústria da tinturaria de tecidos e/ou curtumes.
Outras estruturas encontradas consistiram num lagar e em diversas sepulturas de inumação pertencentes a três áreas de necrópoles às quais se encontram associados os principais achados, com várias moedas atribuídas a vários imperadores, desde Constâncio II (r. 337–361) a Arcádio (r. 395–408).

Villa Romana de Freiria, implantada no vale da ribeira de Polima, entre esta povoação e o Outeiro de Polima.

Outras vilas romanas foram achadas em Freiria (São Domingos de Rana), implantada numa das encostas do vale, entre o Outeiro e Polima, junto da ribeira de Polima (subsidiária à ribeira da Laje, numa área de abundantes recursos hídricos e de elevado potencial agrícola) e mais recentemente, em Miroiço. Também se destacam as cetárias romanas da Rua Marques Leal Pancada, em Cascais, descobertas em 1992, e ligadas à indústria romana de salga e transformação de pescado e derivados piscícolas. Estas cetárias dão crédito à presença de uma fábrica de conservas de derivados piscícolas a laborar junto à praia de Cascais durante a segunda metade do século I e finais do II. No final da sua produção, os seus tanques foram preenchidos com areia, e mais tarde e sobre eles construídas as estruturas do desaparecido Castelo de Cascais.
O domínio romano também se fez sentir ao nível da toponímia. É o caso da aldeia de Caparide (proveniente do latim cappar aris ou cappari ou capparis, para a alcaparra ou alcaparreira) ou de Bicesse (de bicessis, palavra de raiz latina que na sua origem se referia a um conjunto de vinte asses). Por outro lado, algumas inscrições de índole funerária são também testemunho deste legado.

#### A época visigótica
A ocupação visigótica de Cascais tem o seu maior manifesto no Cemitério Visigótico de Alcoitão, bem como na necrópole tardo-romana e medieval de Talaíde.

#### A época árabe
Da ocupação árabe de Cascais encontramos influência nos vários topónimos do município (como Alcabideche ou Alcoitão). Estes atestam uma presença forte por todo o território cascalense, através da fundação e robustecimento de novas póvoas. Sabe-se deste período que a população do interior era eminentemente rural, graças aos escritos de Ibn Mucana, cujos poemas refletem sobre o quotidiano de então na zona de Alcabideche, que se afirma como o primeiro povoado de relativa importância de todo o município. As condições naturais do território eram desfavoráveis, permitindo apenas a criação de açores como aves de caça, o que explica o domínio da vila de Sintra sobre qualquer outro povoado da zona.
A descoberta de diversos cadáveres em 1987 no Arneiro, em Carcavelos, levaram à identificação de quinze enterramentos que, pelas suas características, permitiram aferir que os indivíduos aí enterrados possuíam origem berbere.

### Idade Média

#### A reconquista e desenvolvimento de Cascais

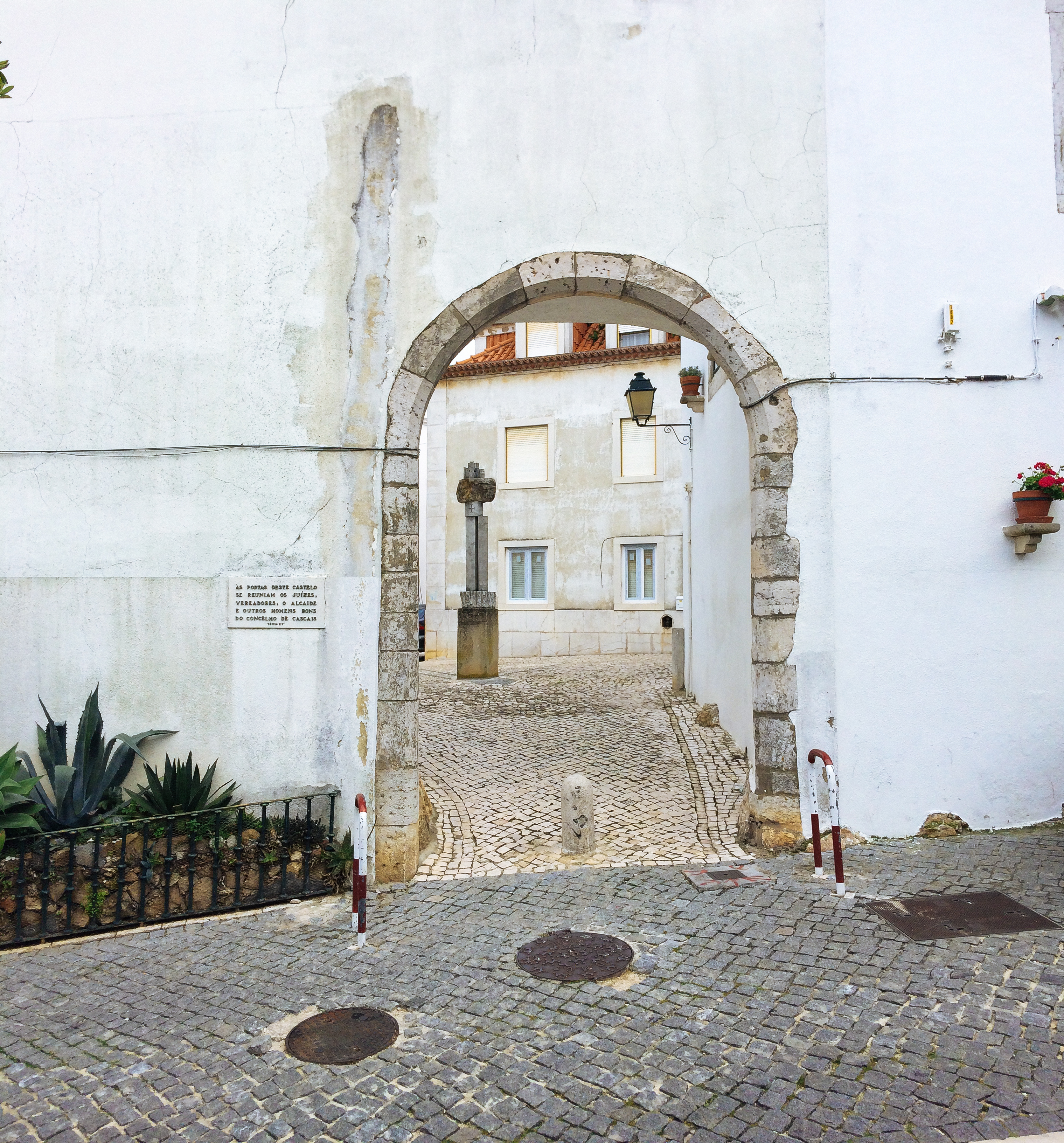
Portas do Castelo de Cascais.

As zonas da estremadura portuguesa onde se incluem Sintra e Lisboa integram-se no Reino de Portugal em 1147. Embora sem mudanças nas dinâmicas territoriais, a conquista favorece o povoamento dos territórios mais a sul do reino. Assim, este período traduz-se numa grande época de fundação e/ou consolidação de póvoas marítimas que garantissem condições para a fixação da povoação, o escoamento das produções, que permitissem sustentar um comércio marítimo em desenvolvimento ao mesmo tempo servindo uma função de defesa da costa.
Ao sítio da atual vila acorrem lavradores, pescadores e outros mareantes, fazendo surgir uma pequena aldeia que vai crescendo progressivamente até ser referenciada pela primeira vez, a 11 de Maio de 1282, quando D. Dinis transmitiu ao concelho de Tavira as normas de conduta usadas pelo alcaide do mar de Lisboa. Estes ter-se-iam fixado no «Alto do Longo» ou «Monte Lombo», a noroeste do atual centro da vila, antes de se fixarem junto ao mar. O porto de Cascais transformara-se por então numa importante via de escoamento da produção agrícola de Sintra para Lisboa, bem como numa importante base de abastecimento de pescado para Lisboa. No eclesiástico, seria a 10 de Dezembro de 1253 que Cascais se integraria na paróquia de São Pedro de Penaferrim, situação que se manteria até 1523.
Este desenvolvimento leva a que as várias embarcações destinadas à capital, de diversas proveniências, fizessem escala em Cascais, tornando o seu já concorrido porto de escala numa espécie de antecâmara da cidade.
Seriam estes os fatores a levar à ascensão de Cascais à categoria de vila, a 7 de Junho de 1364:
Cascais seja vila sobre si e fora da sujeição de Sintra
Dom Pedro, pela graça de Deus, rei de Portugal e do Algarve, a quantos esta carta virem faço saber que os homens-bons de Cascais me enviaram dizer que fosse minha mercê de os fazer isentos da sujeição de Sintra, cuja aldeia era, e lhes outorgasse que o dito logo de Cascais fosse vila por si e houvesse por si jurisdição e juízes para fazer direito e justiça, e os outros oficiais que fossem compridoiros para bom regimento desse lugar; e que eles dariam a mim em cada ano 200 libras mais, além daquilo que me rendiam os meus direitos que eu havia do dito logo.

E eu, vendo o que me enviaram dizer e pedir, e tendo que é serviço de Deus e meu e guarda da minha terra, porque aquele lugar está em aquela costa do mar, e querendo fazer graça e mercê aos moradores do dito lugar de Cascais, tenho por bem e mando que o dito lugar de Cascais seja isento da sujeição de Sintra cuja aldeia era, e que seja vila por si e que haja jurisdição do cível e do crime como hão as outras vilas do meu senhorio que assim são isentas. E mando que elejam seus juízes para fazerem direito e justiça, e façam seus oficiais segundo é costume de fazer nas outras vilas do dito meu senhorio. E eles devem dar a mim em cada ano, daqui em diante, as ditas 200 libras, além do que eu i hei. Carta da Vila, 1364
 Esta ascensão, exigida pelos chefes das principais famílias de Cascais (homens-bons), permitia que os cascalenses pudessem eleger por si os seus juízes e governadores. Em troca, estes comprometem-se a pagar ao suserano uma quantia adicional de 200 libras anuais, para além dos direitos tradicionais já devidos ao monarca. O imposto referido na carta régia permite atestar a relevância das atividades levadas a cabo na póvoa marítima, e o conteúdo da carta só se compreende em função do grande desenvolvimento demográfico de Cascais. Porém, o foral não é claro quanto aos deveres dos súbditos, como também não o é quanto ao território que constituiria o termo da vila ou mesmo quanto à sua própria independência (assim, e aparentemente, só o povoado foi considerado autónomo).

#### A questão da autonomia
A 8 de Abril de 1370, com um documento de D. Fernando, que doa o Castelo de Cascais como feudo a Gomes Lourenço de Avelar pela sua contribuição nas lutas contra Castela, graças a cujo desempenho tem uma placa comemorativa numa das paredes da Cidadela de Cascais, clarifica-se que a vila era até então parte do termo de Sintra, e isenta-a dessa sujeição:
«damos a ele dito Gomes Lourenço e a todos os seus sucessores […] o nosso castelo e lugar de Cascais que é termo de Sintra, o qual lugar de Cascais de nosso movimento próprio e da nossa certa ciência fazemos isento e isentamo-lo e tiramo-lo e dessujeitamo-lo de Sintra em que esteve até ao tempo de ora. E queremos e mandamos que daqui em diante seja per si e haja jurisdição alta e baixa como a qualquer castelo e lugar que não é sujeito a cidade, nem a vila, nem a castelo

Limites aproximados do termo de Cascais nos séculos XIV-XV comparados com os atuais.

Tal situação pode ser explicada pela oposição dos homens-bons da vila de Sintra, que viam no porto de Cascais parte importante do seu concelho, bem como pela falta de mão de obra decorrente da Peste Negra de 1348 e pela eventual incapacidade dos homens-bons de Cascais de assegurarem o pagamento devido ao Rei. Assim, não é clara a questão da independência de Cascais entre 1364 e 1370. Independentemente disto, a autonomia de Cascais não seria total: por integrar a vila e seu termo num feudo senhorial, implicou a doação de toda a jurisdição cível e crime, com exceção do direito de apelo para o Rei nos feitos crimes; da jurisdição sobre os marítimos, da responsabilidade do monarca; da liberdade de atuação dos corregedores no novo senhorio e ainda dos direitos reais sobre dízimas de mercadorias de navios que fossem descarregadas e transacionadas em Cascais. A importância da vila leva à construção do seu castelo, anterior a 1370, para o reforço de uma estrutura defensiva improvisada que se instalara no local onde se fixara a população.
Para além desta questão, a carta de D. Fernando delimita pela primeira vez o termo de Cascais. Os seus limites, semelhantes aos atuais, seriam então, a sul e poente, o Oceano Atlântico; a norte, a foz do Rio Touro [atual ribeiro da Mata], o sítio de Barbas de Rei, a Penha da Hera [depois Penedo da Hera], o açude da Azenha do Tarambulho, Janes, o caminho do Rio Tortulho, a Estrada de Lisboa, as Portas de Manique (Capa Rota, atual Centro Empresarial de Sintra) e a vereda que se prolongava pela estrada de Sintra até Rio de Mouro; e como fronteira a nascente «daí em diante pelo Rio [atual Ribeira da Laje] ao mar».
Com tudo isto, a carta régia de 1370 apenas definia o termo, sem nada prescrever sobre a organização do concelho. Aparentemente, o município de Cascais continuava a reger-se pelo diploma régio de 1364, de D. Pedro I. Cartas subsequentes, relativas ao feudo, em nada se pronunciaram quanto aos moldes definidores do município.
Enquanto feudo, os de Avelar seriam os Senhores de Cascais, titulares de todos os seus terrenos até 1373, altura em que a vila de Cascais é invadida por Castela, sendo a sua população encarcerada e a vila roubada. São nesse ano sucedidos pelos de Vilhena (com D. Henrique Manuel de Vilhena como Senhor de Cascais entre 1373 e 1384 e entre 1385 e 1386). Na crise de 1383–85, Cascais manteve-se fiel a D. Beatriz, algo que viria a justificar a doação da vila, por D. João I, ao Dr. João das Regras:
«[…] Sabei que nós, por desserviço que recebemos do conde D. Henrique, porquanto sendo nosso vassalo se partiu de nós e se foi para nossos inimigos, o privamos da vila de Cascais»
 Por esta época, o crescimento da vila é constante, e esta desenvolvera-se para fora das muralhas do castelo, com arrabaldes sobre a falésia junto à Ribeira das Vinhas, na área da Rua do Poço Novo e dos Becos Tortos e Esconso, no arrabalde denominado Vila Nova. No seu conjunto, o termo registava cerca de 700 habitantes, que na vila eram 200 a 300. 

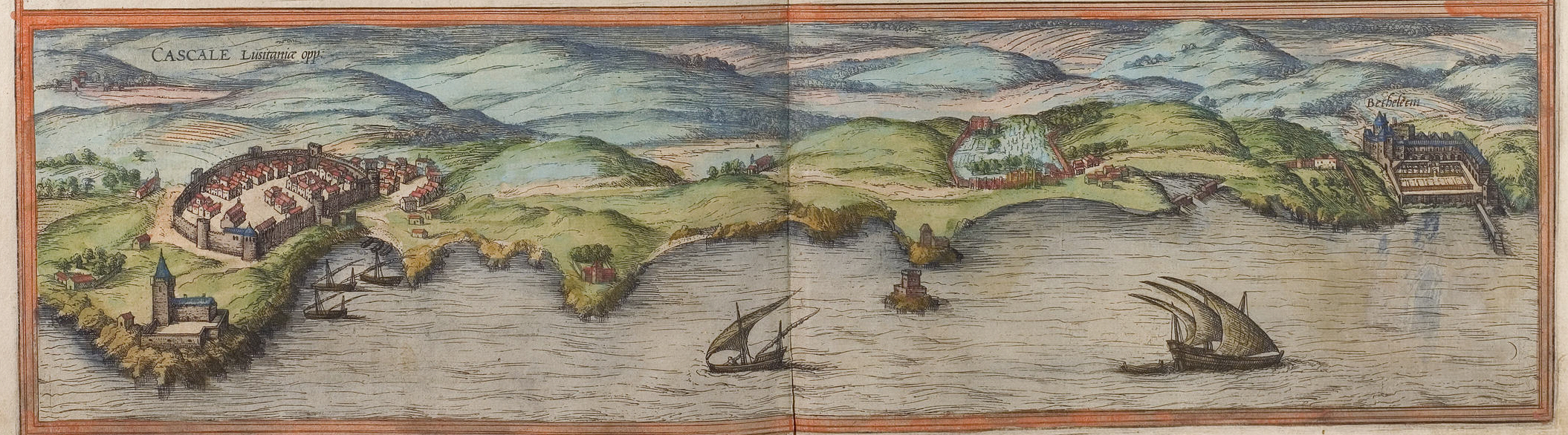
Mapa de 1572 com desenho da zona costeira até Lisboa (então denominada Costa de Santo António). Esta é a representação mais antiga que se conhece do litoral de Cascais.

### Idade Moderna

#### Período dos Descobrimentos
Cascais e o seu porto, ao longo da expansão marítima do século XV, era o centro económico e comercial de um pequeno interior com grande parte da produção proveniente da região de Sintra e uma escala obrigatória para todos os movimentos marítimos com destino a Lisboa.
Foi na baía de Cascais que desembarcou no regresso da sua primeira viagem à América Cristóvão Colombo, na manhã de 4 de Março de 1493.
Foi na baía de Cascais que, perdido dos outros navios da esquadra de torna-viagem, desembarcou Nicolau Coelho a 10 de Julho de 1499, chegando ao Palácio de Sintra com a boa notícia da chegada à Índia, que veio desencadear o regozijo geral e grandes recompensas.
Seria em 1514 que o concelho de Cascais se deixaria de reger totalmente pelo Foral de Sintra, de 9 de Janeiro de 1154, no âmbito de reformas instauradas no sistema de forais e levadas a cabo durante o reinado de D. Manuel I. Estas contribuíram para a centralização do poder régio, ao nível jurídico, político e fiscal, e focavam-se sobretudo na atualização dos encargos e isenções fiscais dos municípios. Assim, os novos forais carecem do caráter político e diferenciador que havia sustido o poder local, o que explica que as disposições relativas a privilégios e direitos fossem secundarizadas ou eliminadas dos novos textos e que as menções a topónimos e questões locais escasseassem. Pelo seu teor, o novo foral permite desenhar uma imagem da economia local, cujas atividades eram diversificadas (produção de vinho, legumes, frutas, cera, mel e alguns cereais – como o trigo e a cevada – num período também marcado pela pesca – atividade fortemente regulamentada – e a criação de gado, para além da moagem, da exploração da pedra e da caça).
Em 1527, por ocasião do primeiro numeramento global da população do reino, Cascais contava já com cerca de 600 a 1000 habitantes na vila e 1200 a 1900 no resto do concelho. Destes, apenas um quarto populava a área amuralhada, pelo que a Vila Nova se espraiava pelo vale ou baixa até à Ribeira das Vinhas. Nos finais do século XVI, um terço da população tinha passado a habitar na outra margem da ribeira. Os núcleos populacionais mais importantes eram, depois de Cascais, Caparide, com 26 fogos; Manique, com 22; Almuinhas Velhas, com 19; e Carcavelos, com 14. Tal progresso decorre na criação das paróquias de Nossa Senhora da Assunção, de São Vicente de Alcabideche e de São Domingos de Rana, altura em que deixam de estar sujeitas à paróquia de São Pedro de Penaferrim, quando a Confraria de Nossa Senhora da Guia decidiu mandar edificar em Cascais uma ermida sob a invocação da sua padroeira. O Farol da Guia, que pertencia à irmandade com o mesmo nome, já existia em 1537, de forma a avisar os navegantes dos perigos da costa. Esta estrutura é também mencionada por Damião de Góis, em 1554.
Deste período de desenvolvimento urbano podem ainda ver-se vestígios nalguns prédios da antiga malha urbana de Cascais, na Capela de São Sebastião ou na Ermida de Nossa Senhora da Guia, com portal manuelino tardio e lápide tumular de 1577. Fora dela, destacam-se os elementos arquitetónicos reaproveitados na Igreja de Alcabideche, prova da sua vetusta fundação, à semelhança dos fechos de abóbodas da Igreja de São Domingos de Rana. A Capela de Nossa Senhora da Conceição da Abóboda, que preserva a mais bela pedra armoriada do concelho, data de 1579, assim como a Igreja e Convento de Santo António do Estoril, fundada em 1527 pelos frades franciscanos sobre a ermida de São Roque, com sepultura de Roque Lopes, piloto da Carreira das Índias.
Foi na baía de Cascais que Luís Vaz de Camões desembarcou vindo do Oriente a 7 de Abril de 1570, por haver peste em Lisboa, razão pela qual lhe foi erguida uma estátua de calcário no centro da vila.
A 17 de Agosto de 1574, o Rei D. Sebastião envia uma correspondência ao Papa informando-o da sua intenção de ir ao Algarve para «mandar proceder nas coisas de África». Seria assim que, em Junho de 1578, desembarcariam na vila os 3000 soldados alemães que contratara, partindo depois com o Rei para o norte de África, onde se veio a travar a batalha de Alcácer Quibir.

#### A invasão espanhola

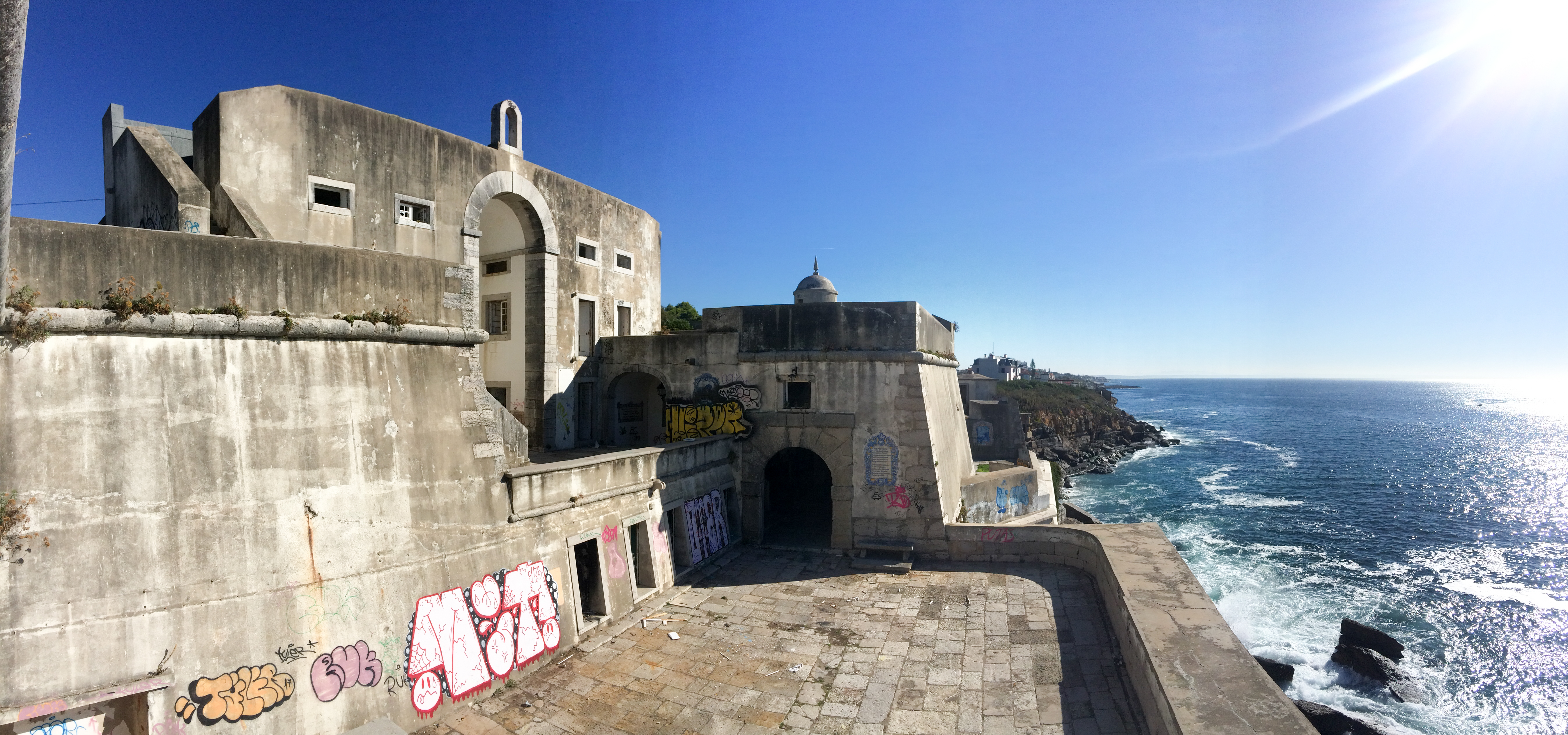
Forte de Santo António da Barra ou do Estoril, cuja construção se iniciou em 1590, e considerada a principal fortificação entre a Cidadela de Cascais e o Forte de São Julião da Barra.

Na madrugada de 30 de Julho de 1580, o exército espanhol, comandado pelo Duque de Alba, desembarcou na Laje do Ramil (cabo de Sanxete), daí atacando Cascais com o objetivo de prosseguir para a capital de modo a colocar D. Filipe II no trono de Portugal. Os 1500 homens que resistiram, por mal preparados e pouco apetrechados, foram ineficazes na defesa do território, em grande parte pelo facto de o local escolhido para o desembarque a ter surpreendido e desorganizado. A fortaleza da vila foi tomada no dia seguinte, altura em que as forças espanholas ordenam a morte do seu defensor e do Alcaide-Menor do Castelo em nome de D. António, Prior do Crato, respectivamente D. Diogo de Meneses, o qual tem a sua estátua em frente da Cidadela, e Henrique Pereira de Lacerda, a 2 de Agosto, numa mostra de poder frente aos adversários de D. Filipe.
Posteriormente, a 19 de Maio de 1587, a vila é novamente atacada a comando de Sir Francis Drake, mas a esquadra inglesa não consegue desembarcar na vila. A 1589, e novamente com presença inglesa, consegue tomar Cascais, que é saqueada violentamente e incendiada.

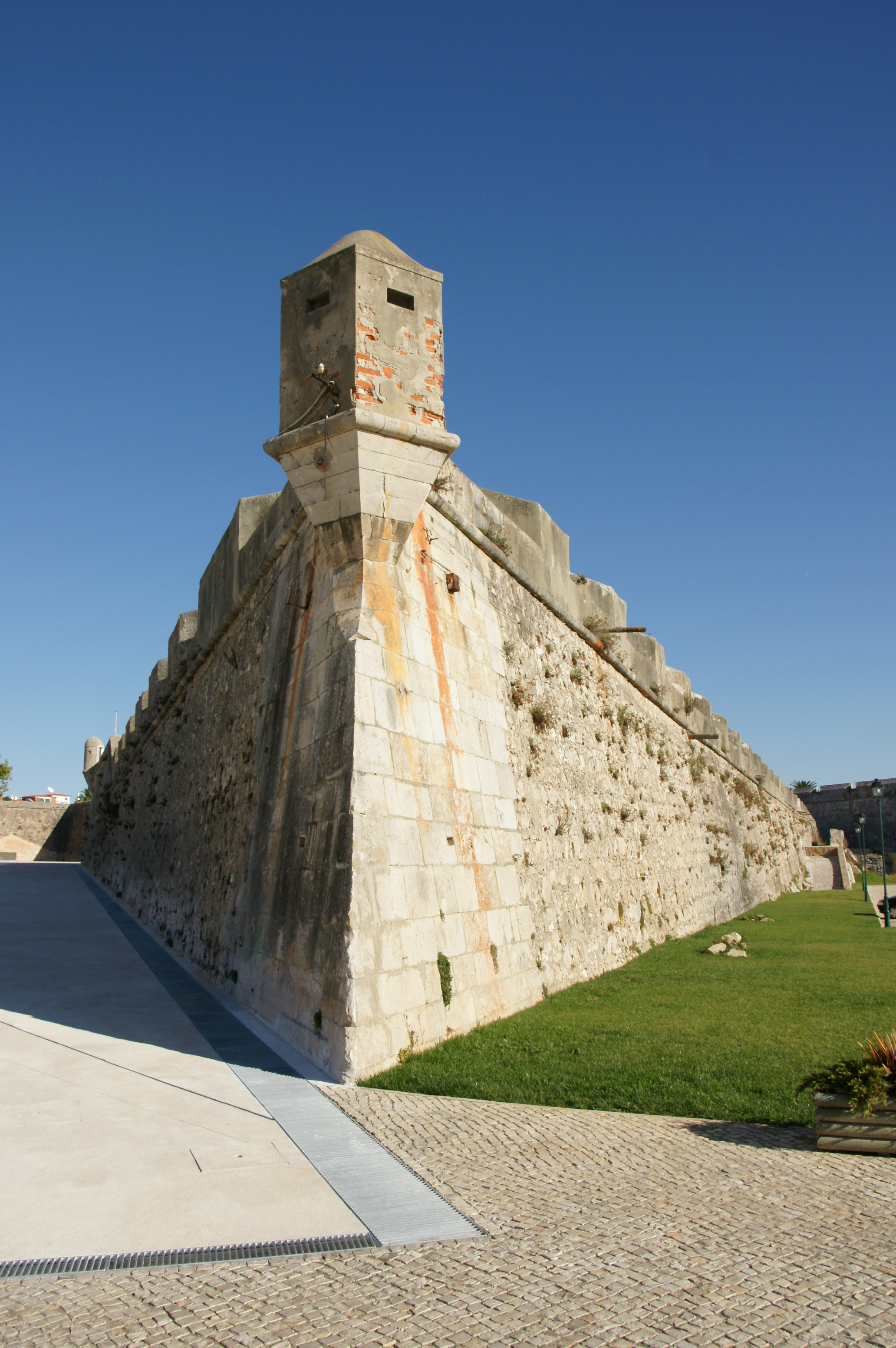
Baluarte da Cidadela de Cascais.

O Rei D. Filipe I de Portugal, consciente das deficiências defensivas na zona, empreende uma estratégia de fortificação da costa, sendo ordenado a Frei Vicenzio Casale o levantamento da planta de Cascais e de uma carta da costa até São Julião da Barra, que seria entregue em Fevereiro de 1590. Datam de então as principais estruturas defensivas da costa, como a Fortaleza de Nossa Senhora da Luz, resultante do abaluartamento da Torre de Santo António, ou o Forte de Santo António da Barra, também gizado por Casale.

#### A restauração da independência: novas fortificações
Após a Restauração da Independência nacional, em 1640, foi levado a cabo um reforço na fortificação da barra do Tejo, região pela qual se havia consumado o domínio estrangeiro. Sob a alçada de D. António Luís de Meneses, 3.° Conde de Cantanhede, ampliaram-se e restauraram-se as fortificações existentes, levantando-se ainda mais de uma dezena de baluartes entre o Guincho e Carcavelos, todos eles completados até ao final da década de 1640 em virtude da simplicidade da sua traça. Os Fortes de São Jorge de Oitavos e de Santa Marta, hoje musealizados, são importantes exemplos deste conjunto de edificações. De todas elas, a mais emblemática é a Cidadela de Cascais, que, integrando a Torre de Santo António e a Fortaleza de Nossa Senhora da Luz, permite reforçar a defesa da costa cascalense.
Manuel Porto, Moço da Câmara da Casa Real, natural de Cascais, filho de Francisco Porto, teve mercê do Hábito de Cavaleiro da Ordem de Nosso Senhor Jesus Cristo a 22 de Novembro de 1639, pelos serviços prestados em Olinda, Recife, Itamaracá e no Cabo de Santo Agostinho.
Gregório Guedes de Soutomaior, natural de Vila Flor, filho de António Guedes Pinto, teve Alvará do foro de Fidalgo Cavaleiro da Casa Real a 13 de Novembro de 1640, pelos serviços prestados em Paraíba, em Pernambuco, na Índia, na Catalunha e em Cascais.
João de Pina Coutinho, natural da vila de Cascais, filho de António de Pina, Cavaleiro Fidalgo da Casa Real, teve Alvará dos foros de Escudeiro Fidalgo da Casa Real e Cavaleiro Fidalgo da Casa Real a 9 de Março de 1644, pelos serviços prestados na Armada de António Teles, na Capitania de São Vicente, do Brasil, na ilha de São Sebastião, onde apresou três lanchas Holandesas, e no Castelo de Cascais, por ocasião da Aclamação do Reino. Pelos mesmos serviços teve mercê do Hábito de Cavaleiro da Ordem de Santiago a 17 de Março de 1646.
Vasco de Araújo teve mercê do Hábito de Cavaleiro da Ordem de Nosso Senhor Jesus Cristo a 9 de Maio de 1646, pelos serviços prestados em Salvador, na Flandres e no Reino, onde trouxe para Cascais a artilharia da nau "Santa Catarina de Ribamar", que havia naufragado, a fim de defender a vila dos Franceses. Cascais é vila e cabeça de Concelho do Distrito de Lisboa. É sabido que a França estava em guerra com a Espanha, por ocasião da Restauração da Independência de Portugal, e daí a referência acima.
Todas as construções levadas a cabo evitariam, pela sua proximidade umas das outras, um possível desembarque espanhol após as guerras da Catalunha e dos Trinta Anos, enquanto se aguardavam reforços. Em termos diplomáticos, D. João IV incumbe o 1.º Marquês de Cascais, D. Álvaro de Castro, de apresentar as condolências pela morte de Luís XIII de França.
Após a Guerra da Restauração, e com o início das obras do Convento de Mafra, a exploração da pedra em Cascais ganha particular importância. Seria de Janes que se extrairia o mármore preto usado na sua construção, e do concelho seria também natural um dos principais mestres de pedreiros do convento, o famoso Barambilha, António Martins.
«Foi este humilde obreiro quem, de facto, descobriu o maravilhoso mármore preto que se admira nos altares da Basílica de Mafra e de outras admiráveis misturadas. Saliente-se que entre as inúmeras variedades de granito cor-de-rosa e cinzento-azulado das pedreiras da Malveira da Serra e mármores da
Torre da Guilha, houve, também em São Domingos de Rana, segundo Pinho Leal uma pedreira de belo mármore vermelho. (…) De Cascais, é igualmente, todo o mármore preto que ornamenta a ara que em 1529 se fez para a capela-mor da Igreja de Nossa Senhora da Graça, igualmente na capital. (…) e o granito com que foi feita a base do monumento a D. Pedro I»
Foi na freguesia de Cascais que nasceram em 1651 José da Cunha Brochado e, cerca de 1751, Rita Teresa Margarida Castelo Branco, avó paterna de Camilo Ferreira Botelho Castelo Branco, 1.° Visconde de Correia Botelho, personagem da sua obra-prima "Amor de Perdição", que deu origem à telenovela e filmes homónimos.
Lourenço Luís Galvão, Fidalgo da Casa Real, Estribeiro-Menor do Rei D. João V de Portugal, Cavaleiro e Comendador da Ordem de Nosso Senhor Jesus Cristo e Preceptor dos Meninos de Palhavã, foi Coronel do Regimento de Cascais.
A 14 de março de 1745, o Marquesado de Cascais reverteu para a Coroa por extinção da linha principal.

#### O Terramoto de 1755 em Cascais

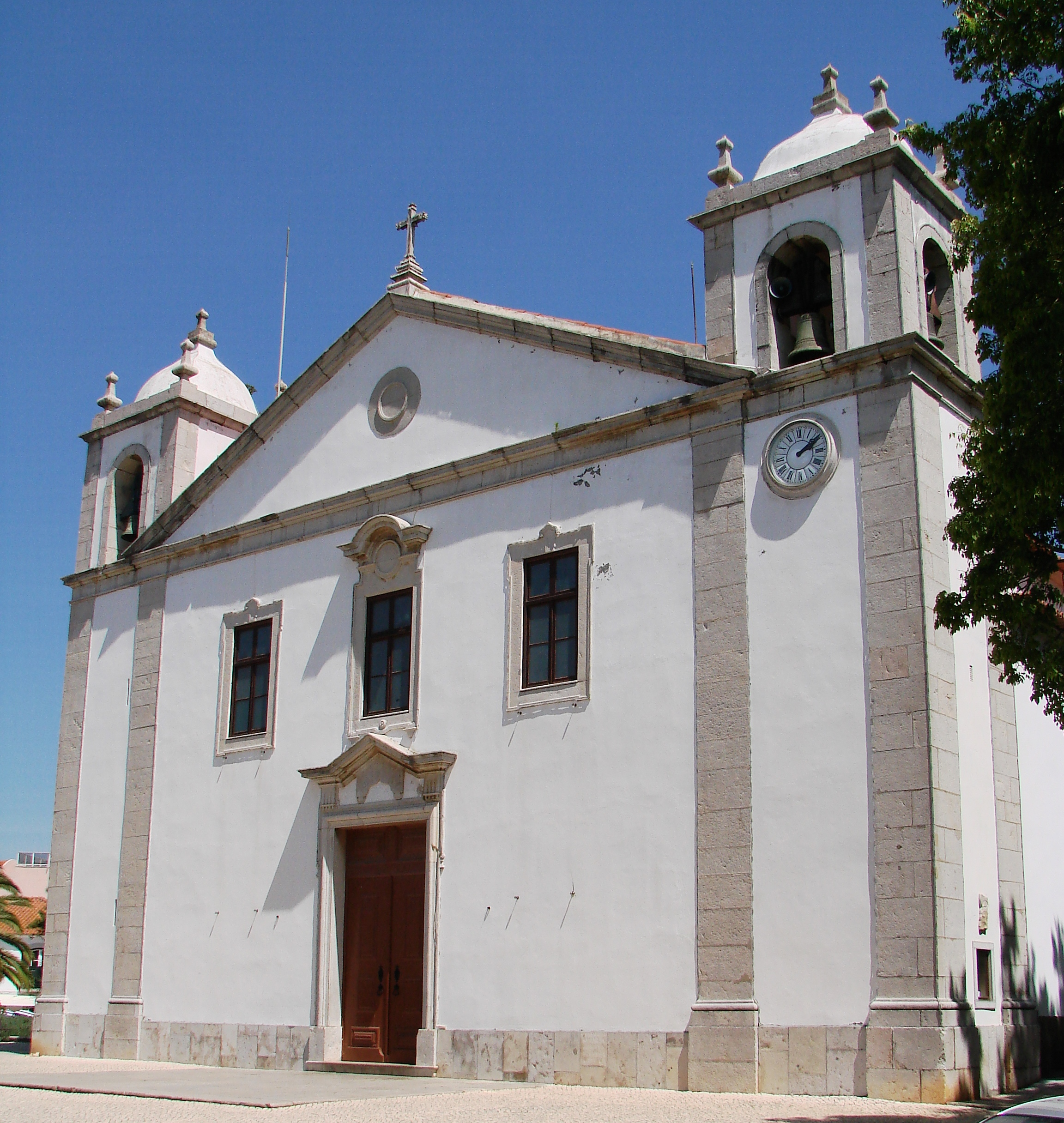
Igreja de Nossa Senhora da Assunção em Cascais. O terramoto seria responsável pelo desaparecimento da segunda paróquia de Cascais, a da Ressurreição de Cristo, que acabaria por ser integrada na de Nossa Senhora da Assunção.

O dia 1 de Novembro de 1755 marca a data de um dos mais importantes acontecimentos na história de Portugal, quando um violento terramoto devasta de forma especialmente intensa a zona de Lisboa. De acordo com Frei António do Espírito Santo, que descreveu no ano seguinte os efeitos do cataclismo na vila, o tremor de terra iniciou-se pelas nove horas e quinze minutos, fazendo-se sentir por nove minutos e transformando «a grande povoação [em] um insensível e frio cadáver do que havia sido e uma desfeita cena do que já não era». Em 1758, o Cura da Ressurreição de Cristo, António Inácio da Costa Godinho, não hesitaria registar que «de todas as terras foi esta a que experimentou maior ruína», pois todos os edifícios do concelho sofreram com o abalo, como as Igrejas da Ressurreição, da Assunção e da Misericórdia e o Convento de Nossa Senhora da Piedade, em Cascais, o Convento de Santo António, no Estoril, ou as Igrejas de São Domingos de Rana, de São Vicente de Alcabideche e de Nossa Senhora dos Remédios, em Carcavelos. O posterior maremoto fez avançar o oceano terra adentro por várias vezes, dando origem a centenas de feridos, dos quais se registaram oficialmente duzentas e duas mortes no concelho, sobretudo nas paróquias da vila, e que formavam uma parte significante dos 5109 habitantes que se registaram em 1736.
Manuel Marçal da Silveira, Reitor de Nossa Senhora da Assunção, descreve o estado da vila três anos após o fatídico dia:
«a vila toda ficou arruinada até ao chão. Não há casa que ou não caísse em terra ou não ficasse abalada e ameaçando ruína. Os templos, a ponte, a Cidadela e seus quartéis, tudo está demolido e feito em pó. A maior parte da vila habita ainda em barracas […], a ponte está com um só arco em pé e se não passa por ela e tudo em a última ruína, sem que se reparasse ainda nada»
O evento revela também o contributo da vila no esforço de reconstrução da capital, que se serviria novamente de pedra de Cascais. Os últimos vestígios da destruição provocada pelo terramoto só desapareceram definitivamente da malha urbana na primeira metade do século XX, como foi o caso dos escombros do Palácio dos Marqueses de Cascais até darem lugar à casa do Conde de Monte Real, junto à curva da atual Avenida D. Carlos I.

#### Transição para o século XIX

Uma antiga zona agrícola na ribeira de Manique, a pouca distância de Caparide, localidade onde ainda se produz vinho de Carcavelos.

Mudanças administrativas surgem em 1759, quando se dá uma alteração nas fronteiras do concelho. Inicialmente, pelo facto da sua fronteira oriental ser o Rio de Mouro, o termo de Cascais incluía uma pequena parte do reguengo de Oeiras, área denominada de «reguengo de a par de Oeiras». Mudanças administrativas surgem em 1759, quando um alvará de 11 de Agosto define que a área conhecida como Bucicos (o reguengo de a par de Oeiras) se deve unir a outras áreas cascalenses para formar a vila de Carcavelos, continuando, no entanto, sobre a alçada da mesma donatária. Assim, a área do concelho passa a ser limitada pela ribeira de Carcavelos (ribeira das Marianas), e o concelho perde as localidades de Arneiro, Carcavelos, Rebelva, São Domingos de Rana e Sassoeiros, assim como a Torre da Guilha e restantes lugares entre a mesma ribeira e a costa. Aquando da morte da última donatária de Cascais e Carcavelos, em 1764, esta área passa a integrar o concelho de Oeiras. Na mesma altura, Cascais ganha a sua independência jurídica com a atribuição do seu primeiro juiz de fora.
O ano de 1774 viu a fundação da Real Fábrica de Lanifícios de Cascais, um negócio que na década seguinte já contava com 500 operários e reconhecimento internacional. Os finais do século XVIII destacam-se pela crescente fama do vinho de Carcavelos, por então também conhecido como «Lisbon Wine». A sua produção espalhava-se não apenas pelas colinas suaves ou lombos próximos do mar na zona de Carcavelos, mas por uma área mais extensa, que incluía a vila da Parede, o Murtal, o Livramento e a Galiza.

### Idade Contemporânea
Cascais é ocupada, a 30 de Novembro de 1807, pelas tropas francesas de Junot, uma situação que se manteria até 2 de Setembro de 1808 em virtude da assinatura da Convenção de Sintra e do avanço da esquadra britânica pelo Tejo. Um ano mais tarde, seria constituida entre os fortes de São Domingos de Rana e de São João das Maias a 3.ª Linha de Torres, com vista a uma eventual evacuação das tropas inglesas, da qual faziam ainda parte mais de uma dezena de fortificações provisórias – os redutos – unidas por linha de trincheiras.
As lutas liberais fazem servir como prisão a Fortaleza de Nossa Senhora da Luz, onde foram encarcerados os opositores de D. Miguel, e sendo alcunhada de «o Inferninho». A vila e o termo continuam a sofrer as consequências do Terramoto de 1755, do qual ainda não conseguiram recuperar totalmente. Assim, assiste-se a um período de decadência acentuado pela extinção de ordens religiosas e pela retirada do Regimento de Infantaria 19, enquanto a população, espalhada por pequenas aldeias, se dedica sobretudo à agricultura.

#### A afirmação enquanto local de ócio

Chalet dos Duques de Loulé, exemplo da arquitetura de veraneio que se começava a observar por Cascais.

A prática dos banhos de mar, pela qual se dá a popularidade da zona, remonta aos religiosos que residiam no Convento do Estoril e a alguns liberais que haviam sido presos na vila durante o Miguelismo. A partir daí, dá-se um primeiro período de desenvolvimento desta nova moda, assente em pressupostos terapêuticos, cujos principais responsáveis foram entusiastas como o Visconde da Luz. A burguesia e as suas excursões marítimas até esta região ajudaram para que os banhos de mar se impusessem enquanto forma de ócio. Porém, a verdadeira razão por detrás da descoberta das praias de Cascais para estes usos seria outra, a reconstrução das estradas para Oeiras (entre 1859 e 1864) e para Sintra, que ajudaram a suportar o surto de vilegiatura a que por aqueles tempos se assistia.
Por Postura Camarária de 24 de Maio de 1860, de comum acordo com Joaquim António Velez Barreiros, 1.º Barão de Nossa Senhora da Luz e 1.º Visconde de Nossa Senhora da Luz e alguns outros ilustres moradores, incluindo diversos forasteiros que haviam sido atraídos para a vila depois da instalação nela do 1.º Barão e 1.º Visconde da Luz, foi criada por João de Freitas Reis a estrada entre Cascais e Oeiras, obra fundamental no desenvolvimento das comunicações entre a Foz do Rio Tejo e a capital, Lisboa. Ao mesmo tempo, a mesma Postura Camarária determinou que, sob pena de multa, todos os carros, ómnibus, seges e bestas apenas pudessem realizar transportes sobre o empedrado. Com vista ao embelezamento desta importante via pública, a Câmara Municipal cedeu, a instâncias do próprio 1.º Barão e 1.º Visconde da Luz, as varas necessárias para a protecção do crescimento das inúmeras árvores que foram, então e para esse mesmo efeito, plantadas.
É com isto que Cascais se torna rapidamente um destino de cariz elitista, tal como outras praias da margem norte do Tejo, chegando a alcançar o estatuto de praia da Corte em setembro de 1867 graças à Rainha D. Maria Pia e, mais tarde, por D. Luís, o qual tem o seu busto junto à Praça 5 de Outubro. Em alternativa às praias, a vila possuía o Passeio Visconde de Nossa Senhora da Luz (atualmente um jardim), onde era possível contactar com a natureza e dispor de ocasiões sociais, ao qual se seguiu (a partir de 1869) o Teatro Gil Vicente e várias outras associações recreativas, humanitárias, desportivas e culturais.
Apesar disto, ainda eram patentes as sérias carências urbanísticas com as quais a vila se padecia a nível de alojamentos, algo que levou a Câmara Municipal a investir na reforma dos sistemas de esgotos, abastecimento de água, recolha de lixo, iluminação pública e da rede viária. Tal seria a razão por detrás da edificação de novas habitações que pudessem cumprir com as condições exigidas pelos vilegiaturistas, dando origem àquela que seria a imagem de marca do concelho: a arquitetura de veraneio.

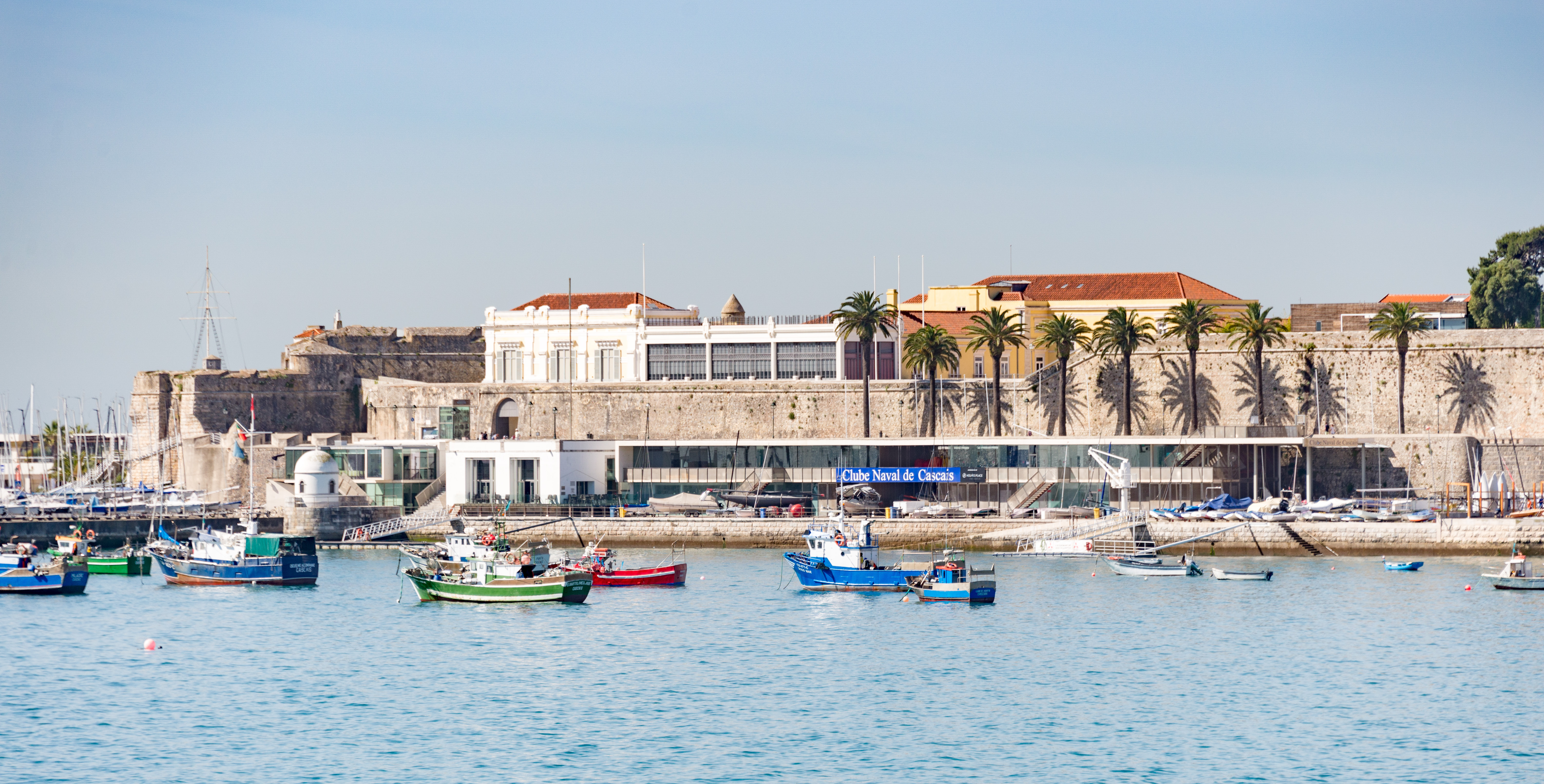
Panorama da marina e Palácio da Cidadela de Cascais.

A Família Real estabelece a sua presença em Cascais a partir de 1870 graças à reforma da antiga casa do Governador da Cidadela, que se converte no Paço de Cascais e onde a Corte se passou a instalar em meados de Setembro. D. Carlos entra oficialmente na vila no dia 28 de Setembro, data do seu aniversário, e nela fica até à abertura da temporada do Teatro Nacional de São Carlos. A sua paixão pelo mar levou-o a realizar prospeções regulares na costa da Guia, na foz do Tejo e em Sesimbra e a montar na Cidadela de Cascais o primeiro laboratório de biologia marítima em Portugal, equipado com um sistema de tanques em que mantinha vivas as espécies capturadas nas suas campanhas oceanográficas iniciadas em Cascais.
Embora inicialmente um capitalista modesto, depois abastado, foi José Torrezão o primeiro empresário que decidiu investir no turismo da zona do Monte Estoril, da qual foi fundador, lugar localizado num ponto de mar intermédio entre as Termas da freguesia do Estoril e a vila da Corte da freguesia de Cascais, com a construção dos seus quatro primeiros chalets isolados, os Chalets Torresão. Começou por uma pequena casa de recreio numa zona de pinhais bravos numas arribas sobranceiras ao mar, à qual deu o nome de Casa da Serra. No Portugal Antigo e Moderno de 1874, o seu autor Augusto Soares de Azevedo Barbosa de Pinho Leal descreve-a como um lindo chalet ao gosto suíço com belo jardim e cercado de pinheiros. Não conseguiu, todavia, conquistar muita gente para estes lugares então ainda estéreis, uma vez que o seu único atractivo era, apenas, o mar. Por esse motivo, e pela sua modéstia, esses mesmos chalets foram demolidos no período posterior. O seu criador, nas palavras da escritora Branca Colaço, o primeiro cenógrafo da paisagem maravilhosa morreu pobre, desgostoso dos seus entusiasmos de esteta.
A nova época de desenvolvimento que Cascais atravessava, enquanto capital do lazer, implicava também pontos importantes no desporto, assumindo um grande protagonismo na sua introdução e promoção. Várias eram as modalidades introduzidas e praticadas: vela (com a primeira regata na baía em 1871), remo, natação, ténis (praticado pela primeira vez no país em 1882) e futebol (primeiro desafio público entre portugueses em 1888, na Parada).

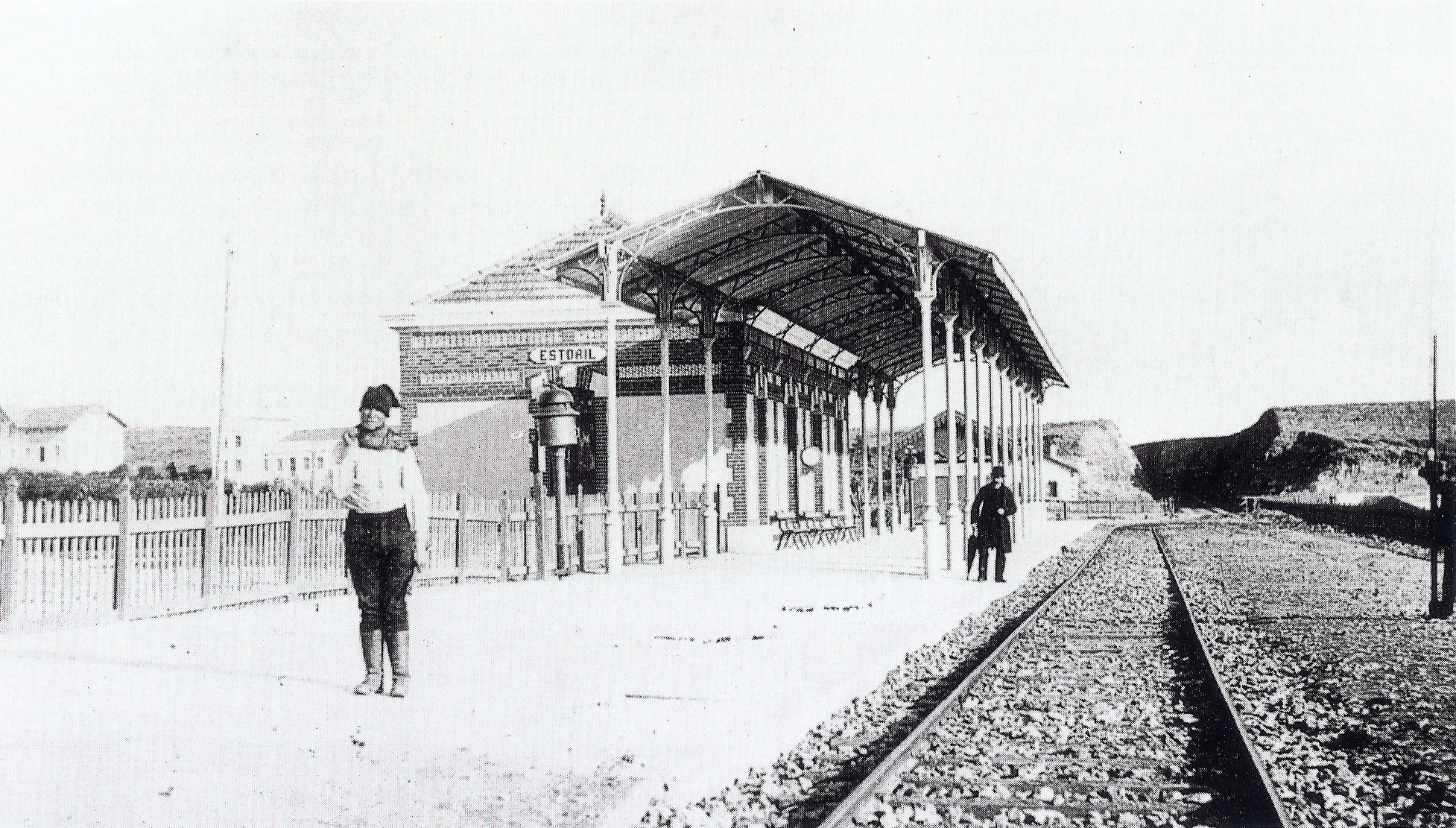
Estação ferroviária do Estoril, antes da sua reforma e da eletrificação da Linha de Cascais.

Outro grande marco do desenvolvimento do município foi o projeto de ligação à capital através do caminho de ferro. Tal parece ter sido impulsionado pela instalação sazonal da Família Real, e em 1887 receberia uma autorização para a sua concretização pela Companhia Real dos Caminhos de Ferro Portugueses. Antes da sua posta em marcha, a 30 de Setembro de 1889, a ligação a Cascais era feita em carreiras de chars à bancs e ripperts de José Florindo de Oliveira, que tardavam cerca de cinco horas para efetuar o percurso. O caminho de ferro, inicialmente em serviço a partir de Pedrouços, foi construído com inusitada rapidez, e seria depois alargado à estação de Alcântara-Mar (1890) e finalmente a Lisboa (Cais do Sodré, 1895). Esta infraestrutura marcou um antes e depois na fisionomia do município, assumindo-se enquanto o mais poderoso instrumento de desenvolvimento e levando à ocupação do litoral cascalense, altura em que passa a ganhar destaque. É apenas na sua sequência que surgem os projetos de urbanização e de desenvolvimento das áreas do Monte Estoril (1888), de São João do Estoril e da Parede (1890) e de Cai Água (1905). A Linha de Cascais foi a primeira ferrovia pesada a ser electrificada em Portugal, em 1926, tendo uma placa comemorativa do facto, e a última a ser integrada na CP, em 1977, e é a única que não se encontra ligada ao resto da rede ferroviária nacional.
Entretanto, e pela mesma altura, Carcavelos era protagonista de um importante evento, a instalação da Falmouth, Gibraltar and Telegraph Company após a obtenção da concessão pelo governo português para o estabelecimento do cabo submarino para transmissão de mensagens telegráficas entre o Reino Unido, Portugal, Gibraltar e a Colónia da Coroa de Malta. Neste sentido, em 1872 os descendentes do Morgado da Alagoa vendem a Quinta Nova de Santo António, onde se instala a companhia, que no ano seguinte transfere a concessão para a Eastern Telegraph Company. Esta seria a base de uma nova relação de intenso contato entre portugueses e britânicos, com uma grande influência desta última comunidade, nomeadamente na divulgação de novos hábitos e de práticas desportivas como o futebol, o ténis, o críquete, o rugby ou o ciclismo. Em nome do progresso alargaram-se, assim, definitivamente os horizontes da comunidade rural local. O local onde se estabeleceram as companhias, em mercê da sua influência, ganhou a alcunha de Quinta dos Ingleses, sendo atualmente o local de funcionamento da Saint Julian's School.
Em 1868 existia na vila a Comissão Tauromáquica Permanente, que edificou a primeira Praça de Toiros que existiu em Cascais, sita na Horta de Aguiar e inaugurada a 20 de Setembro desse ano, na qual actuaram todas as grandes figuras da época. Uma outra Praça foi depois erguida em 1873 junto ao chamado Passeio da Parada, funcionando até 1879. Posteriormente, foi edificado outro Tauródromo em Cascais no sítio do Rosário, este construído em alvenaria e com bancadas em madeira e capacidade para 7.500 espectadores, inaugurado a 27 de Setembro de 1894 com a presença da Família Real.
Foi durante aquela que foi a sua última estadia na no município que morreu, na Cidadela, o próprio D. Luís I, a 19 de outubro de 1889.
Jaime Artur da Costa Pinto foi tido como o Presidente da Câmara Municipal que colocou a vila no caminho da civilização, durante todo o período em que D. Carlos I de Portugal aí passou férias como Rei. Entre outros melhoramentos e relevantes serviços que prestou ao município, rasgou e promoveu a construção de ruas, praças, avenidas e largos, mercados, jardins e alamedas, melhorou o abastecimento de água, inaugurou o serviço telefónico em 1900, deve-se-lhe a fundação e construção da Escola-Monumento D. Luís I e promoveu inúmeras festividades públicas, desde bailes a touradas, com a fundação da Monumental Praça de Touros de Cascais.
A zona de Carcavelos voltaria a pertencer a Cascais em 26 de Setembro de 1895, quando é extinto o concelho de Oeiras, e ao qual se juntariam também as freguesias de Carnaxide, Oeiras e São Julião da Barra. Com o restabelecimento desse concelho, a 13 de Janeiro de 1898, estas localidades voltariam a formar parte de Oeiras, mas Carcavelos manter-se-ia definitivamente enquanto parte de Cascais.

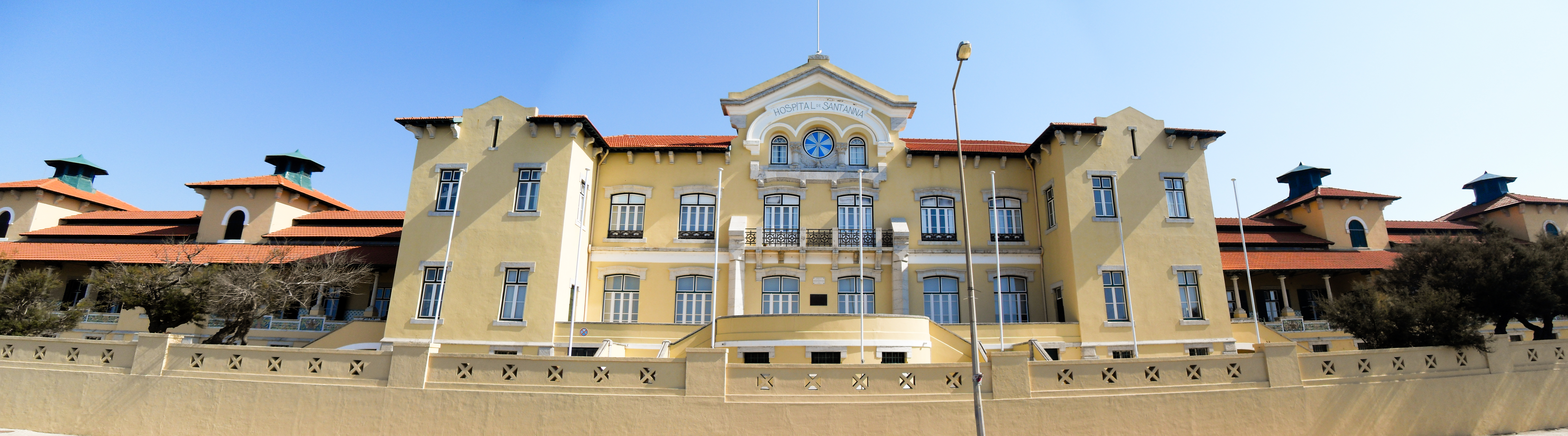
Fachada do Hospital de Sant'Ana.

À época, e para além dos banhos de mar, eram de grande relevância os banhos termais, levando à inauguração de diversos edifícios destinados a esta prática. Deste modo, crescem em popularidade os sítios dos Banhos da Poça (sobranceiro à praia da Poça), as Termas do Estoril, inseridas na quinta de José Viana da Silva Carvalho e pelas quais Santo António do Estoril continuava a ser recomendado, mas com o seu expoente máximo na vila da Parede, onde se ergue o Sanatório de Sant’Ana. A fama das termas de Santo António do Estoril, ainda populares em 1910, levam a que Daniel Delgado alcunhe a zona como a «Riviera de Portugal», exaltando as suas virtudes naturais:
«se todos estes dons da natureza fossem judiciosamente empregues, com a devida atenção às necessidades e confortos dos doentes ingleses e outros, o Estoril tornar-se-ia muito em breve no melhor centro de águas cloretadas de sódio para o tratamento do reumatismo crónico e da gota, durante o inverno»

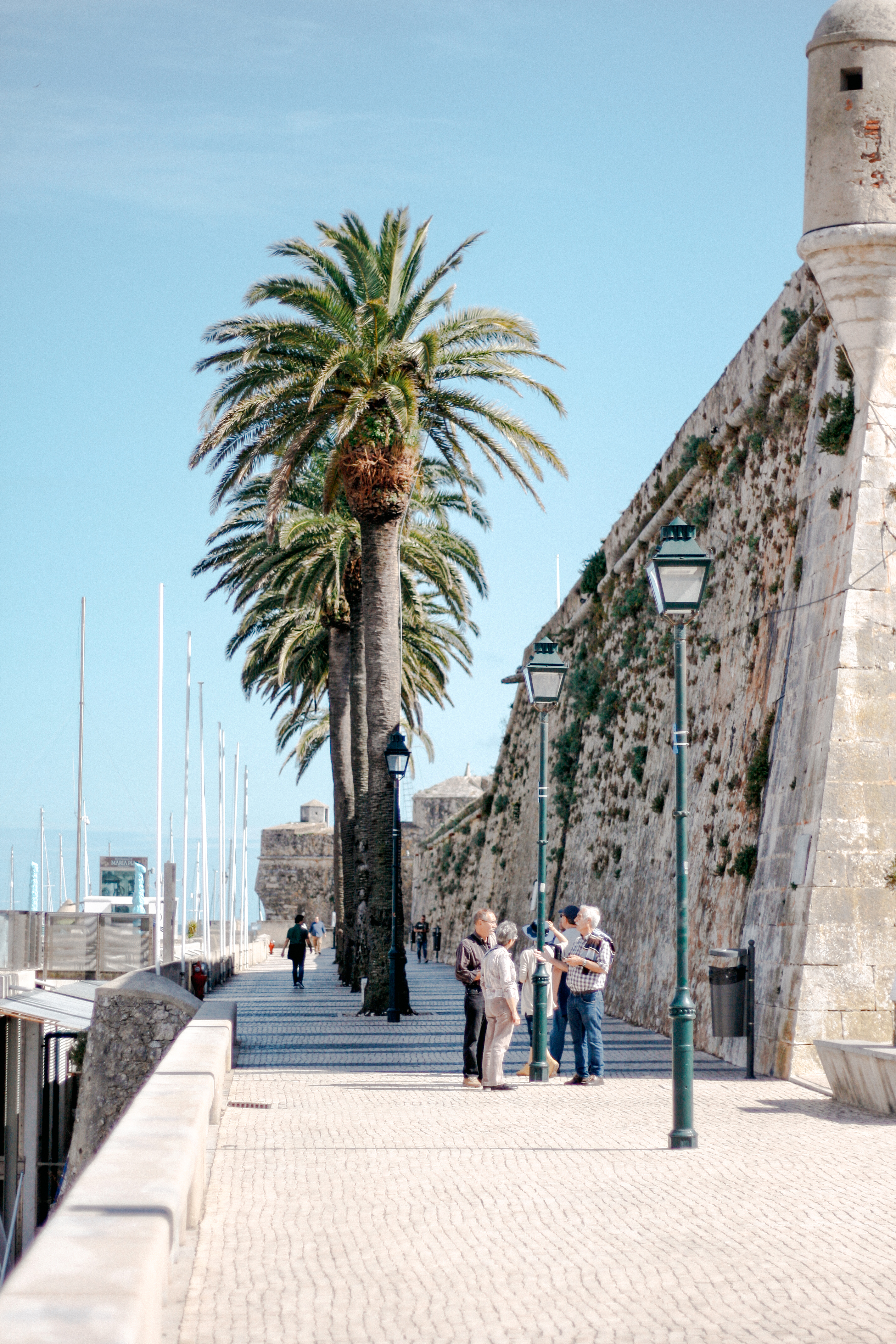
Passeio D. Maria Pia, junto à Cidadela de Cascais.

Casa de Santa Maria, da autoria de Jorge O'Neill, sobranceira à Praia de Santa Marta e à Marina de Cascais.

Enquanto isto, Cascais sofria várias renovações destinadas à melhoria dos espaços públicos. Em 1890 é completado o Passeio Maria Pia, junto à esplanada do Paço Real, seguida da inauguração da nova Praça de Touros e da Avenida Valbom, que liga a estação ao centro da vila. Segue-se a Esplanada Príncipe Real D. Luís Filipe e, no ano de 1899, a inauguração da Avenida D. Carlos I, de acesso à Cidadela. Surgem também alguns dos melhores exemplos da arquitetura de veraneio, com a Torre de São Sebastião e da Casa de Santa Maria, de Jorge O’Neill, hoje musealizadas; da Casa de São Bernardo, do Conde de Arnoso; ou das habitações dos Marqueses do Faial, de Joaquim da Silva Leitão, do Conselheiro Luís Augusto Perestrelo de Vasconcelos e de Francisco Augusto Trindade Baptista.
Continua também, por esta altura, a reestruturação em função da indústria do lazer, com o aumento do número de empresas de aluguer de carruagens, de casinos e de hotéis. O desporto também reforça a sua importância, e Cascais assiste em 1893 à primeira corinthian race portuguesa, impondo-se como o principal campo de regatas nacional. Tais eventos continuariam com a Taça Vasco da Gama (a primeira regata internacional promovida em Portugal), a primeira competição entre bulb-keels e a primeira regata oceânica, entre a vila e Leixões. Entretanto, para além dos desportos de mar, também se realizaram na Parada três importantes gincanas automóveis, que garantiram à vila destaque na história da modalidade.
Com tudo isto, Cascais torna-se num ponto de passagem obrigatório, graças à presença de individualidades como o Rei do Sião ou o Presidente da República Francesa, Émile Loubet, em 1897 e 1905, respetivamente. Esta tendência não se viu contrariada nem mesmo com o assassinato de D. Carlos, que ajudara a vila a ganhar a sua fama, sendo então que se consolida enquanto estância balnear com a alcunha de «Riviera de Portugal». A prática dos banhos em Cascais viria depois a ser praticada também pelos Presidentes da República, com o exemplo máximo de Óscar Carmona, que transforma a Cidadela de Cascais na sua residência oficial.

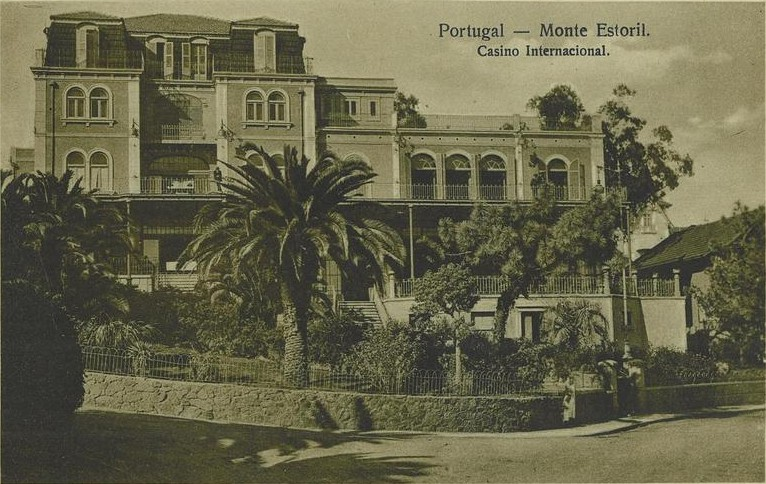
O Grande Casino Internacional, no Monte Estoril, foi a primeira infraestrutura do género na zona.

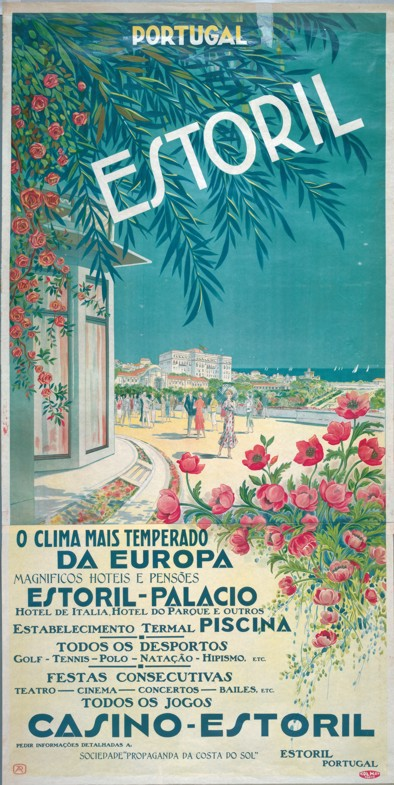
Folheto de promoção às estâncias de lazer do Estoril.

Várias figuras notáveis da literatura portuguesa do século XIX passaram por Cascais, tais como João Baptista da Silva Leitão de Almeida Garrett, 1.° Visconde de Almeida Garrett, José Maria de Eça de Queirós, José Duarte Ramalho Ortigão e Maria Amália Vaz de Carvalho. Os famosos Vencidos da Vida reuniram-se aí na Casa de São Bernardo, pertença dum deles, Bernardo Pinheiro Correia de Melo, 1.º Conde de Arnoso, razão pela qual foi aí erguida em 2012 uma placa evocativa no âmbito do projecto "Casas com Memória" das Comemorações das Jornadas Europeias do Património, iniciativa anual do Conselho da Europa e da União Europeia.

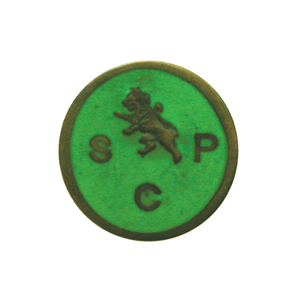
Primeiro emblema do Sporting Clube de Portugal

O símbolo do Sporting Clube de Portugal foi idealizado numa conversa em Cascais, no Verão de 1905, por José Alvalade, os seus primos José Cordeiro Ferreira Roquette e António José Roquette Rebelo de Andrade e D. Fernando de Castelo Branco (D. Fernando Pombeiro), Administrador do Concelho de Cascais (filho do Marquês de Belas e Conde de Pombeiro), que se inspiraram pelo anel com brasão da família deste último, um leão rampante (que significaria a força de vontade em construir um grande clube). O verde foi sugerido pelo Visconde de Alvalade, simbolizando a sua esperança no novo clube, todos concordando na escolha, por representar a esperança no futuro da nova coletividade.
Foi oficialmente adotado, em 1907, já depois da data da Fundação do Sporting Clube de Portugal, o emblema, que ostenta um leão rampante de cor prata sobre campo verde, assim como as cores verde e branco, que começaram a ser utilizadas desde essa altura, quando D. Fernando de Castelo Branco, autorizou que o leão rampante de ouro em campo de azul do seu brasão, do qual seu pai era Chefe de Nome e Armas, fosse utilizado no emblema do Sporting. Deveria ser de cor "prata armado em preto, em campo verde, correspondendo às límpidas, firmes e esperançadas intenções dos seus fundadores", embora, desde o seu início, tenha sido, frequentemente, representado oficiosamente em ouro.

#### A Implantação da República
Contam os jornais "O Século" de 7 de Outubro de 1910 e "Voz do Povo" de 17 de Outubro de 1910 que, desde o começo do tiroteio em Lisboa, na vila de Cascais vivia-se um clima de grande ansiedade por falta de notícias dos acontecimentos. Na noite de Segunda-Feira, dia 3 de Outubro, para Terça-Feira, dia 4 de Outubro, concentraram-se os populares revoltosos em Carcavelos, esperando a hora de entrarem em serviço revolucionário. À uma hora da madrugada, tomaram o cabo submarino e cortaram as comunicações terrestres. Na Quarta-Feira de manhã, dia 5 de Outubro, a notícia da vitória foi ali recebida e em todas as povoações, das nove às dez horas da manhã. Houve muitas manifestações em todas as localidades e foram içadas bandeiras republicanas no Campo Entrincheirado, em São Julião da Barra e no Forte Duque de Bragança. Aquando das novas da Revolução, D. Afonso de Bragança, Duque do Porto, encontra-se na região, instalando-se na Cidadela de Cascais, pois havia Guarda e a população de Cascais era, na sua maioria, afeiçoada ao Regime. Entretanto, o iate Amélia segue até à Baía de Cascais, recebendo, em breve, o Infante, que, no automóvel do 1.º Barão de Linhó, António Borges Coutinho de Medeiros de Sousa Dias da Câmara, percorre a vila, acompanhado pelo seu Ajudante-de-Campo, passando pelos grupos armados que não o hostilizam. A estação telegráfica transforma-se num posto de permanência onde, rodeado pelas autoridades locais, recebe as últimas notícias da capital. Francisco José da Rocha Martins refere-se mesmo duma linha de defesa de centenas de homens armados em volta da Cidadela de Cascais, que aguardavam ordens. Face à possibilidade dum bombardeamento da Cidadela, D. Afonso recolhe à residência do 1.º Conde de Arnoso, Bernardo Pinheiro Correia de Melo, até ser obrigado a abandonar a vila. O então Administrador do Concelho, D. Fernando de Castelo Branco, também conhecido por D. Fernando Pombeiro, e o Presidente em Exercício da Autarquia, José Cardoso de Meneses Martins, pedem a demissão, sendo substituídos, respectivamente, por João José Dinis, logo a 5 de Outubro, e por Abeilard Raul Fragoso de Vasconcelos, apenas a 13 de Outubro.  Entretanto, coincidentalmente, no dia 10, falecera o próprio 1.° Conde de Cascais.

#### O projeto do Estoril: da Riviera Portuguesa à Costa do Sol
Em 1914, já com Cascais plenamente consolidada como destino turístico nacional, inicia-se a revolução turística do vizinho Estoril por forma a internacionalizar a região. Tal deve a sua existência ao empresário Fausto Cardoso de Figueiredo, que juntamente com o seu cunhado, Augusto Carreira de Sousa, adquire a Quinta do Viana e convidam o arquiteto Henri Martinet para traçar um ambicioso projeto com equipamentos coletivos ao nível do lazer, com ênfase nas vertentes médicas e climáticas. Este projeto incluía a construção de três hotéis, novas termas, casino, teatro, palácio de desportos, edifício para banhos de mar, estabelecimentos comerciais, galerias cobertas e amplo jardim, dispostos em território virado para o mar.
Pouco tempo depois, a 18 de Setembro de 1915, assiste-se à fundação da nova freguesia do Estoril, com sede em São João, e composta pelas «povoações do Estoril, S. João do Estoril, Cai-Água, Livramento, Alapraia e Galiza, do município de Cascais, que, para tal efeito, são desanexadas das paróquias de Cascais, Alcabideche e S. Domingos de Rana».
Porém, o pano de fundo dominado pela Primeira Grande Guerra dificulta a execução do projeto. Em Janeiro de 1916 foi colocada a primeira pedra do Casino e das Termas, com inauguração em 1918. Foram estas as duas forças motoras que alavancaram o progresso do projeto, especialmente após a legalização e concessão do jogo, em 1927. No ano seguinte, a revista Casino já aplicava o termo Costa do Sol ao eixo Cascais–Estoril, um termo oficializado em Maio de 1935 e que passou a abranger a costa do município, da Parede a Cascais. As iniciativas de dinamização da zona, embora largamente de origem privada, contavam também com apoios públicos: assim, a partir de 1922, surge a Comissão de Iniciativa para Fomento da Indústria de Turismo de Cascais (mais tarde Comissão de Iniciativa e Turismo do Concelho de Cascais e Junta de Turismo de Cascais).
Em 1930, a inauguração do Palace Hotel (atual Hotel Palácio) dota o município de uma infraestrutura de nível internacional, e no mesmo ano, o modesto apeadeiro do Estoril já havia sido renovado de modo a alojar o terminal do Sud Expresso, que assegurava a ligação a Paris. Segue-se a abertura do novo casino, em 1931, com um plano distinto do inicial e de cariz modernista. A estreia dos novos equipamentos fez com que o município continuasse a captar visitantes, mas iniciando uma nova centralidade no Estoril, da qual o Monte Estoril e São João se ressentiriam pela crescente subalternização e, no caso da última localidade, pelo encerramento dos Banhos da Poça. Por outro lado, em 1922, a modesta localidade de Cai-Água assume uma nova dinâmica graças à instalação da Colónia Balnear Infantil de O Século. Em 1926, por petição dos seus habitantes, passa a denominar-se São Pedro do Estoril.
Na Parede, o desenvolvimento urbano segue as mesmas linhas, e a vila passa a ser um destino privilegiado para o tratamento de diversos males físicos graças às características da sua praia e exposição solar. O seu número de visitantes aumenta, por isso, de forma exponencial, e transforma o tabuleiro (uma maca montada sobre um carrinho de quatro rodas) num dos ícones da região.
Por Cascais, procedia-se nesta altura à realização de importantes reformas urbanísticas, como foi o encanamento da ribeira das Vinhas, que melhorou a salubridade no centro da vila. Em 1927, a Torre de São Sebastião, o seu recheio e parque anexo são legadas ao município pelo Conde de Castro Guimarães, com a condição de que sejam transformadas em museu, biblioteca e jardim públicos. Assim, em 1931, nasce o novo Museu-Biblioteca Condes de Castro Guimarães.
Em 1932, Cascais teve a visita do satanista Aleister Crowley e da sua mulher, acompanhados por Fernando Pessoa, os quais visitaram a Boca do Inferno, nome que, em resultado da sua visita, entrou no inglês e seria transposto e celebrizado por Joss Whedon nas suas duas primeiras séries de televisão Buffy the Vampire Slayer e Angel.
Por 1936, acodem ao município vários refugiados da Guerra Civil Espanhola, sendo de importância o acidente de avião ocorrido a 20 de Julho desse ano na Quinta da Marinha, que vitimou o General José Sanjurjo Sacanell, 1.° Marquês do Rife, que instalara o seu quartel-general no município.
Em 1938 é fundado o Clube Naval de Cascais.
A 1 de Janeiro de 1939 foi inaugurado na Amoreira, em Alcabideche, o Estádio António Coimbra da Mota, casa do Grupo Desportivo Estoril Praia, fundado a 17 de Maio de 1939, cujo nome homenageia António José Gonçalves Coimbra da Mota (Cascais, Cascais, 26 de Outubro de 1908 - Cascais, Cascais, 26 de Junho de 1972).
Posteriormente, a II Guerra Mundial traz ao município vários estrangeiros, especialmente após a Invasão de França, em 1940, e onde esperavam embarcar para a América. Entre estes encontravam-se várias personalidades da época, exemplo de Calouste Gulbenkian, Vinicius de Moraes, Antoine de Saint-Exupéry, Thomas Mann, John Maynard Keynes, Edward R. Murrow, Leslie Howard, Alexander Alekhine, Indira Nehru, Robert Rothschild, Isabelle d’Orléans e Sara Guggenheim, cuja presença foi registada nos boletins de alojamento de hotéis, pensões e casas particulares do município. Também os Duques de Windsor Eduardo VIII da Grã Bretanha e Bessie Wallis Warfield se vieram instalar na casa do banqueiro Ricardo do Espírito Santo na Boca do Inferno.
Ao mesmo tempo, Cascais serve de palco para o desenvolvimento de atividades de espionagem, contra-espionagem, recolha de informações e vigilância mútua, e das quais se preservam registos no Arquivo Histórico Municipal. É de destaque a criação, em 1941, de uma figura emblemática da ficção escrita e, mais tarde, cinematográfica: James Bond. A personagem de Ian Fleming surgiu quando o autor servia de agente especial ao serviço dos aliados, no Estoril, e a sua primeira obra, "Casino Royale", foi diretamente inspirada no Estoril e no seu Casino Estoril.
Ultrapassada a guerra, a vila de Cascais assumiu-se enquanto local de exílio da realeza europeia, com a chegada dos Condes de Barcelona, do Rei Humberto II de Itália, da Rainha Joana da Bulgária, do Rei Carlos II da Roménia, do Regente da Hungria Almirante Miklós Horthy e, posteriormente, de vários Arquiduques, entre eles o Pretendente, Otão de Habsburgo, da Áustria-Hungria.

#### Segunda metade do século XX e início do século XXI

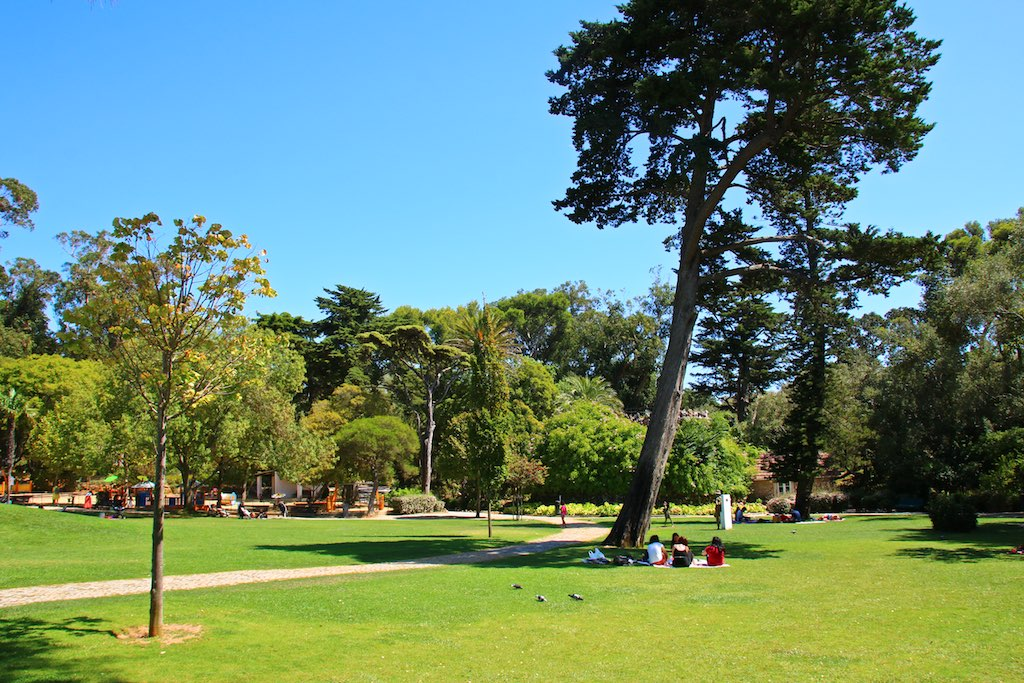
Parque Marechal Carmona

A chegada a meados do século XX é definida pela crescente urbanização do município. Em 1935 é definida oficialmente a região da Costa do Sol, e com ela, o seu novo plano de urbanização supervisado por um gabinete do governo. Coordenado por Alfred Agache até ao final do primeiro mandato de Duarte Pacheco e, mais tarde, por Étienne de Gröer, que definiu a construção de uma via panorâmica de fruição ao longo do litoral (a Estrada Marginal) e por uma via rápida que estruturasse o interior e permitisse o desenvolvimento de aglomerados urbanos ao longo do seu percurso (a A5). Em particular, a construção da atual EN6 levou à transformação da vila de Cascais, procedendo-se a uma uma profunda remodelação da malha antiga da vila. Assim, encana-se a ribeira das Vinhas e demolem-se alguns edifícios históricos, caso do Casino da Praia ou do mercado de ferro.

Mercado de Cascais.

Procede-se também à urbanização de terrenos até então usados para atividades agrícolas ou pecuárias, surgindo novos núcleos como o Bairro Marechal Carmona e o Bairro dos Pescadores, em Cascais, ou o Bairro Octaviano, na Parede. Pela mesma altura, existiam projetos de urbanização dos Parques Palmela e Gandarinha e da Quinta de Santa Clara, que vieram a ser pontilhados de vivendas. Em 1949, dá-se início à construção da primeira fase do Bairro da Federação das Caixas de Previdência, inaugurado no ano seguinte e estava já planeada a expansão dos bairros Marechal Carmona e dos Pescadores, na mesma zona. As infraestruturas também foram alvos de fortes investimentos, inaugurando-se em 1940 o Parque Municipal de Cascais, que recebeu o nome de Marechal Carmona. No mesmo ano, os Paços do Concelho passam a funcionar no Palácio dos Condes da Guarda, e mais tarde, surgem o Hospital Condes de Castro Guimarães, o edifício da Lota e da Guarda Fiscal e, em 1952, o novo Mercado de Cascais. Este desenvolvimento deu-se não só no centro administrativo mas por todas as freguesias, sendo a razão pela qual se forma a nova freguesia da Parede, a 1953. Em Alvide, surge um novo bairro destinado a famílias com baixos rendimentos, é ampliado o Bairro Marechal Carmona e urbanizada a zona envolvente ao novo Mercado de Cascais, bem como a Quinta da Bela Vista, em Sassoeiros. Posteriormente, outros planos e construções seriam postos em marcha para o Bairro Irene, o Areeiro, a Amoreira, a Madorna, Birre, Fontainhas e Pampilheira, sendo todas estas áreas testemunhos da voracidade com a qual se processa a expansão urbanística concelhia.

Edifício do Teatro Municipal de Cascais, no Monte Estoril, inaugurado em 1986.

Já na década de 60, surgiriam novos planos de obras baseados em estudos anteriores, e com vista à construção de novos núcleos urbanos em Trajouce, Abóboda, Birre, Cobre, Galiza, Alapraia, São Domingos de Rana, Outeiro de Polima e toda a área compreendida entre São João e São Pedro (Areias), bem como o núcleo de Matos Cheirinhos. O fornecimento de energia eléctrica atesta de forma expressiva esta evolução, que começa em 1957 com Bicesse, Alcoitão, Torre e Birre e acaba em 1969, com o fornecimento de energia ao Cabreiro.
Várias figuras notáveis da literatura portuguesa e internacional do século XX passaram por Cascais, tais como Herberto Helder de Oliveira, Fernando António Nogueira de Seabra Pessoa, Mircea Eliade, Ruben Alfredo Andresen Leitão, António José Branquinho da Fonseca, João Gaspar Simões e Simão do Santíssimo Sacramento Pedro Cota Falcão Aranha de Sousa e Meneses. Também o arquitecto Eduardo Souto de Moura, Prémio Pritzker se estabeleceu em Cascais, onde mantém o seu atelier.
Em 1960 começou a ser edificada a Praça de Touros "José Pessoa" (assim denominada em homenagem ao Tenente-Coronel José Roberto Raposo Pessoa, que presidiu à Comissão Pró-Construção), depois conhecida como Monumental de Cascais. O projecto foi da autoria do arquitecto Filipe de Figueiredo, a Praça tinha capacidade para 12.500 espectadores e a arena tinha um diâmetro de 49 metros, sendo a maior do país. A Monumental de Cascais foi inaugurada a 15 de Agosto de 1963.
Data de Maio de 1964 o início da construção do Hotel Cidadela, sendo que, em 1961, deu entrada na Câmara Municipal de Cascais o seu projecto inicial. Dia 1 de Junho de 1966 foi feita a abertura e a 15 de Junho a respectiva inauguração. A inauguração do Hotel Cidadela contou com a presença de várias celebridades e figuras públicas, inclusive o Presidente da República Américo Tomás. José António Guedes de Sousa Arantes Pedroso, o fundador, e o arquiteto Alberto Cruz construíram um hotel que é, hoje em dia, considerado como dos hotéis mais importantes de Cascais.[carece de fontes?]
Com o ano de 1964, quando se assinalaram os 600 anos da elevação de Cascais à categoria de vila, o município foi feito Membro-Honorário da Ordem Militar de Nosso Senhor Jesus Cristo, a 27 de Junho, foi erigida uma estátua do Rei D. Pedro I, que a fizera sede de Concelho, na Praça 5 de Outubro, e foi dado o seu nome à Avenida de D. Pedro I. A 11 de Outubro desse mesmo ano, inaugura-se o Aeródromo da Costa do Sol – Conde de Monte Real, localizado em Tires, e no ano seguinte estaria em funcionamento o Hotel Estoril-Sol, o edifício dos Serviços Municipalizados de Águas e Saneamento de Cascais e seria estreada a primeira peça do Teatro Experimental de Cascais, Esopaida, com encenação de Carlos Avilez. Para além destas obras, foram executadas outras, de cariz mais social, caso do Centro de Medicina e Reabilitação da Misericórdia de Lisboa, em Alcoitão, da primeira Aldeia de Crianças S.O.S. do país, em Bicesse, e do Liceu de São João do Estoril.

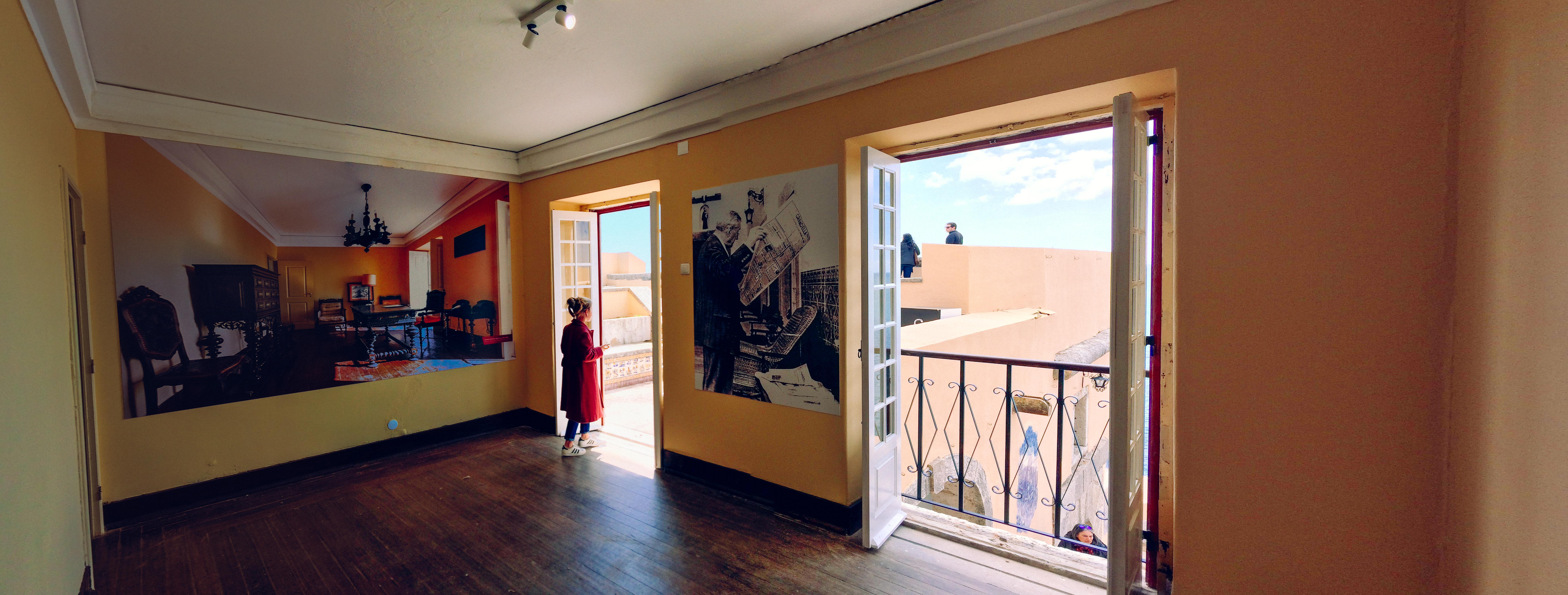
Divisão que serviu de escritório de Salazar no Forte de Santo António da Barra.

Nesta década, em 1968, a história do município fica marcada por um importante acontecimento: a queda do Presidente do Conselho, António de Oliveira Salazar, enquanto passava férias no Forte de Santo António da Barra e que marcaria o inevitável processo de decadência do seu regime. No decorrer desse período, algumas das reuniões preparatórias do processo revolucionário deram-se, respetivamente, a 24 de novembro de 1973 e a 5 de março de 1974, em São Pedro do Estoril e num edifício assinalado com uma placa comemorativa em Cascais.

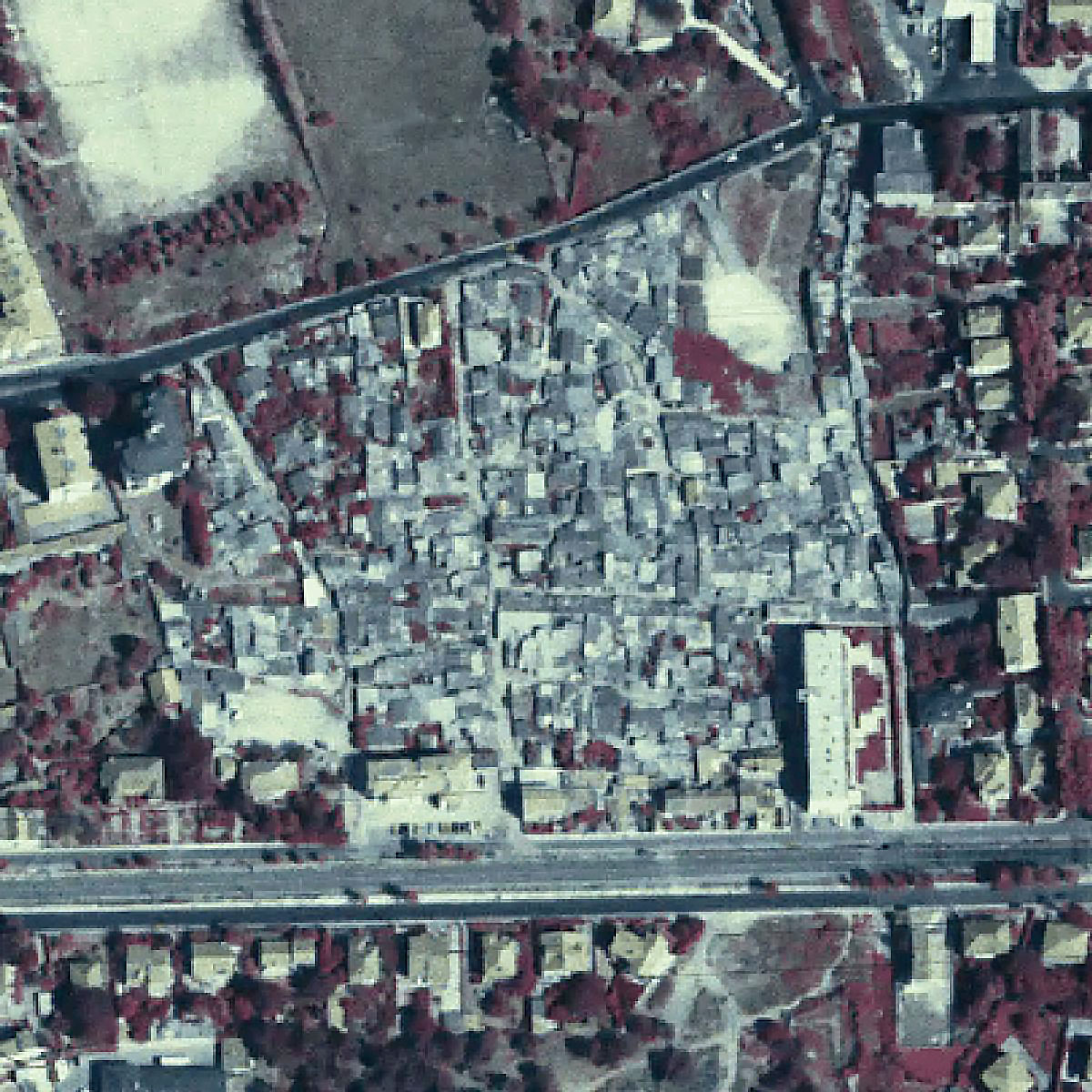
Ortofotografia de 1995 centrada no antigo bairro de lata das Marianas.

A chegada da década de 70 traz novos desafios à urbanização do município com o crescimento da sua população em 17 000 habitantes, um valor apesar de tudo inferior àquele registado noutros municípios da AML. No entanto, Cascais não se veria alheia do novo fenómeno dos bairros clandestinos, quase sempre sem saneamento e infraestruturas básicas, que passam a ocupar antigos terrenos agrícolas e naturais. São disto exemplo os bairros das Marianas, da Quinta da Tainha ou do Fim do Mundo.No inquérito realizado no âmbito do PER, em 1993, foram contabilizados 125 núcleos de barracas no município, o segundo da área metropolitana em termos de habitação precária.
Paralelamente a isto, a história das últimas décadas do século XX fica marcada sobretudo pela inauguração e beneficiação de infraestruturas e equipamentos, começando com a fundação da CERCICA (Cooperativa de Educação e Reabilitação de Crianças Inadaptadas de Cascais) em 1975, seguido pelo projeto do Museu do Mar.
Foi em 1981 que em Cascais se formou o grupo musical Delfins.
Em 1982 é doada a Torre de São Patrício, onde se aloja atualmente a Casa-Museu Verdades de Faria.
O ano de 1983 fica marcado pelas cheias de 18 de Novembro, que inundaram toda a Baixa de Cascais, ficando muitos estabelecimentos comerciais total ou parcialmente inutilizados, e com um balanço final de dez mortes e 1800 famílias desalojadas nos municípios afetados.
Foi na Freguesia e município de Cascais que a 18 de Setembro de 1987 faleceu o Presidente da República deposto Américo Tomás.
Cascais, em particular o Estoril, tornou-se um dos polos de investimento de Sir Stanley Ho desde a década de 1980.
Em 1991 completou-se o último troço da A5 e inaugurou-se, ainda, o primeiro centro comercial regional em Portugal, o CascaiShopping. A década de 90 traz também consigo a formalização do Parque Natural de Sintra-Cascais, a 11 de Março de 1994, e cuja comissão instaladora se formara dez anos antes. Em Maio de 1997 é aprovado o primeiro Plano Diretor Municipal da vila e em 1999 é inaugurada a Marina de Cascais.
Em Cascais fixou também residência durante algum tempo o famoso ex-agente da CIA e escritor Oswald LeWinter.
Apesar da sua importância, durante muitas décadas Cascais recusou sempre ser elevada à categoria de cidade, preferindo simplesmente a de vila.
Como outras localidades, Cascais apresenta-se atractiva para imigração, sendo de destacar a variedade de origem dos que nela se instalam.

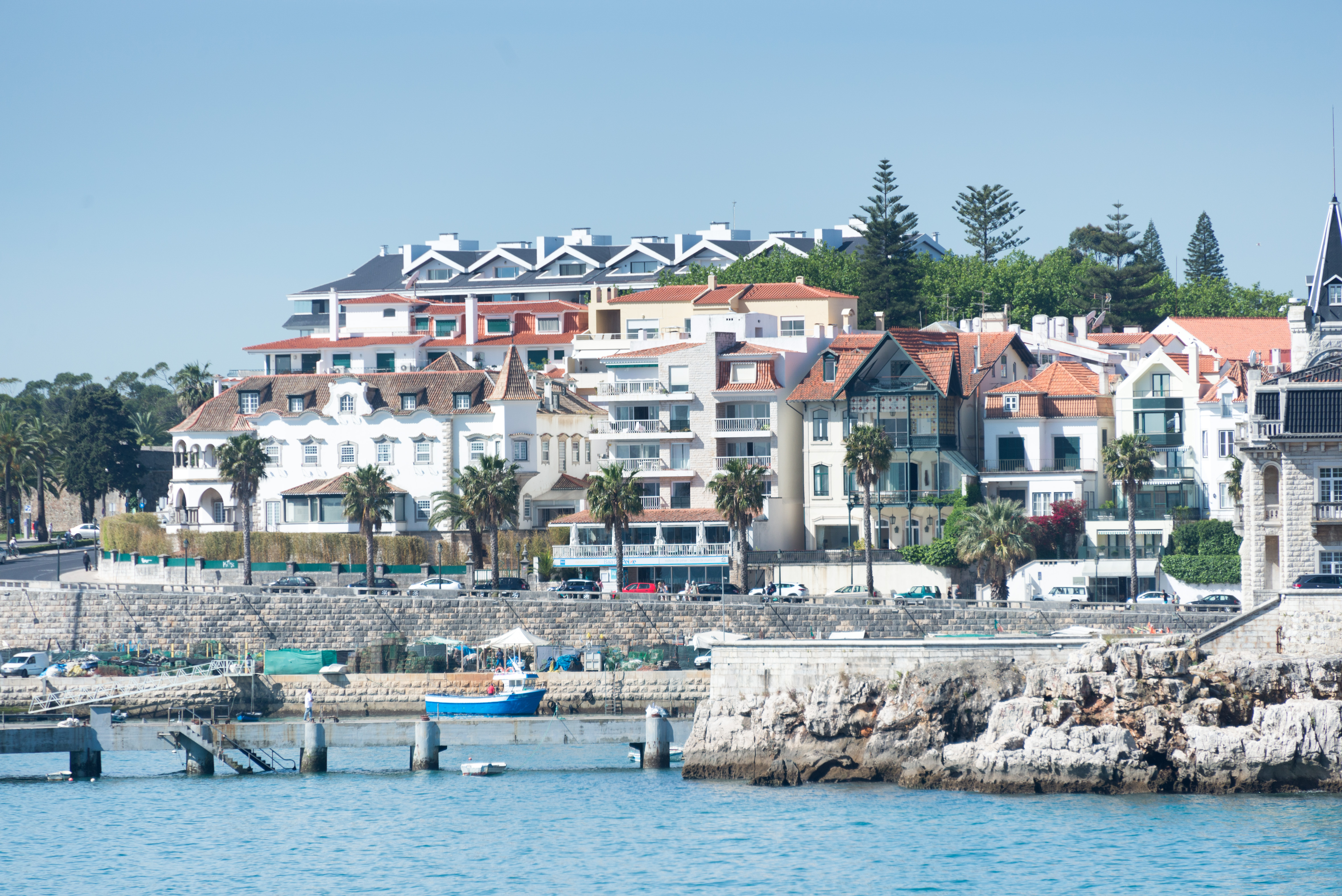
Vista costeira do centro de Cascais.

Em 2006 é demolida a Praça de Touros Monumental de Cascais, em resultado dum projeto de expansão dum condomínio de luxo que, todavia, ficou suspenso por não se terem conseguido obter os terrenos da escola pública quem se encontra entre ambos os espaços. Em 2009 é inaugurada a Casa das Histórias Paula Rego.
A 18 de Dezembro de 2013, no exterior do Hotel Farol, foi descerrada uma placa de azulejos comemorativa do desembarque de Cristóvão Colombo na vila, tendo participado nesse acto o Presidente da Câmara Municipal de Cascais, Dr. Carlos Carreiras, acompanhado pelo Dr. Mark Leivkov, o principal accionista do referido Hotel.
Cascais mantém-se como um local de investimento procurado. O treinador Jorge Jesus foi um dos famosos que investiu no sector imobiliário no Estoril, em Cascais, adquirindo uma mansão T4 por 4.600.000€00.
A casa do banqueiro Ricardo do Espírito Santo na Boca do Inferno foi herdada pelo seu neto materno homónimo o banqueiro Ricardo Salgado, natural de Cascais, na qual ficou em prisão domiciliária em resultado da Operação Monte Branco em Julho de 2015.
Foi em Cascais, na União de Freguesias de Cascais e Estoril, na antiga Freguesia de Cascais, nos cuidados intermédios do Hospital da Companhia União Fabril (CUF), que faleceu o antigo político, 1.º e 4.º Presidente do Centro Democrático e Social, Ministro e Primeiro-Ministro interino e Presidente da Assembleia Geral da Organização das Nações Unidas Diogo de Freitas do Amaral, a 3 de Outubro de 2019.
Cascais mantém-se como local de repouso procurado por personalidades mais conhecidas. Foi escolhida por dois futebolistas famosos, João Félix e o melhor jogador do Mundo, Cristiano Ronaldo, como local onde tencionam passar as suas reformas depois de terminadas as suas carreiras, tendo cada um edificado uma mansão de milhões na Quinta da Marinha.
A uma Sexta-Feira, 18 de Fevereiro de 2022, por volta das 13h24m, a Boca do Inferno, em Cascais, foi palco do suicídio por salto do Embaixador da Sérvia em Portugal, Cabo Verde e São Tomé e Príncipe, Olivier Antić, durante uma viagem de trabalho à vila, onde pediu ao motorista para parar naquele famoso local, apesar de ter sido retirado ainda com vida pela Polícia Marítima, pelos Bombeiros do Estoril e pelo Instituto de Socorro a Náufragos.

### Topónimo
A origem do topónimo Cascais é incerta, contudo, José Leite de Vasconcelos avança no seu Dicionário Onomástico Etimológico da Língua Portuguesa a probabilidade de que derive do substantivo cascal, referindo-se assim a um amontoado de cascas. Estes seriam montes de conchas e detritos calcários de crustáceos abundantes na então pequena aldeia de pescadores. Esta mesma hipótese é afirmada com rotundidade por J. Diogo Correia na sua Toponímia do concelho de Cascais. Os restantes topónimos do município apresentam influências variadas, sobretudo herdados das diferentes épocas de ocupação por povos históricos, caso dos árabes (Alcabideche, Almuinhas Velhas, Talaíde) e dos romanos (Bicesse, Caparide, Mealha, Tires). Para além destes, também é significativa a presença de topónimos alusivos aos seus ocupantes posteriores ou às suas terras de origem, como é o caso da Biscaia ou da Galiza, e de antigos casais cujo nome deriva dos apelidos dos seus proprietários (Abucharda, Azarujinha, Douroana, Janes, Mato Romão, Monte Leite). De forma semelhante, a partir de regionalismos foram atribuídos diversos nomes a terras concelhias (Atibá, Birre, Cadaveira, Cassanito, Cobre, Quenena, Rebelva). Por fim, os restantes nomes de lugar fazem referência às características próprias dos sítios onde se inserem as povoações (caso da Amoreira, Arneiro, Busano, Murtal, Parede ou Zambujeiro).

### Heráldica
O Brasão de Cascais remonta aos trabalhos do arqueólogo Affonso Dornellas, em 1930, por disposição do Ministério do Interior. Nos quatro anos posteriores, seriam desenvolvidos vários esboços que acabariam por não ser aprovados na sessão da Comissão Administrativa da Câmara Municipal, a 15 de Junho de 1934. O desenho do selo foi também remetido em Abril desse ano.
O selo da vila é encabeçada por uma coroa mural em prata, seguida de um escudo onde se inclui um castelo vermelho. Este simboliza a primeira sentinela de defesa da entrada do Tejo e, portanto, Lisboa. A cor vermelha tem como significados a vida, alegria, sangue e força, bem como a guerra, os ardis e a vitória. O campo de armas é dominado pela cor cinza, e remetem para a humildade e riqueza enquanto qualidades naturais da região. No seu umbigo, por debaixo do castelo, encontram-se uma capa de rochedos sobrepostos à cor preta, por debaixo do qual se encontra um ondado de prata e verde sobreposto de uma rede amarela, que simboliza a vida ativa e o sustento dos seus habitantes.

## Demografia
Ao longo das últimas décadas, e a par do que se observou nos restantes municípios da área metropolitana, Cascais sofreu um forte aumento populacional em conjunto com a melhoria das suas acessibilidades e o aumento do ritmo de construção. Na década de 90, este aumento populacional foi de 11,3%, que aumentou para 21% entre 2001 e 2011 — um crescimento absoluto de 35 746 habitantes. Se a urbanização e consolidação de novos núcleos populacionais se deu originalmente ao longo da costa, são na atualidade as freguesias do interior que experienciam com maior intensidade esse crescimento, apresentando um aumento populacional superior à media concelhia.

| 1864 | 1878  | 1890  | 1900  | 1911   | 1920   | 1930   | 1940   | 1950   | 1960   | 1970   | 1981    | 1991    | 2001    | 2011    | 2021    |
| --- | ----- | ----- | ----- | ------ | ------ | ------ | ------ | ------ | ------ | ------ | ------- | ------- | ------- | ------- | ------- |
| 6 575 | 6 738 | 8 436 | 9 463 | 14 308 | 15 251 | 22 932 | 29 641 | 42 177 | 59 617 | 92 907 | 141 498 | 153 294 | 170 683 | 206 479 | 214 124 |
| (Obs.: Número de habitantes "residentes", ou seja, que tinham a residência oficial neste município à data em que os censos se realizaram.) |       |       |       |        |        |        |        |        |        |        |         |         |         |         |         |

O crescimento anual médio no município tem apresentado uma diminuição ao longo das décadas, bem como o crescimento natural anual. Na década de 70, o aumento da população é explicado pela taxa de crescimento migratório anual médio, mas regista também desde então uma constante diminuição. O ligeiro crescimento entre 1991 e 2001 é justificado pela imigração registada nessa década em todo o país.
|                                            | 1970–1981 | 1981–1991 | 1991–2001 |
| ------------------------------------------ | --------- | --------- | --------- |
| Taxa de crescimento anual médio            | 4,2       | 0,8       | 1,1       |
| Taxa de crescimento anual natural médio    | 0,7       | 0,5       | 0,3       |
| Taxa de crescimento migratório anual médio | 3,5       | 0,3       | 0,8       |

A taxa de mortalidade apresenta um comportamento incerto, sendo porém mais baixa do que a registada a nível nacional em 2001. Nesse mesmo ano, a região de Lisboa e Vale do Tejo (onde Cascais se insere) apresentou valores superiores aos nacionais (10,3% vs. 10,2% respetivamente), algo que reflete o envelhecimento gradual da população. De facto, o crescimento populacional observado em Cascais foi diferente segundo os escalões etários, retratando um «envelhecimento no topo e na base» da pirâmide de idades que se deve à baixa natalidade e à maior longevidade da população. No município, por cada 100 idosos existiam aproximadamente 100 jovens no ano de 2001.
| Número de habitantes por Grupo Etário | Número de habitantes por Grupo Etário | Número de habitantes por Grupo Etário | Número de habitantes por Grupo Etário | Número de habitantes por Grupo Etário | Número de habitantes por Grupo Etário | Número de habitantes por Grupo Etário | Número de habitantes por Grupo Etário | Número de habitantes por Grupo Etário | Número de habitantes por Grupo Etário | Número de habitantes por Grupo Etário | Número de habitantes por Grupo Etário | Número de habitantes por Grupo Etário | Número de habitantes por Grupo Etário |
| ------------------------------------- | ------------------------------------- | ------------------------------------- | ------------------------------------- | ------------------------------------- | ------------------------------------- | ------------------------------------- | ------------------------------------- | ------------------------------------- | ------------------------------------- | ------------------------------------- | ------------------------------------- | ------------------------------------- | ------------------------------------- |
|                                       | 1900                                  | 1911                                  | 1920                                  | 1930                                  | 1940                                  | 1950                                  | 1960                                  | 1970                                  | 1981                                  | 1991                                  | 2001                                  | 2011                                  | 2021                                  |
| 0-14 Anos                             | 2 965                                 | 4 878                                 | 4 706                                 | 6 426                                 | 8 046                                 | 9 920                                 | 14 469                                | 24 310                                | 34 763                                | 28 106                                | 25 801                                | 32 655                                | 31 037                                |
| 15-24 Anos                            | 1 845                                 | 2 626                                 | 3 229                                 | 4 894                                 | 5 888                                 | 8 108                                 | 9 726                                 | 14 125                                | 21 351                                | 24 478                                | 22 689                                | 21 727                                | 23 515                                |
| 25-64 Anos                            | 4 574                                 | 6 513                                 | 7 046                                 | 10 069                                | 14 987                                | 21 721                                | 31 647                                | 47 660                                | 73 371                                | 82 993                                | 96 436                                | 115 383                               | 111 111                               |
| = ou > 65 Anos                        | 588                                   | 761                                   | 772                                   | 1 086                                 | 1 709                                 | 2 409                                 | 3 775                                 | 6 535                                 | 12 013                                | 17 717                                | 25 757                                | 36 714                                | 48 461                                |

(Obs: De 1900 a 1950 os dados referem-se à população "de facto", ou seja, que estava presente no município à data em que os censos se realizaram. Daí que se registem algumas diferenças relativamente à designada população residente)
| Grupos/Anos           | 1970   | 1981    | 1991    | 2001    |
| --------------------- | ------ | ------- | ------- | ------- |
| 0–14                  | 24 310 | 34 763  | 28 106  | 25 801  |
| 15–64                 | 61 785 | 94 722  | 107 471 | 119 125 |
| 65+                   | 6 535  | 12 013  | 17 717  | 25 757  |
| Total                 | 92 630 | 141 498 | 153 294 | 170 683 |
| Percentagens          |        |         |         |         |
| Jovens                | 26,2   | 24,6    | 18,3    | 15,1    |
| Potencialmente ativos | 66,7   | 66,9    | 70,1    | 69,8    |
| Idosos                | 7,1    | 8,5     | 11,6    | 15,1    |

A mortalidade infantil viu uma redução significativa desde os anos de 1970, graças à melhoria das condições de vida e dos cuidados de saúde materno-infantis, observado também a nível nacional.
As taxas de natalidade e de fecundidade vieram a reduzir-se, mais uma vez a par com o panorama nacional.
|                                       | 1970 | 1981 | 1991 | 2001 |
| ------------------------------------- | ---- | ---- | ---- | ---- |
| Taxa de natalidade                    | 15,1 | 13,6 | 12,5 | 12,8 |
| Taxa de mortalidade                   | 7,7  | 6,9  | 9,2  | 9,6  |
| Taxa de mortalidade infantil clássica | 26,5 | 18,2 | 4,7  | 4,6  |
| Taxa de fecundidade geral             | 54   | 51   | 46,1 | 49,4 |

## Economia
Cascais destaca-se dos restantes municípios da Grande Lisboa por ser aquele onde o setor terciário representa 82% da atividade económica, sobretudo em comércio e serviços, enquanto que o setor secundário representa 17% da atividade económica, e o primário apenas 1%. Na Grande Lisboa, as áreas de negócios com o maior número efetivo de empresas nela sediadas são a construção civil, a mediação imobiliária, a consultoria para negócios e gestão, a contabilidade e auditoria, a consultoria fiscal, aluguer de veículos ligeiros, transportes rodoviários de mercadorias, serviços de apoio a empresas, engenharia e técnicas afins, sociedades gestoras de participações sociais não financeiras, e finalmente, a restauração, com restaurantes de tipo tradicional e cafés.
Entre 1991 e 2001, a indústria sofreu uma progressiva redução do número de estabelecimentos na última década, dando-se uma continuidade do processo de desindustrialização. Tal observa-se em diversas indústrias (tais como as extrativas, as indústrias de madeira e cortiças, de fabrico de produtos, metalúrgicas e transformadoras não extrativas) embora se tenha notado um ligeiro aumento do número de estabelecimentos do tecido industrial (graças às indústrias têxteis e na indústria de pasta, papel e cartão e seus derivados, na fabricação de máquinas e de equipamentos não extrativos e na fabricação de equipamentos elétricos e de óptica).
Cresceram também os estabelecimentos ligados ao setor terciário, comércio e serviços e daqueles ligados à área da construção devido ao aumento do parque habitacional do município e às intervenções nas infraestruturas e equipamentos públicos. O mesmo se processou nas áreas de alojamento e restauração, consequência da dinâmica do turismo no município. No sector primário, quase inexistente, também se assistiu a um crescimento do número de empresas, que se deveu a um aumento da procura de empresas vocacionadas para a área de manutenção de jardins, espaços verdes e viveiros, bem como à existência da localização de sedes deste setor.
Em termos da população ativa, cerca de 80% encontra-se empregada no setor comércio e serviços, e cerca de 20% no setor secundário. Os grupos profissionais que vêm registando o maior aumento efetivo são os especialistas das profissões intelectuais e científicas e os quadros superiores de administração pública, dirigentes e quadros superiores de empresas. Tal refletiu-se na evolução do grau de escolaridade de 1991 a 2001, uma vez que se assistiu a um aumento de 4,4% da população com cursos médios e cursos superiores, que perfez 17,8% do total da população em 2001. Nos restantes graus de ensino também foi observado um aumento significativo nomeadamente no 2º e 3º ciclo de ensino básico, (29,1% da população residente em 2001). Quanto aos indivíduos sem qualquer nível de instrução e 1º ciclo de ensino básico, apesar de se assistir a uma crescimento efetivo em qualquer destes dois níveis, de 1991 a 2001, houve um decréscimo do valor de representatividade na população (de 12,8% para 11,7% e de 30,17% para 22,4% da população residente, respetivamente).
Copulado a estes valores, destaca-se o ligeiro aumento percentual da população ativa desempregada, que subiu de 4,8% para 5,3% em 2001.

## Transportes e mobilidade

Antigo terminal rodoviário de Cascais.

O município de Cascais possui diversos serviços de transporte público coletivo, que cobrem 89% do município, mas de baixa aderência quanto ao modo rodoviário (16% a 17%) por parte da população (com cobertura territorial de 29% a 34% nos períodos de ponta e 10% no corpo do dia) devido às pobres frequências. Os serviços são assegurados por três operadores:
- MobiCascais, operador de titularidade pública responsável por ligações rodoviárias no município, bem como pela rede de partilha de bicicletas, veículos e de parques de estacionamento municipais;
- Carris Metropolitana, marca que presta serviço público de transporte rodoviário na Área Metropolitana de Lisboa, fazendo as ligações intermunicipais entre Cascais e os outros municípios da Área Metropolitana (todas as linhas com ligações a Cascais são operadas pela Viação Alvorada);
- Comboios de Portugal, empresa pública de transporte ferroviário que liga o município a Oeiras e Lisboa através da Linha de Cascais.

A mobilidade interna no município é assegurada pelos serviços prestados pela Scotturb, organizados de forma a que ambos os extremos da maioria das suas carreiras sejam em estações ferroviárias. Destas, a que maior oferta apresenta (49%) é a de Cascais. No seu todo, a oferta de transporte público coletivo rodoviário em Cascais apresenta-se pouco atrativa, pela baixa oferta, transversalidade das ligações, parca informação disponível aos passageiros e, nalguns casos, percursos sinuosos.

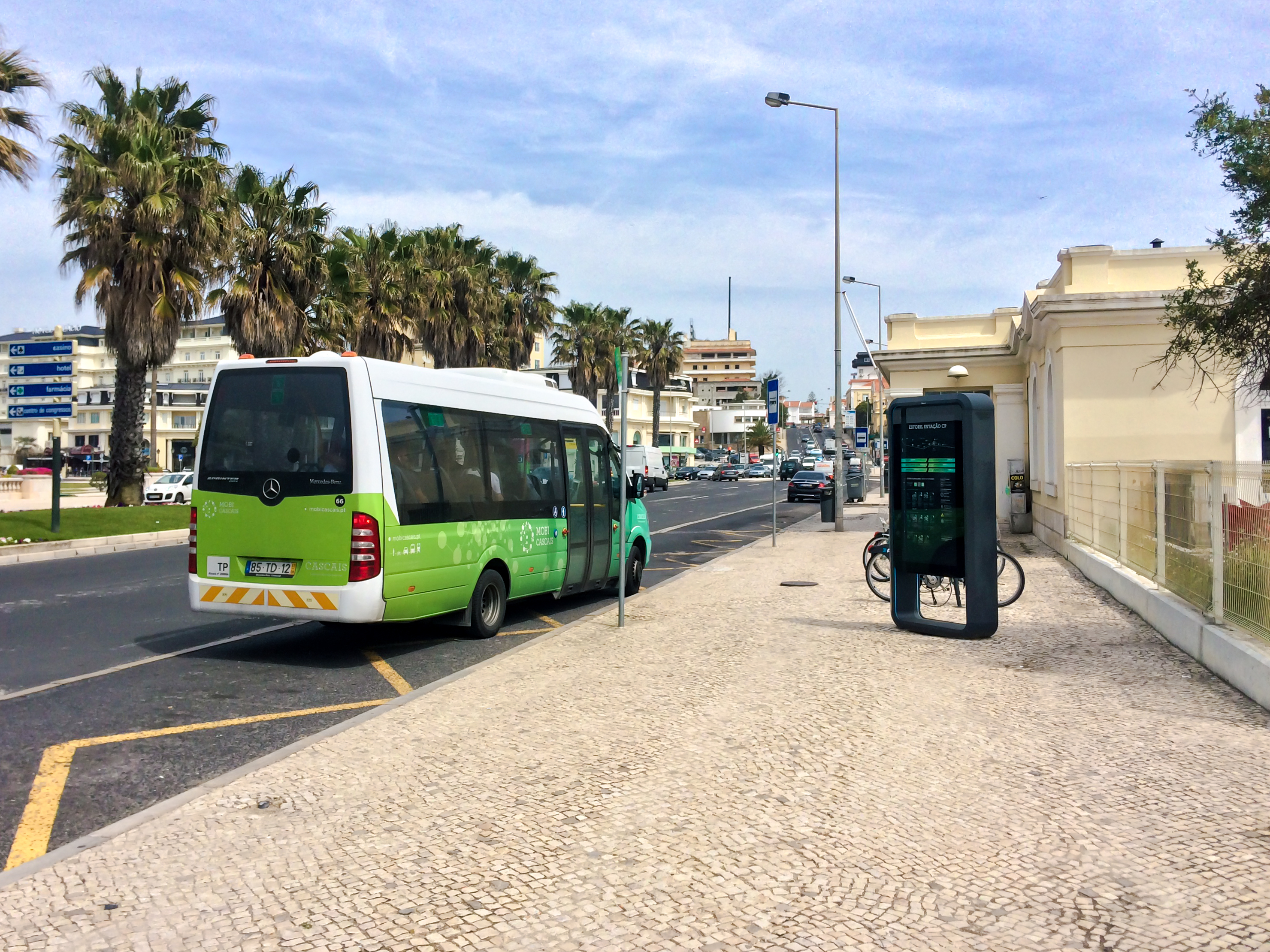
Serviços mobiCascais: carreira busCas Estoril e um posto de aluguer de bicicletas.

As ligações rodoviárias interconcelhias concentram-se à volta das estações ferroviárias (Cascais, Estoril, Parede e Carcavelos) e em Talaíde, com fortes afinidades com a localidade de Paço de Arcos. Estas ligações servem-se sobretudo das principais vias de comunicação interconcelhias, concorrendo por isso com o transporte individual, mas apresentando uma frequência máxima de 2 circulações por sentido/hora em horas de ponta, sendo significativamente menores nos restantes períodos do dia.
A oferta de transporte rodoviário divide-se em vários períodos:
- Período de ponta da manhã (07:00–09:00), com mais de metade das carreiras com menos de 2 circulações por hora (63%);
- Período do corpo do dia (09:00–17:00), com 80% das carreiras com um máximo de 1 circulação por hora;
- Período de ponta da tarde (17:00–20:00), semelhante ao período de ponta da manhã;
- Período da noite (20:00–00:00);
- Período da madrugada (00:00–07:00), que juntamente com o período anterior apresenta frequências inferiores a 1 autocarro por hora.

Para além destes serviços, e com a liberalização do serviço público de transporte de passageiros expresso, desde 2019 que o Terminal Rodoviário de Cascais possui ligação com Porto e Vigo através da Royal Express.
Por todo o município estão licenciados cerca de 220 táxis de três empresas (Rádio Táxis Costa do Sol, Cooperativa de Táxis D. Pedro I e Auto Táxis Vasquinho), distribuídos por 55 praças de taxis que se concentram sobretudo nos centros urbanos de Cascais, Estoril (por motivos turísticos) e Parede (pelo elevado dinamismo comercial do seu centro). A maioria das deslocações em taxi são efetuadas pelos residentes nas freguesias de Alcabideche (26%) e São Domingos de Rana (19%), e cerca de 62% das viagens efetuadas dentro do município são internas a uma mesma freguesia, reflexo da deficiente oferta de transportes coletivos de proximidade.
O transporte ferroviário estrutura-se atualmente na oferta dos serviços Urbanos de Lisboa da CP, organizados em duas famílias, Cascais Semi-Rápido e Cascais Todas. O primeiro apenas se realiza em horas de ponta aos dias úteis, enquanto que o último é realizado fora destes períodos. Estes asseguram a mobilidade intra e interconcelhia, parando em todas as estações do município. Na década de 2010, estes serviços foram sofrendo uma redução paulatina da oferta, que em 2011 se estruturava em quatro famílias, no município de Cascais: Cascais Rápido (serviço nas horas de ponta, com paragens até São Pedro do Estoril), Cascais Semi-Rápido (com paragens até Carcavelos e serviços fora das horas de ponta), São Pedro (serviço nas horas de ponta, com paragens em Parede e Carcavelos) e Cascais Todas.

## Equipamentos e serviços

### Educação
Os equipamentos educativos no município são regidos pela Carta Educativa de Cascais, tendo como objetivo considerar as ofertas educativas-formativas existentes e por satisfazer, de modo a otimizar a utilização dos recursos educativos tendo em conta o desenvolvimento demográfico e socioeconómico do município. Elaborada pela primeira vez em 2002, a sua última revisão foi levada a cabo em 2016, com a colaboração do Centro de Sistemas Urbanos e Regionais (CESUR) do Instituto Superior Técnico (IST-UL).

Hospital de Cascais Dr. José de Almeida, em Alcabideche.

### Saúde
O município é servido por uma rede pública de cuidados integrados composta por 4 equipamentos de cuidados diferenciados (Hospital Dr. José de Almeida, Hospital de Sant'Ana, Centro de Medicina de Reabilitação de Alcoitão e Centro Hospitalar de Lisboa Ocidental), 6 equipamentos de cuidados primários (Agrupamento de Centros de Saúde de Cascais), 43 farmácias, 5 equipamentos de emergência pré-hospitalar e ainda equipamentos de respostas não hospitalares. São complementados por uma rede de respostas não hospitalares (clínicas e hospitais privados, associações não lucrativas) e um conjunto de respostas sociais dirigidas a problemáticas específicas na área da saúde.

### Administração, prevenção e segurança pública
No município de Cascais existem 8 equipamentos administrativos sob a tutela da administração central: o Tribunal da Comarca de Cascais, o Estabelecimento Prisional do Linhó e o Estabelecimento Prisional de Tires (um dos três estabelecimentos prisionais destinados exclusivamente a mulheres), o Notário e a Conservatória do Registo Predial, todos sob a tutela do Ministério da Justiça; existem também as Repartições de Finanças de Cascais (01 e 02), sendo estes tutelados pelo Ministério das Finanças; e por último, o Serviço de Estrangeiros e Fronteiras que está sob a tutela do Ministério da Administração Interna.

### Forças de segurança
Quatro forças de segurança desenvolvem a sua atividade no município: a Guarda Nacional Republicana, a Polícia de Segurança Pública, a Polícia Municipal e a Polícia Marítima, todas elas com áreas de intervenção delimitadas.
No caso da GNR, a área de intervenção corresponde à freguesia de Alcabideche, o que corresponde a 40% do território do município. Além do Quartel de Alcabideche, e a cargo desta força de segurança, existe o Posto da Brigada de Trânsito de Carcavelos e o Posto da Brigada Fiscal de Cascais.
A PSP tem a seu cargo a restante área do município (56% do território exceto a linha de costa, que pertence à área de intervenção da Polícia Marítima), com sete esquadras (Cascais, Estoril, Polícia Turística de Cascais, Trajouce, São Domingos de Rana, Carcavelos e Parede) e um Departamento de Esquadra de Trânsito destinado a acidentes e reboques.
A Polícia Marítima tem a sua sede no antigo edifício da Alfândega, junto à Capitania do Porto de Cascais, encontrando-se a lancha da marinha na Marina de Cascais, dando apoio ao patrulhamento dos 23 km de costa entre Carcavelos e norte do Abano.
No caso da Polícia Municipal, a área de intervenção desta força de segurança municipal é a totalidade do município, estando sedeada num único edifício na freguesia de Cascais e partilhando com a PSP o parque municipal de viaturas.
Foi iniciada no início da década de 2000 a edificação de um novo edifício para Sede da PSP, este foi concluido a julho de 2019, e é localizado na Av. Adelino Amaro da Costa, Cascais.

### Bombeiros
Cascais está dotada de cinco corporações de bombeiros divididas por cada uma das antigas freguesias, salvo na freguesia de São Domingos de Rana, cuja área de intervenção é dividida pela Associação dos Bombeiros Voluntários de Carcavelos e São Domingos de Rana e pela Associação Humanitária dos Bombeiros Voluntários da Parede. Entre todas elas, existe um total de 690 bombeiros efetivos e 114 viaturas, traduzindo-se num rácio de 1 bombeiro por cada 297 habitantes. O tipo de ocorrência com maior expressão em todas as freguesias é o transporte de doentes.

### Água e saneamento

Albufeira do Rio da Mula.

A exploração e gestão do sistema municipal de captação, tratamento e distribuição de água para consumo público, bem como de drenagem de águas residuais do município cabe à empresa Águas de Cascais desde o ano 2000, e por um período de 25 anos. A empresa assumiu os acordos da Câmara Municipal de Cascais no fornecimento de água, com a EPAL, e, na recolha e tratamento de águas residuais, com a SANEST. Atualmente, a captação de água para consumo público é feita através da aquisição de água à EPAL (87%), de captações concelhias (12,4%) e de água adquirida a outros municípios (0,6%). Em Cascais, a captação de água é feita nas galerias de minas na Malveira da Serra e Vale de Cavalos, pelos furos da Biscaia, Pisão, Atrozela, Pau Gordo, Cardosas, Quinta da Marinha, Murches e pela albufeira do Rio da Mula. Toda a água é dirigida para 25 reservatórios com capacidade global de 90.146 m³, à qual se acrescenta a capacidade máxima da albufeira do Rio da Mula (340.000 m³).
O sistema de drenagem das águas residuais domésticas é separativo (com águas residuais domésticas separadas das águas pluviais) e efetuado através de coletores com uma extensão total de 735 km, que drenam os efluentes desde os ramais domiciliários aos coletores principais, geralmente segundo o eixo dos arruamentos. Estes, por sua vez, são depois conduzidos para um conjunto de emissários da Águas do Vale do Tejo, e finalmente, para o intercetor geral e para a estação de tratamento preliminar da Guia.
A Águas do Vale do Tejo foi fundada em 2015 e sucedeu à SANEST na concessão do Sistema Multimunicipal de Saneamento da Costa do Estoril. É na ETAR da Guia que tem lugar a recolha, tratamento e rejeição final das águas residuais urbanas dos cerca de 800.000 habitantes da Costa do Estoril (Cascais, Oeiras, Sintra e Amadora). As águas residuais tratadas são depois enviadas para o emissário submarino, que as dissipa no mar, a cerca de 3 km da costa e 45 m de profundidade.

### Limpeza e resíduos sólidos
As funções de limpeza urbana e recolha de resíduos sólidos cabem à Empresa de Ambiente de Cascais. E.M., S.A. (Cascais Ambiente), para as quais originalmente foi criada, a 11 de Novembro de 2005. O tratamento destes resíduos é feito pela TRATOLIXO – Tratamento de Resíduos Sólidos, EIM, detida pela Associação de Municípios de Cascais, Mafra, Oeiras e Sintra e em atividade desde 1991. Serve 900 000 habitantes espalhados por uma área de 753 km2, e possui infraestruturas na freguesia de São Domingos de Rana (Ecoparque de Trajouce). Desde 2009, é feito o aproveitamento energético do biogás proveniente do aterro, selado em 2005, no qual o metano gerado é encaminhado para um motor-gerador de produção de eletricidade, e posteriormente reencaminhado para a Rede Elétrica Nacional.

## Política

O Palácio dos Condes da Guarda aloja atualmente os Paços do Concelho.

O município de Cascais é administrado por uma câmara municipal composta por um presidente e dez vereadores. Existe uma assembleia municipal, que é o órgão deliberativo do município, constituída por 37 deputados (dos quais 33 eleitos diretamente).
O cargo de Presidente da Câmara Municipal é atualmente ocupado por Carlos Carreiras, reeleito nas eleições autárquicas de 2021 pela Coligação Viva Cascais (composta pelo PPD/PSD e pelo CDS-PP), tendo maioria absoluta de vereadores na câmara (7 - 5 do PSD e 2 do CDS-PP). Existem ainda três vereadores eleitos pela coligação Todos por Cascais (composta pelo PS, pelo PAN e pelo L - todos indicados pelo PS) e um eleito pelo CH. Na Assembleia Municipal, a lista mais representada é novamente a coligação Viva Cascais, com 18 deputados eleitos (dos quais 4 formam a bancada do CDS-PP) e 4 presidentes de Juntas de Freguesia (maioria absoluta), seguindo-se coligação Todos por Cascais (8 - 7 do PS e 1 do PAN), o CH (3; 0), a CDU (2; 0), a IL (1; 0) e o BE (1; 0). O Presidente da Assembleia Municipal é Pedro Mota Soares, do CDS-PP.
| Órgão                          | Viva Cascais (PPD/PSD.CDS-PP) | Todos por Cascais (PS.PAN.L) | CH | CDU | IL | BE |
| Câmara Municipal               | 7                             | 3                            | 1  | 0   | 0  | 0  |
| Assembleia Municipal           | 22                            | 8                            | 3  | 2   | 1  | 1  |
| dos quais: eleitos diretamente | 18                            | 8                            | 3  | 2   | 1  | 1  |

### Eleições autárquicas[81]
| Data | %     | V     | %             | V             | %       | V       | %       | V       | %          | V          | %              | V      | %     | V   | %              | V   | %       | V       | %              | V   | %              | V   | %              | V   | %              | V  | %   | V   | %    | V   | %              | V  | %    | V    | %              | V        | %              | V    | %   | V   | %   | V   | % | V | %   | V   | %        | V        | %   | V   | %   | V   | %   | V   | Participação |                |
| Data | PS    | PS    | FEPU/APU/ CDU | FEPU/APU/ CDU | CDS-PP  | CDS-PP  | PPD/PSD | PPD/PSD | PCTP/ MRPP | PCTP/ MRPP | UDP/BE         | UDP/BE | PPM   | PPM | PRD            | PRD | PSD-CDS | PSD-CDS | MPT            | MPT | IND            | IND | PAN            | PAN | CH             | CH | IL  | IL  | NC   | NC  | L              | L  | GDUP | GDUP | PCP (ml)       | PCP (ml) | LCI            | LCI  | PDC | PDC | PSR | PSR | E | E | PTP | PTP | PPV/ CDC | PPV/ CDC | PND | PND | ADN | ADN | JPP | JPP | Participação |                |
| ---- | ----- | ----- | ------------- | ------------- | ------- | ------- | ------- | ------- | ---------- | ---------- | -------------- | ------ | ----- | --- | -------------- | --- | ------- | ------- | -------------- | --- | -------------- | --- | -------------- | --- | -------------- | -- | --- | --- | ---- | --- | -------------- | -- | ---- | ---- | -------------- | -------- | -------------- | ---- | --- | --- | --- | --- | - | - | --- | --- | -------- | -------- | --- | --- | --- | --- | --- | --- | ------------ | -------------- |
| Data | 1976  | 31,52 | 3             | 21,80         | 2       | 20,15   | 2       | 18,01   | 2          | 1,15       | -              |        |       |     |                |     |         |         |                |     |                |     |                |     |                |    |     |     |      |     |                |    |      | 4,17 | -              | 0,65     | -              | 0,18 | -   |     |     |     |   |   |     |     |          |          |     |     |     |     |     |     |              | 64,58 / 100,00 |
| 1979 | 19,71 | 2     | 25,44         | 2             | 48,57   | 5       |         |         | 1,34       | -          | 2,01           | -      |       |     |                |     | PSR     | PSR     | 1,01           | -   | 72,36 / 100,00 |     |                |     |                |    |     |     |      |     |                |    |      |      |                |          |                |      |     |     |     |     |   |   |     |     |          |          |     |     |     |     |     |     |              |                |
| 1982 | 19,17 | 2     | 25,72         | 3             | 20,35   | 2       | 29,80   | 4       | 0,76       | -          | 0,55           | -      | 0,61  | -   |                |     | PSR     | PSR     | 71,80 / 100,00 |     |                |     |                |     |                |    |     |     |      |     |                |    |      |      |                |          |                |      |     |     |     |     |   |   |     |     |          |          |     |     |     |     |     |     |              |                |
| 1985 | 12,89 | 1     | 23,51         | 3             | 10,45   | 1       | 41,66   | 5       | 0,45       | -          | 0,75           | -      | 1,17  | -   | 7,17           | 1   | PSR     | PSR     | 57,53 / 100,00 |     |                |     |                |     |                |    |     |     |      |     |                |    |      |      |                |          |                |      |     |     |     |     |   |   |     |     |          |          |     |     |     |     |     |     |              |                |
| 1989 | 25,07 | 3     | 20,34         | 2             | 10,00   | 1       | 39,51   | 5       | 1,55       | -          |                |        |       |     |                |     | PSR     | PSR     | 47,27 / 100,00 |     |                |     |                |     |                |    |     |     |      |     |                |    |      |      |                |          |                |      |     |     |     |     |   |   |     |     |          |          |     |     |     |     |     |     |              |                |
| 1993 | 43,18 | 6     | 13,15         | 1             | 9,95    | 1       | 28,63   | 3       | 1,35       | -          | 53,56 / 100,00 |        |       |     |                |     | PSR     | PSR     |                |     |                |     |                |     |                |    |     |     |      |     |                |    |      |      |                |          |                |      |     |     |     |     |   |   |     |     |          |          |     |     |     |     |     |     |              |                |
| 1997 | 42,04 | 5     | 11,52         | 1             | 7,06    | 1       | 31,76   | 4       | 1,04       | -          | 0,76           | -      | 0,67  | -   | 46,31 / 100,00 |     | PSR     | PSR     |                |     |                |     |                |     |                |    |     |     |      |     |                |    |      |      |                |          |                |      |     |     |     |     |   |   |     |     |          |          |     |     |     |     |     |     |              |                |
| 2001 | 29,30 | 3     | 9,19          | 1             | PPD/PSD | PPD/PSD | CDS-PP  | CDS-PP  | 0,87       | -          | 2,10           | -      | 52,20 | 7   | 1,01           | -   | BE      | BE      | BE             | BE  | 47,38 / 100,00 |     |                |     |                |    |     |     |      |     |                |    |      |      |                |          |                |      |     |     |     |     |   |   |     |     |          |          |     |     |     |     |     |     |              |                |
| 2005 | 27,13 | 3     | 9,25          | 1             | PPD/PSD | PPD/PSD | CDS-PP  | CDS-PP  | 0,94       | -          | 6,10           | -      | 0,42  | -   | 49,48          | 7   | BE      | BE      | BE             | BE  |                |     | 0,56           | -   | 46,30 / 100,00 |    |     |     |      |     |                |    |      |      |                |          |                |      |     |     |     |     |   |   |     |     |          |          |     |     |     |     |     |     |              |                |
| 2009 | 26,66 | 3     | 9,19          | 1             | PPD/PSD | PPD/PSD | CDS-PP  | CDS-PP  | 0,44       | -          | 6,24           | -      | 0,69  | -   | 53,04          | 7   | BE      | BE      | BE             | BE  | 0,40           | -   | 44,06 / 100,00 |     |                |    |     |     |      |     |                |    |      |      |                |          |                |      |     |     |     |     |   |   |     |     |          |          |     |     |     |     |     |     |              |                |
| 2013 | 21,57 | 3     | 11,24         | 1             | PPD/PSD | PPD/PSD | CDS-PP  | CDS-PP  | 0,88       | -          | 4,57           | -      | 0,96  | -   | 42,72          | 6   | BE      | BE      | BE             | BE  | 7,60           | 1   |                |     | 1,37           | -  | PPM | PPM | PPM  | PPM | 37,99 / 100,00 |    |      |      |                |          |                |      |     |     |     |     |   |   |     |     |          |          |     |     |     |     |     |     |              |                |
| 2017 | 29,09 | 4     | 7,45          | 1             | PPD/PSD | PPD/PSD | CDS-PP  | CDS-PP  | 0,60       | -          | 5,25           | -      |       |     | 45,94          | 6   | BE      | BE      | BE             | BE  |                |     | 4,56           | -   |                |    | CH  | CH  |      |     | 2,11           | -  | ADN  | ADN  | 43,54 / 100,00 |          |                |      |     |     |     |     |   |   |     |     |          |          |     |     |     |     |     |     |              |                |
| 2021 | 21,62 | 3     | 5,39          | -             | PPD/PSD | PPD/PSD | CDS-PP  | CDS-PP  |            |            | 3,66           | -      | NC    | NC  | 52,55          | 7   | BE      | BE      | BE             | BE  | PS             | PS  | 7,42           | 1   | 4,34           | -  | CH  | CH  | 1,84 | -   | PS             | PS |      |      |                |          | 44,55 / 100,00 |      |     |     |     |     |   |   |     |     |          |          |     |     |     |     |     |     |              |                |

### Eleições legislativas
| Data | %     | %     | %     | %     | %        | %     | %        | %     | %     | %    | %     | %   | %       | % | %  | %  |
| Data | PS    | PCP   | PSD   | CDS   | UDP      | AD    | APU/ CDU | FRS   | PRD   | PSN  | B.E.  | PAN | PSD CDS | L | IL | CH |
| ---- | ----- | ----- | ----- | ----- | -------- | ----- | -------- | ----- | ----- | ---- | ----- | --- | ------- | - | -- | -- |
| 1976 | 34,56 | 18,95 | 18,69 | 17,98 | 2,36     |       |          |       |       |      |       |     |         |   |    |    |
| 1979 | 21,50 | APU   | AD    | AD    | 2,47     | 48,24 | 22,32    |       |       |      |       |     |         |   |    |    |
| 1980 | FRS   | APU   | AD    | AD    | 1,61     | 50,13 | 18,97    | 23,75 |       |      |       |     |         |   |    |    |
| 1983 | 31,27 | APU   | 26,23 | 16,70 | UDP- PSR |       | 20,49    |       |       |      |       |     |         |   |    |    |
| 1985 | 17,65 | APU   | 31,00 | 11,40 | 1,25     | 15,60 | 19,45    |       |       |      |       |     |         |   |    |    |
| 1987 | 18,01 | CDU   | 53,68 | 4,91  | 1,17     | 12,36 | 5,83     |       |       |      |       |     |         |   |    |    |
| 1991 | 25,17 | CDU   | 52,17 | 5,58  |          | 8,91  | 0,46     | 2,46  |       |      |       |     |         |   |    |    |
| 1995 | 38,52 | CDU   | 34,96 | 12,53 | 0,51     | 8,84  |          | 0,14  |       |      |       |     |         |   |    |    |
| 1999 | 37,82 | CDU   | 32,39 | 11,63 |          | 8,87  | 0,16     | 4,88  |       |      |       |     |         |   |    |    |
| 2002 | 33,36 | CDU   | 42,09 | 10,35 | 6,11     |       | 4,59     |       |       |      |       |     |         |   |    |    |
| 2005 | 38,70 | CDU   | 28,05 | 12,51 | 6,81     | 8,39  |          |       |       |      |       |     |         |   |    |    |
| 2009 | 32,25 | CDU   | 30,64 | 13,56 | 6,71     | 10,09 |          |       |       |      |       |     |         |   |    |    |
| 2011 | 22,38 | CDU   | 39,94 | 17,58 | 6,51     | 5,05  | 1,60     |       |       |      |       |     |         |   |    |    |
| 2015 | 28,54 | CDU   | CDS   | PSD   | 6,85     | 10,26 | 2,15     | 43,70 | 1,20  |      |       |     |         |   |    |    |
| 2019 | 31,70 | CDU   | 28,71 | 6,56  | 5,38     | 8,58  | 4,88     |       | 1,84  | 3,10 | 1,71  |     |         |   |    |    |
| 2022 | 34,28 | CDU   | 29,86 | 2,11  | 3,37     | 4,10  | 2,17     | 2,29  | 10,49 | 8,19 |       |     |         |   |    |    |
| 2024 | 22,69 | CDU   | AD    | AD    | 33,97    | 2,48  | 4,28     | 2,58  | 4,95  | 7,59 | 16,49 |     |         |   |    |    |

### Cidades-irmãs
Cidades-irmãs é uma iniciativa do Núcleo das Relações Internacionais, que busca a integração entre a vila e demais municípios nacionais e estrangeiros. A integração entre os municípios é firmada por meio de convênios de cooperação, que têm o objetivo de assegurar a manutenção da paz entre os povos, baseada na fraternidade, felicidade, amizade e respeito recíproco entre as nações. Oficialmente, possui as seguintes cidades-irmãs:
- Campinas, no Brasil, desde 2012;[85]
- Santana, Cantagalo, São Tomé e Príncipe
- Biarritz, Pirenéus Atlânticos, França
- Atami, Chizuoca, Japão
- Sal, Ilha do Sal, Cabo Verde
- Wuxi, Jiangsu, China
- Benguela, Benguela, Angola
- Bubaque, Região de Bolama, Guiné-Bissau
- Xai-Xai, Gaza, Moçambique
- Gaza, Distrito de Gaza, Palestina
- Salvador, Bahia, Brasil
- Guarujá, São Paulo, Brasil
- Vitória, Espírito Santo, Brasil

## Cultura

### Património edificado
Situada junto à costa, muito do seu património monumental relaciona-se com a defesa e a navegação. Como tal, em termos de arquitetura destacam-se os muitos fortes, situadas entre a praia do Abano e São Julião da Barra (já em Oeiras) e que foram, até ao século XIX, de extrema importância para a defesa de Lisboa. Além destes, destacam-se as muitas ruínas romanas e visigóticas (vilas e necrópoles), igrejas e capelas, bem como casas senhoriais da antiga nobreza portuguesa que, a partir dos finais do século XIX, começou a utilizar esta costa como área de veraneio.

#### Património arqueológico
- Cemitério visigótico de Alcoitão
- Cetárias romanas de Cascais
- Grutas de Porto Covo
- Grutas do Poço Velho
- Grutas de São Pedro do Estoril
- Necrópole eneolítica de Alapraia
- Poço Velho
- Povoado pré-histórico da Parede

Áreas de interesse arqueológico presentes em Cascais.

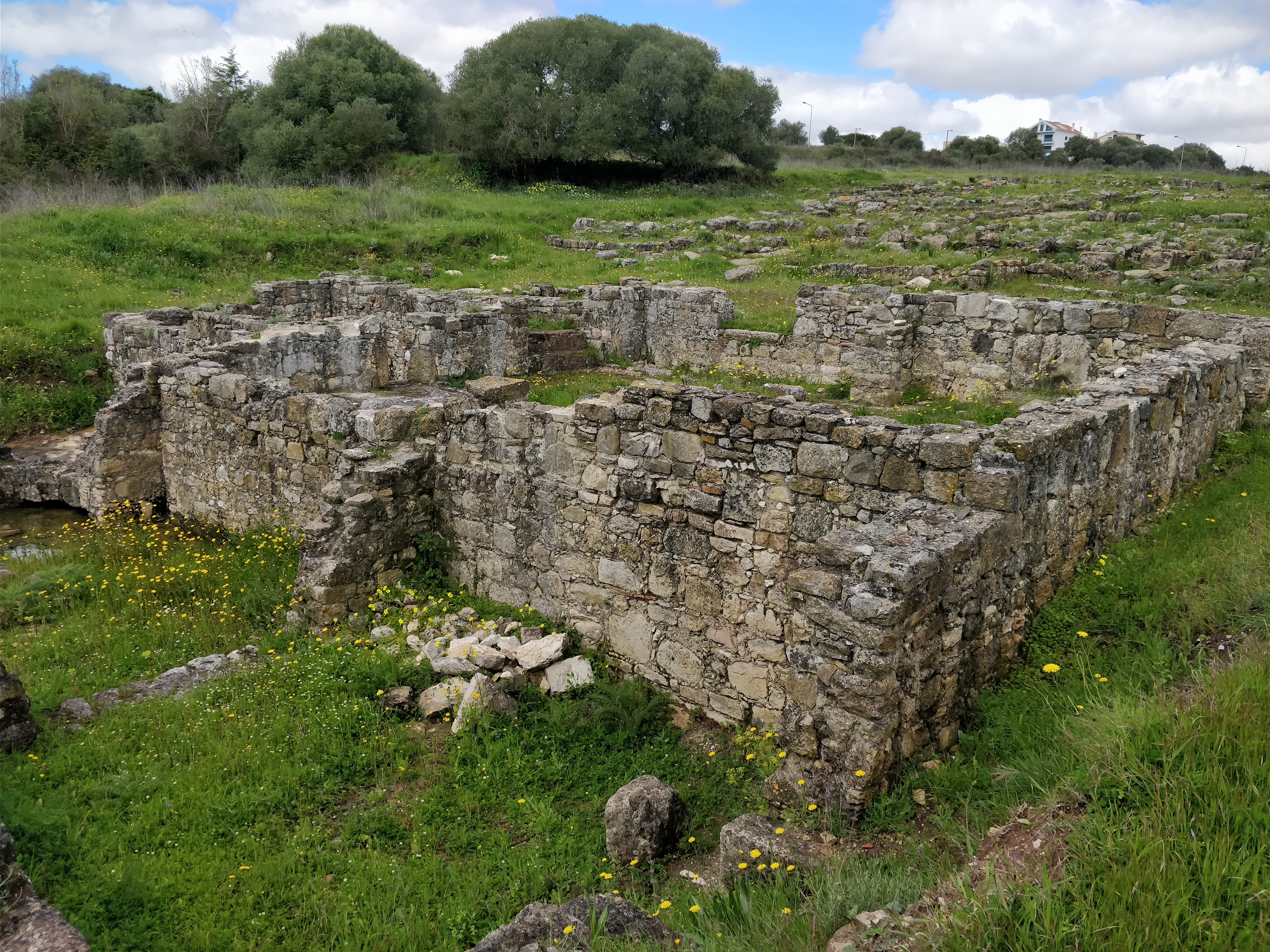
Aspeto da Villa romana de Freiria.

- Ruínas do antigo posto de turismo de Cascais
- Villa romana do Alto do Cidreira
- Villa romana dos Casais Velhos
- Villa romana de Freiria
- Villa romana de Miroiço
- Villa romana de Miroiços
- Villa romana do Outeiro de Polima

#### Património arquitetónico

##### Arquitetura religiosa
- Capela de Nossa Senhora da Nazaré
- Capela de Nossa Senhora da Graça
- Capela de Nossa Senhora da Conceição da Abóboda
- Capela de Nossa Senhora da Conceição dos Inocentes
- Capela de Nossa Senhora da Piedade
- Capela de Nossa Senhora da Vitória
- Ermida de São Sebastião
- Igreja de Nossa Senhora da Assunção (Igreja Matriz de Cascais)

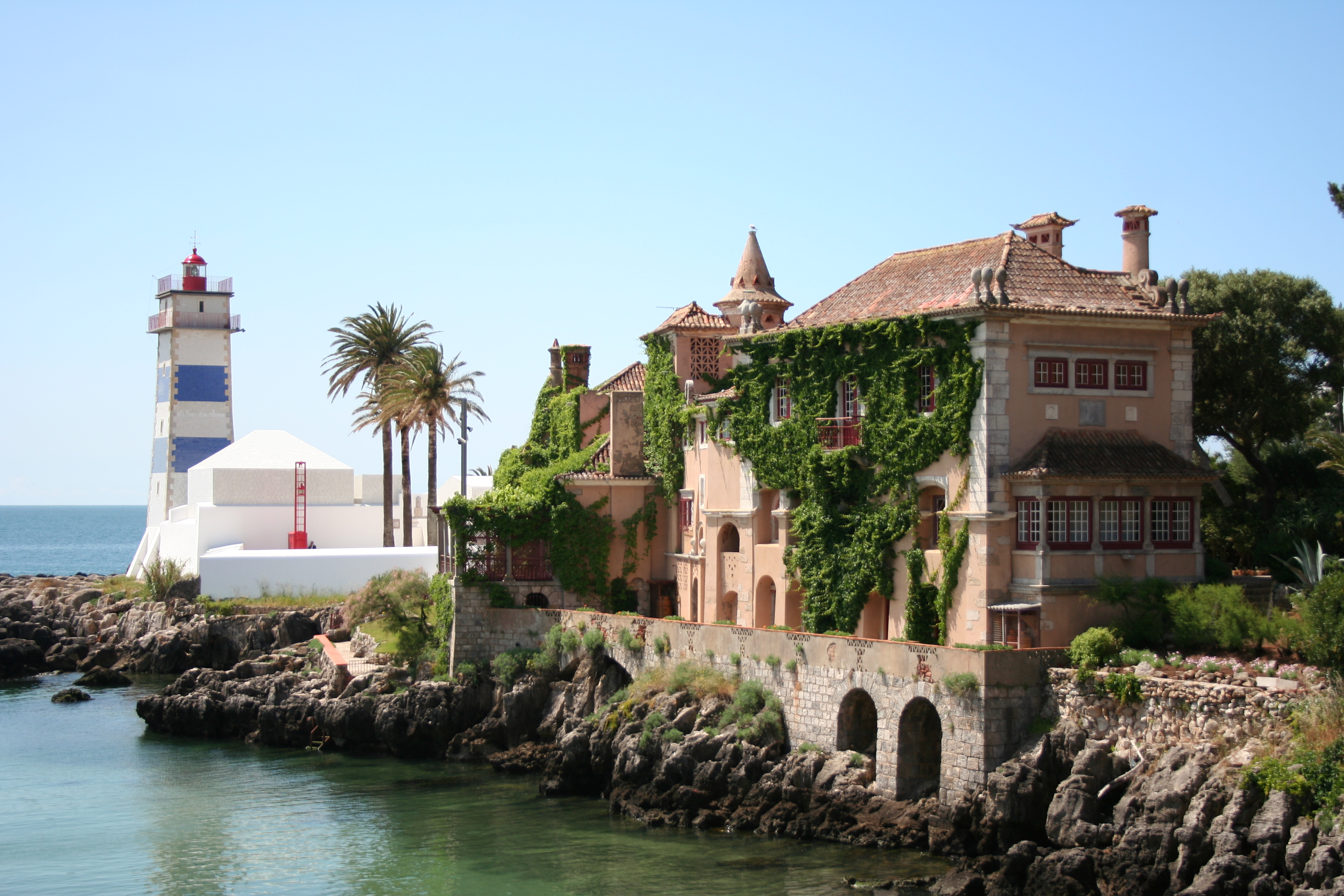
Vista do Farol e Casa de Santa Maria

- Igreja de Nossa Senhora dos Navegantes
- Igreja de São Domingos de Rana

##### Fortificações marítimas
- Bases da muralha que ligavam os dois baluartes da Praia da Ribeira
- Bateria Alta ao norte da Praia da Água Doce
- Cidadela de Cascais, incluindo a Fortaleza de Nossa Senhora da Luz de Cascais e a Torre de Santo António de Cascais
- Cortinas de Atiradores
- Farol de Santa Marta
- Farol da Guia
- Forte Novo (troço de muralha)
- Forte de Crismina
- Forte do Guincho
- Forte de Oitavos ou Forte de São Jorge
- Forte de Nossa Senhora da Guia
- Forte de Nossa Senhora da Conceição (restos das muralhas)
- Forte de São Teodósio ou Forte da Cadaveira
- Forte de São Pedro do Estoril (Forte da Poça)
- Fonte de São João ou Cantinho de São João
- Forte de Santo António da Barra ou Forte Velho
- Forte de Santa Marta
- Vigia do Facho

##### Arquitetura de veraneio
A arquitetura de veraneio em Cascais surge a partir de 1870, após a instalação da Família Real no Palácio do Governador da Cidadela e da sua consequente definição enquanto destino turístico. Foi-se esparaiando pelo Monte Estoril até atingir a Parede, e o conjunto existente na atualidade permite diferenciar as várias opções estéticas que marcaram um período que se estendeu por cem anos, de 1870 a 1970.

###### Cascais

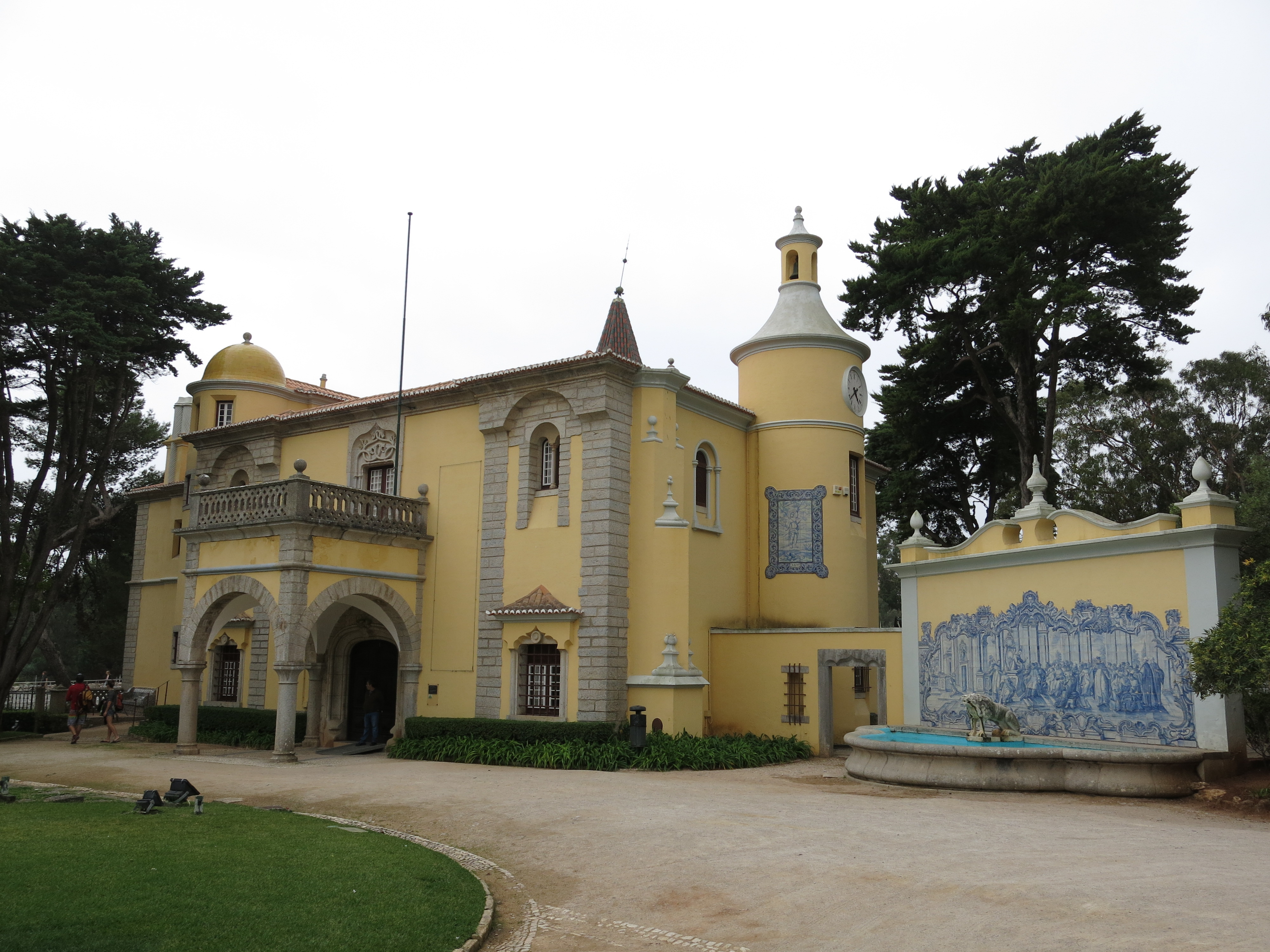
Entrada do palácio-museu dos Condes de Castro Guimarães.

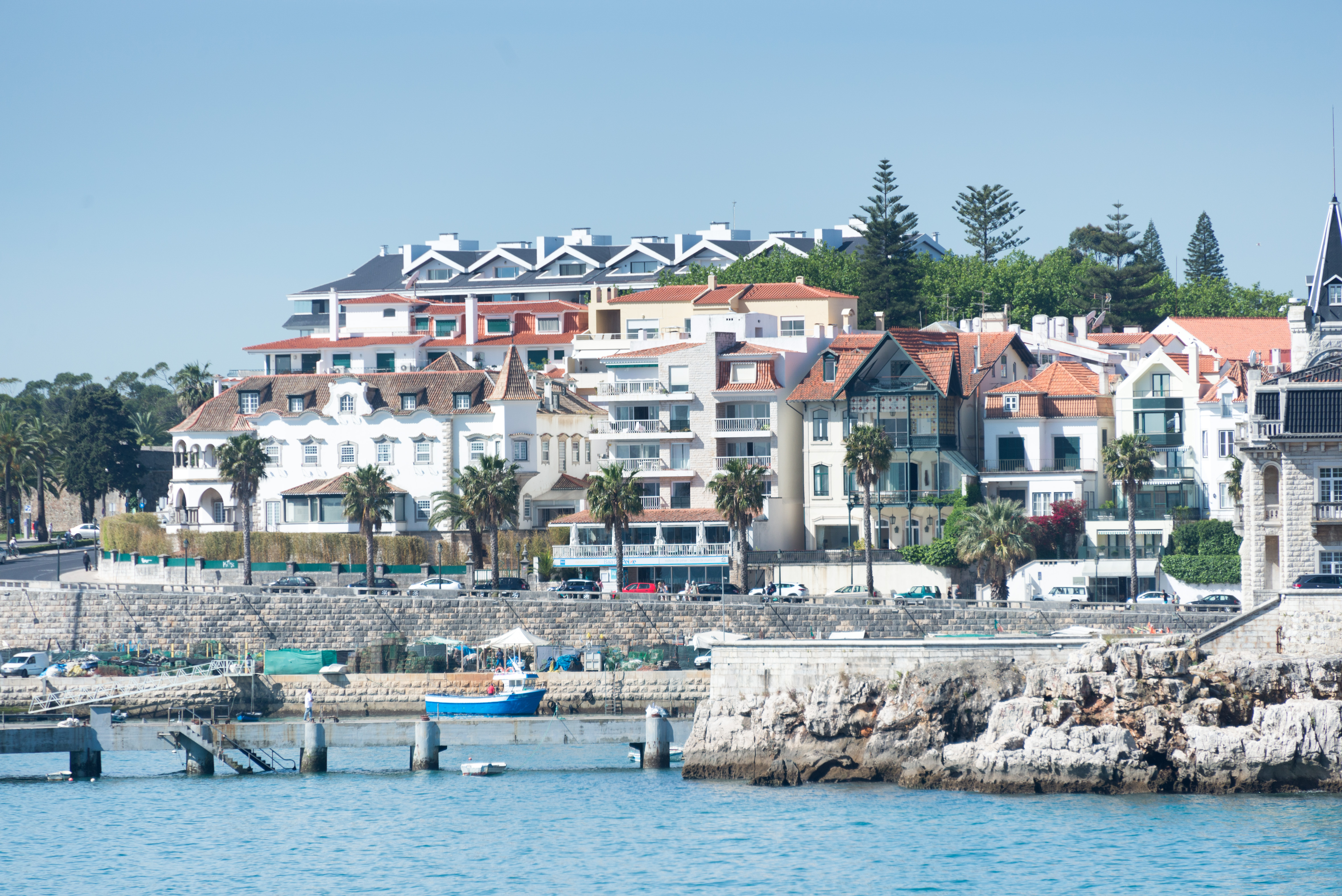
Casas na Avenida Dom Carlos I.

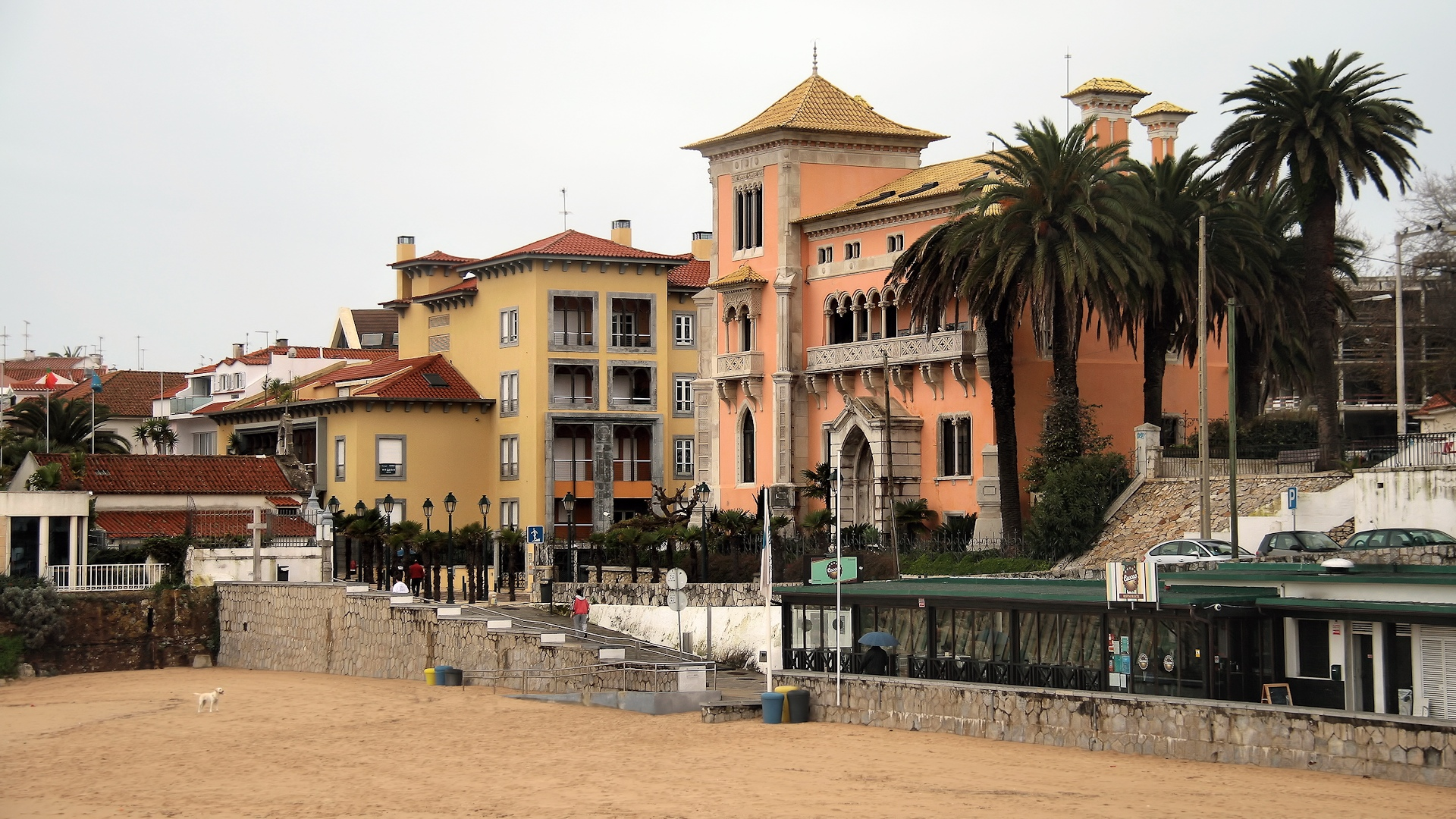
Casa Lancastre, junto à Praia da Conceição.

- Casa Palmela (Conceição Velha), na Alameda Duquesa de Palmela, n.º 1
- Casa dos Marqueses de Faial, na Alameda Duquesa de Palmela, n.º 175
- Casa do Duque de Loulé (actual Hotel Albatroz), na Rua Frederico Arouca, n.º 159
- Casa António de Lencastre, na Rua Frederico Arouca, n.º 94
- Torre de São Sebastião (actual Museu Condes de Castro Guimarães), na Avenida Humberto II de Itália
- Casa de Santa Maria, na Avenida Humberto II de Itália / Ponta de Santa Marta
- Casa Costa e Silva ou Condes de Ficalho, na Rua Guilherme Gomes Fernandes / Avenida Emídio Navarro, n.º 211
- Casa de Nossa Senhora da Conceição, na Rua Guilherme Gomes Fernandes, n.º 59
- Casa Leitão, na Avenida D. Carlos I, n.º 92
- Casa Trindade Baptista, na Avenida D. Carlos I, s/n
- Casa Luís Augusto Perestrelo de Vasconcelos, na Avenida D. Carlos I, s/n
- Casa dos Condes de Monte Real, na Avenida D. Carlos I, s/n
- Casa Ferreira Pinto Basto, na Rua Visconde da Luz, n.º 25 / Travessa Visconde da Luz
- Chalets da Rua da Vista Alegre, n.ºs 1, 3 e 5
- Vila Eulália, na Avenida Emídio Navarro, n.º 82 ou 16
- Chalet no Largo da Misericórdia, n.º 7
- Chalets do Largo da Estação, n.ºs 2 e 4
- Casas da Rua Afonso Sanches, n.ºs 59 e 65
- Casa da Rua da Bela Vista, n.º 126
- Casa de Sant’Ana, na Avenida Emídio Navarro, n.º 350 / Rua dos Bem Lembrados
- Casas geminadas, na Avenida Emídio Navarro, n. º 136, 128 e 116
- Casa de Santa Maria, na Travessa Visconde da Luz, n.º 18
- Casas na Avenida Valbom, n.ºs 13 e 15
- Casa D. Nuno, na Travessa da Conceição, s/n
- Casa Seixas (actual sede da Capitania do Porto de Cascais), na Rua Fernandes Thomaz, n.º 2
- Casa Eduardo Perestrelo de Vasconcelos ou Casa Vasco da Gama, com pedra de armas de Perestrelo, na Rua João Luís de Moura, n.º 10 / Avenida Vasco da Gama, s/n

###### Monte Estoril

Casa-Museu Verdades de Faria, no Monte Estoril.

Chalet Barros

- Chalet D. Maria Pia
- Casa Malvina
- Torre de São Patrício
- Casa Monsalvat

###### Estoril
- Chalet Barros
- Casal de São Roque
- Casa António José Viana Silva de Carvalho
- Cocheiras de Santos Jorge
- Casa Eugénio de Freitas Bandeira de Mello
- Casa Nossa Senhora da Conceição
- Casal de Santa Luísa
- Chalet Santos
- Vila Ramos Simões
- Casa das Três Marias
- Casa de São Nuno

###### São João do Estoril
- Chalet Brito
- Casa Bernardino de Carvalho
- Vivenda Alda
- Chalet Pinheiro e Silva

Fachada da Vila Laura, em São João do Estoril.

Casa da Torre.

- Casa Eugénio Augusto Ribeiro de Castro
- Vivenda Rose
- Casa Conde da Azarujinha
- Casa da Torre
- Vila Laura
- Vivenda Manon
- Casa de São Paulo
- Casal Novo

###### Parede
- Casa das Pedras, uma das mais representativas peças da arquitetura de veraneio de finais do romantismo no município.Casa José Nunes da Mata
- Casa Teresa Gutiérrez
- Casa Francisco Libório da Silva
- Roseiral

Casa das Pedras, uma das mais representativas peças da arquitetura de veraneio de finais do romantismo no município.

- Casa Alfredo César de Meneses e Vasconcellos
- Casa Joaquim Ribeiro da Cunha
- Casa Condessa d'Edla
- Casa Manuel de Azevedo Gomes (Casa das Pedras)
- Vila Estefânia
- Casa Camilo Dionísio Álvares
- Regina
- Vila Saldanha
- Casa Jerónimo Neto (Colégio da Bafureira)
- Quinta de Santa Teresinha
- Vivenda Ladimiro
- Maria José
- Casal de São José
- Conjunto de Casas Leite da Costa Maia

###### Carcavelos
- Chalet da Companhia do Cabo Submarino

Edifício dos Correios, Estoril, gizado por Adelino Nunes.

- Casa da Quinta da Alagoa
- Casa da Cartaxeira
- Casa Saraiva de Lima
- Ermelinda
- Casa Valentim Nunes Campos
- Vivenda Germano Rola
- Roseiral
- Edifício dos Correios, Estoril, gizado por Adelino Nunes.

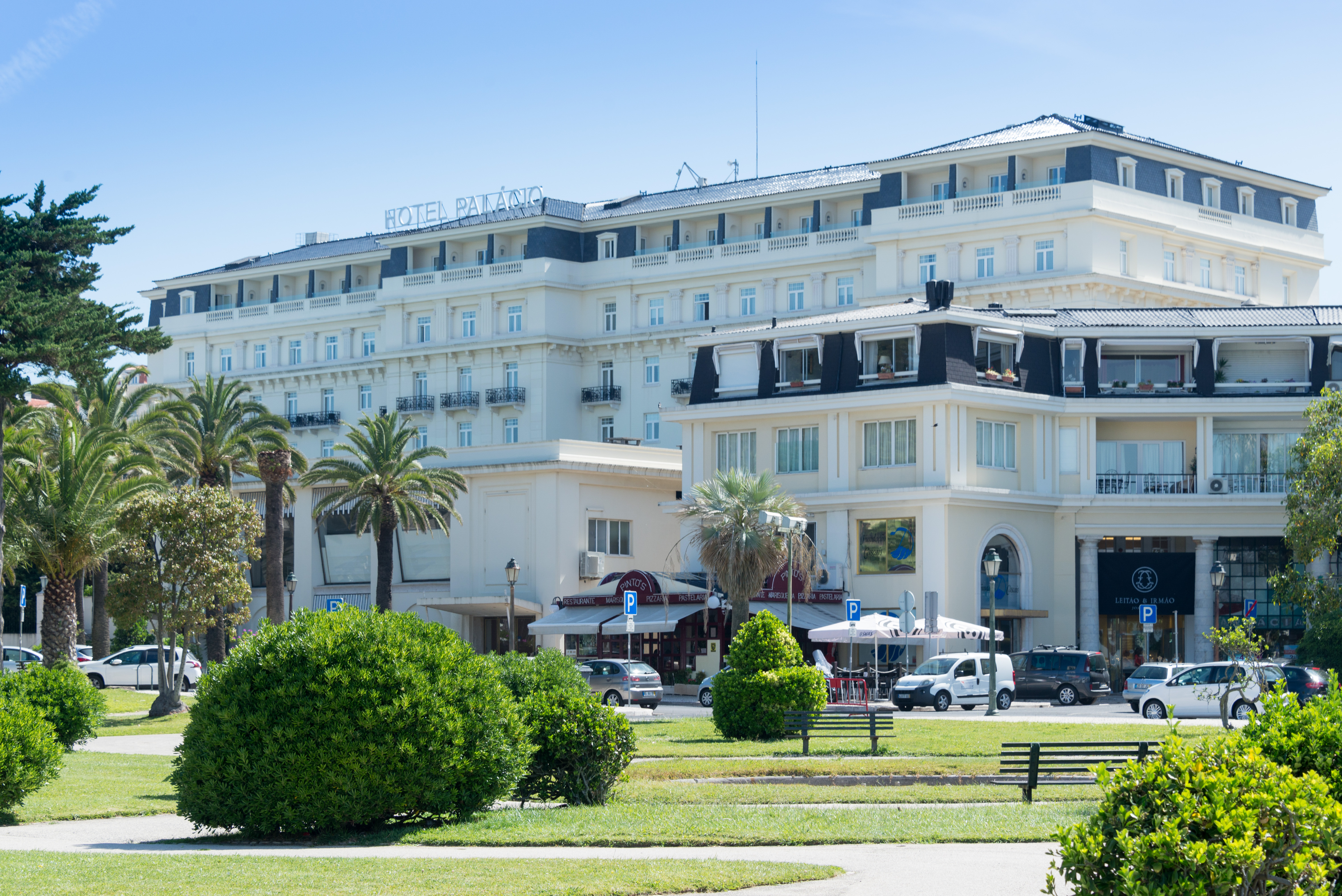
Fachada do Hotel Palácio, no Estoril.

- Fachada do Hotel Palácio, no Estoril.

##### Arquitetura modernista
A arquitetura modernista surge em Cascais na década de 30 do século XX, focando-se sobretudo no Estoril, que recebe os mais emblemáticos edifícios públicos e privados desta nova corrente estética. Estes imóveis dão resposta a uma alteração de gosto que passa a favorecer uma arquitetura mais funcional e com novas conceções de espaço inspiradas em modelos internacionais.
- Hotel Palácio
- Casino do Estoril
- Casal de Monserrate
- Casa José Espírito Santo Silva
- Edifício dos Telefones
- Casa dos Cedros
- Edifício dos Correios
- Casa de São Francisco
- Casa dos Arufes
- Casas geminadas da Rua de Inglaterra, n.º 500 e 504
- Casa Claridade
- Casa Vale Florido e Boavida
- Edifício do Rádio Clube Português/Clube Nacional de Ginástica
- Centro de Medicina de Reabilitação de Alcoitão
- Bairro das Caixas (Parede)

##### Outros edifícios
- Biblioteca Municipal de Cascais e Auditório / Biblioteca Anrique Paço d'Arcos - Casa da Horta da Quinta de Santa Clara - Cascais
- Arquivo Histórico Municipal de Cascais
- Biblioteca Infantil e Juvenil - Cascais
- Biblioteca Municipal de Cascais - São Domingos de Rana
- Marégrafo de Cascais
- Azenha de Atrozela
- Quinta de Manique ou Casa da Quinta de Manique ou Palácio de Manique ou Casa da Quinta do Marquês das Minas ou Quinta do Marquês de Minas
- Quinta da Torre D'Aguilha
- Estação Ferroviária de Cascais
- Teatro Municipal Mirita Casimiro

### Museus
- Centro de Interpretação Ambiental da Pedra do Sal
- Quinta do Barão, incluindo o solar, jardins e adega.
- Museu da Música Portuguesa

#### Bairro dos Museus

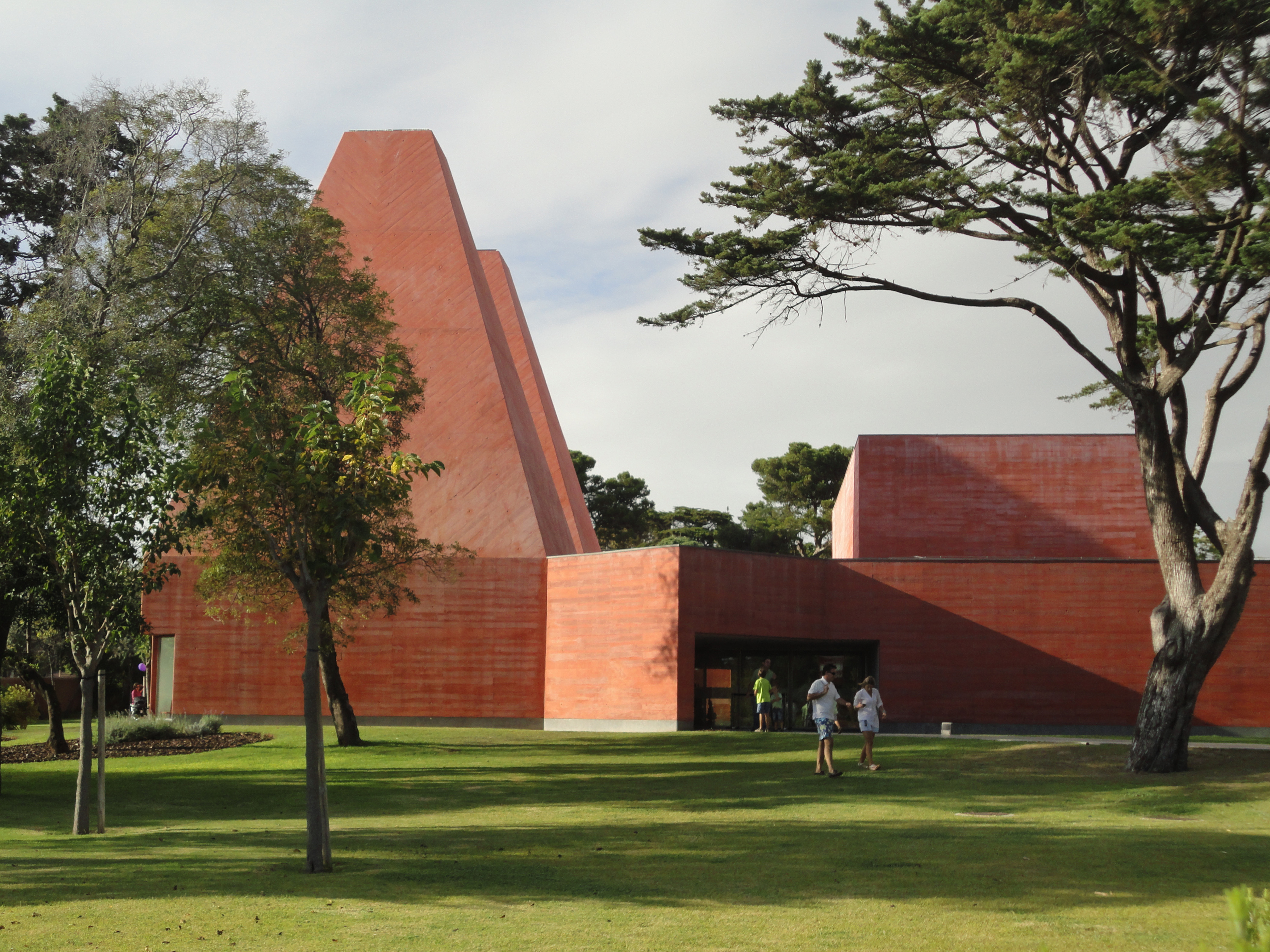
Casa das Histórias Paula Rego, projetada por Eduardo Souto de Moura.

Desde 2015, a vila de Cascais conta com o Bairro dos Museus, com a integração de diversos equipamentos e parques que contam com programação e bilhética integrada.
- Forte de São Jorge de Oitavos
- Farol Museu de Santa Marta
- Casa de Santa Maria
- Palácio dos Condes de Castro Guimarães (Torre de São Sebastião)
- Casa Duarte Pinto Coelho
- Parque Marechal Carmona
- Casa das Histórias Paula Rego
- Museu do Mar Rei Dom Carlos I
- Arquivo Histórico Municipal de Cascais
- Igreja de Nossa Senhora da Assunção
- Centro Cultural de Cascais
- Cidadela de Cascais
- Fortaleza de Nossa Senhora da Luz de Cascais
- Marégrafo de Cascais
- Museu da Vila - Palácio dos Condes da Guarda
- Parque Palmela
- Museu da Música Portuguesa
- Espaço Memória dos Exílios
- Casa Reynaldo dos Santos e Irene Quilhó dos Santos

### Gastronomia
Os pratos característicos cascalenses guardam relação com o peixe e o marisco, destacando-se o ensopado de peixe, o robalo grelhado, o linguado, o bacalhau seco, o arroz de marisco, a lagosta grelhada, os caranguejos estufados ou o polvo à lagareiro. No campo dos doces tradicionais, encontram-se as Areias de Cascais, pequenos biscoitos elaborados com uma massa simples de manteiga polvilhada com açúcar. O concelho é também produtor de vinho de Carcavelos (das primeiras regiões demarcadas mundiais) e de Colares, fazendo-o porém em muito baixa quantidade.

### Eventos
- Conferências do Estoril
- EDP Cool Jazz
- Estoril Jazz
- Estoril Open
- Lumina Cascais
- MUSA Cascais
- OUT///FEST
- Semanas de Música do Estoril

## Desporto

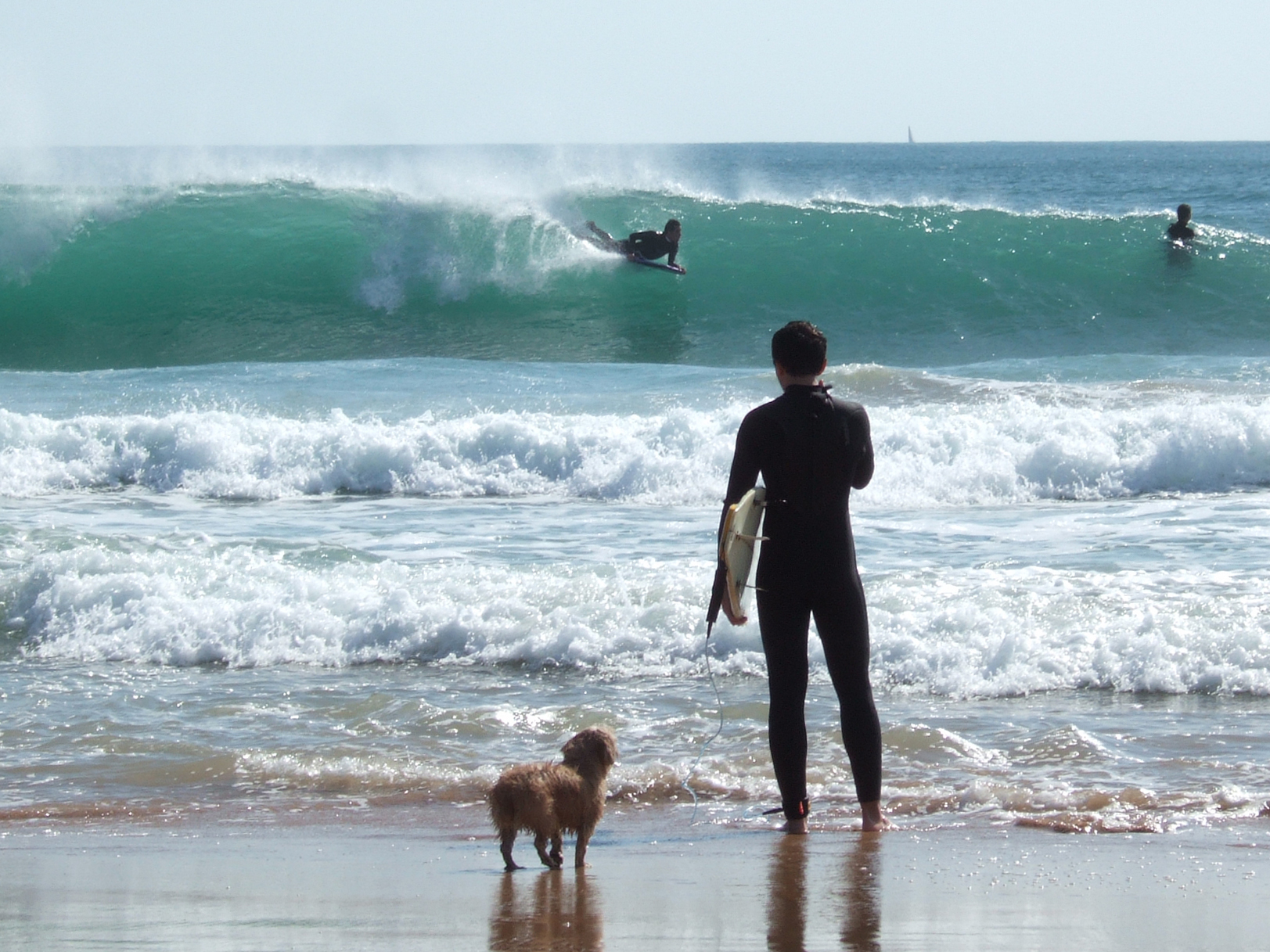
Surfistas na Praia de Carcavelos.

Cascais possui uma particular vocação para as práticas desportivas em espaços naturais aquáticos e terrestres graças à Serra de Sintra e à sua costa, cuja qualidade que converteu o concelho num dos principais centros nacionais de desportos náuticos, em especial nas modalidades de vela, windsurf, kitesurf, surf, bodyboard e canoagem. Todas as freguesias do concelho possuem espaços artificiais de cariz desportivo (especializados ou monodisciplinares e ainda outras aptas para espetáculos desportivos), sendo que do total de 423 instalações, metade destas se encontram na freguesia de Cascais e Estoril, e mais de 71% estão concentradas nas zonas do litoral. As instalações especializadas destacam-se pela sua diversidade e quantidade (29), sendo estratégicas no panorama da oferta desportiva metropolitana, com a maior representação de campos de golfe (6), centros hípicos (5) e centros náuticos (4). Para além destas, existem ainda instalações especiais como são o Estádio António Coimbra da Mota, o Autódromo Fernanda Pires da SIlva e os hipódromos de Cascais e da Quinta da Marinha.

Hipódromo Manuel Possolo

Existem também espaços de caráter mais informal e recreativo, para a prática de escalada, skate e patinagem, diversos circuitos de manutenção, ciclovias, pedovias e circuitos pedestres, minigolfes e espaços de jogos tradicionais. Finalmente, na praia de Carcavelos, é possível a prática de desportos como o futebol e o vólei. Com tudo isto, porém, o concelho encontra-se com um défice de área desportiva útil por habitante por riba dos 50%. As modalidades mais praticadas no concelho correspondem a desportos individuais, fitness, desportos coletivos e desportos de combate.

### Clubes
- Cascais Water Polo Club
- Grupo Dramático e Sportivo de Cascais
- Grupo Desportivo Estoril Praia
- Grupo Desportivo e Recreativo das Fontainhas de Cascais
- Clube Naval de Cascais
- Grupo Recreativo de Mato-Cheirinhos
- União Recreativa e Desportiva de Tires
- Grupo Musical e Desportivo 9 de Abril de Trajouce
- Grupo Sportivo de Carcavelos
- Clube de Futebol de Sassoeiros
- Grupo de Instrução Musical e Desportivo da Abóboda
- Associação Torre
- Malveira da Serra
- Grupo de Solidariedade Musical e Desportiva de Talaíde (Futebol)

### Escalada
Cascais tem vários pontos de Escalada Desportiva e Bouldering, sendo um dos pontos mais conhecidos junto ao Farol da Guia com uma vista privilegiada para o mar.

#### Blocos na Baía do Mexilhoeiro
A Baía do Mexilhoeiro é um local para a prática de Bouldering e conta com mais de 44 vias espalhadas por vários blocos.

#### Arribas do Farol da Guia
As Arribas do Farol da Guia é um local de Escalada Desportiva que se destaca pela rocha Calcária e localização, a poucos metros do Oceano Atlântico. A grande maioria das vias montadas está virada para o mar e tem os seus pontos fixos no topo da arriba, acessível pelo caminho junto ao farol. Este local conta com mais de 98 vias em 10 sectores cujo grau vai de 3 a 8a+ (segundo a cotação francesa). As vias montadas na Guia encontram-se todas indicadas com o nome da via e cotação proposta diretamente pintados na rocha.
| Nome do setor         | Número de Vias | Grau Mínimo | Grau Máximo |
| --------------------- | -------------- | ----------- | ----------- |
| Ocidente              | 16             | IV          | 6c          |
| Tubo                  | 7              | IV          | 7b+         |
| Escadas               | 11             | III         | 7c+         |
| Bloco Escadas         | 14             | 3           | 7c          |
| Bloco                 | 5              | 3           | 7a+         |
| Alcatifa              | 12             | 4           | 6c          |
| Farol                 | 10             | 5+          | 7a+         |
| Corta Unhas           | 6              | 5           | 6b+         |
| Cantinho dos Teimosos | 13             | 5           | 8a+         |
| Guia Nova             | 7              | 6a          | 7c          |